# 旭日旗

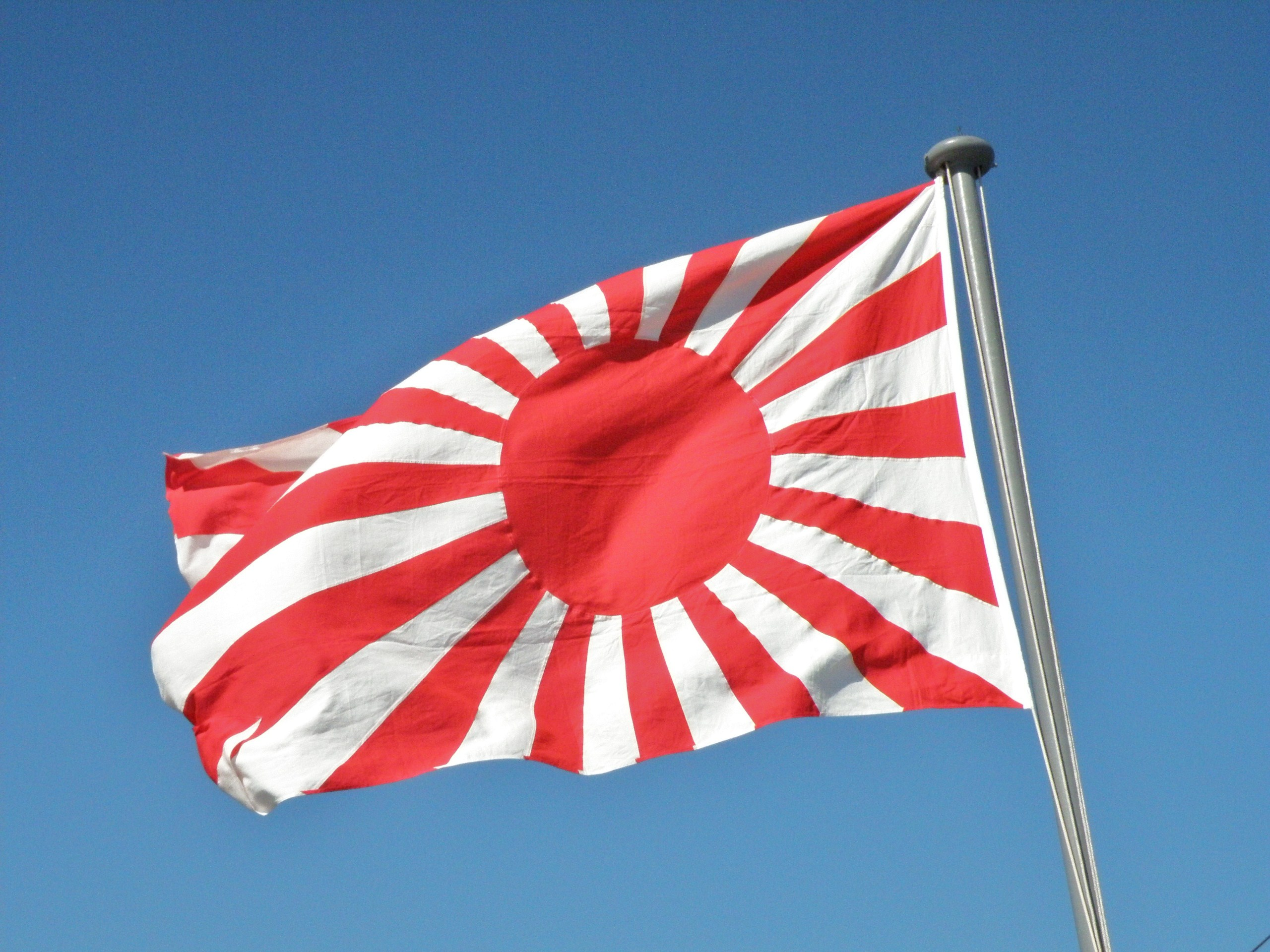
海上自衛隊・自衛艦旗、2011年（平成23年）

旭日旗（きょくじつき）は、太陽および朝日（旭日）を意匠化した旗。光線（光条）が22.5度で開く16条のもの（十六条旭日旗）がよく知られている。他にも4条・8条・12条・24条など光線の本数が多彩に渡るものが存在している。明治時代から連隊旗、軍艦旗に使用され、第二次世界大戦後に陸上・海上自衛隊が使用している。
日本では大漁旗や出産・節句の祝い旗、スポーツの応援等の日常生活の場面で使われる。古くよりハレを意味する縁起物であり日本の伝統的な旗である。旭日は勢いの盛んなことの例えとしても用いられる。

## 概要

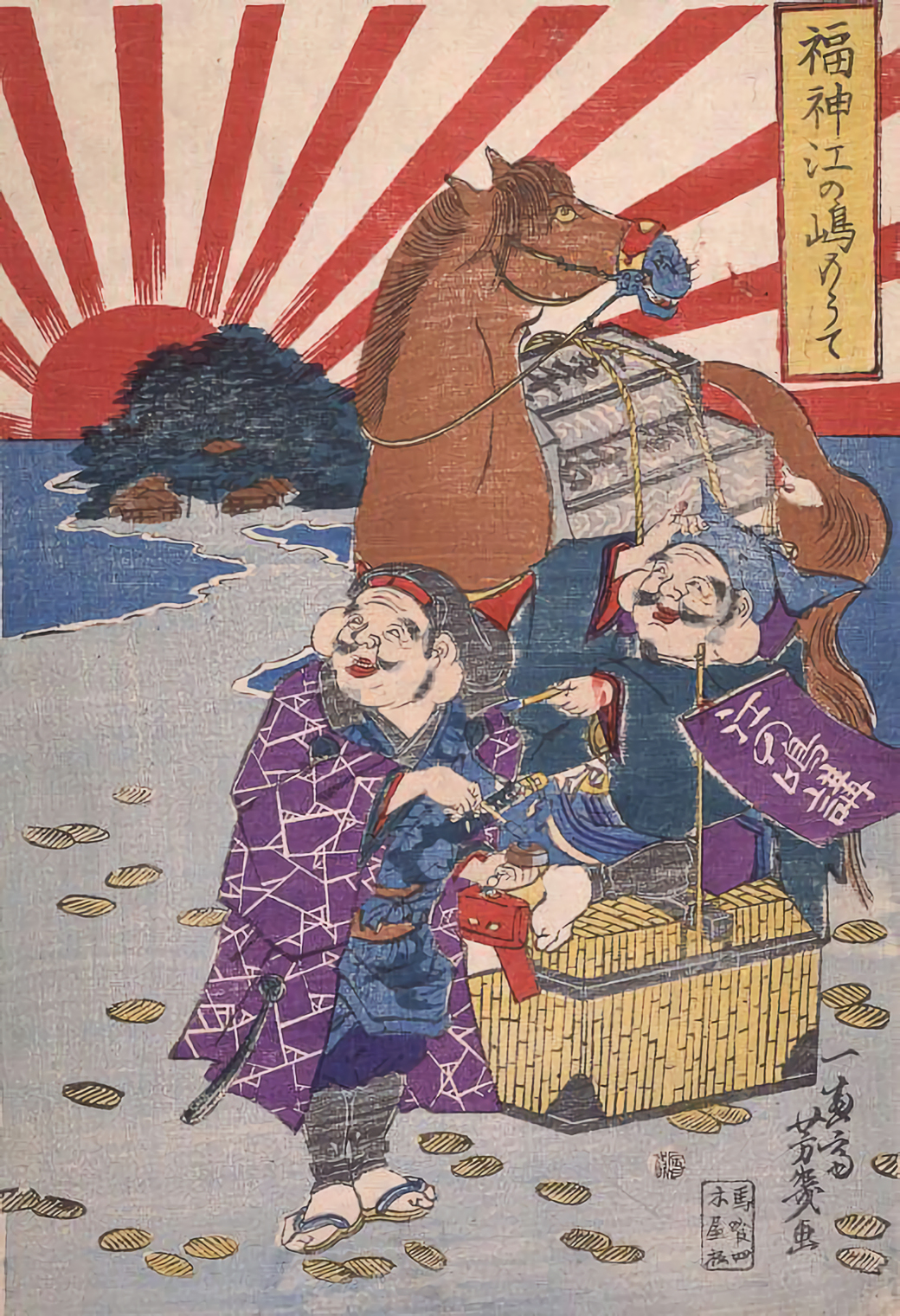
『福神江の嶋もうて』、芳幾、1869年（明治元年）。恵比寿と大黒が千両箱を背負った馬をつれて江の島を訪れる。周りには小判、江の島後景からは旭日が昇る「目出度さ」を表す構図。

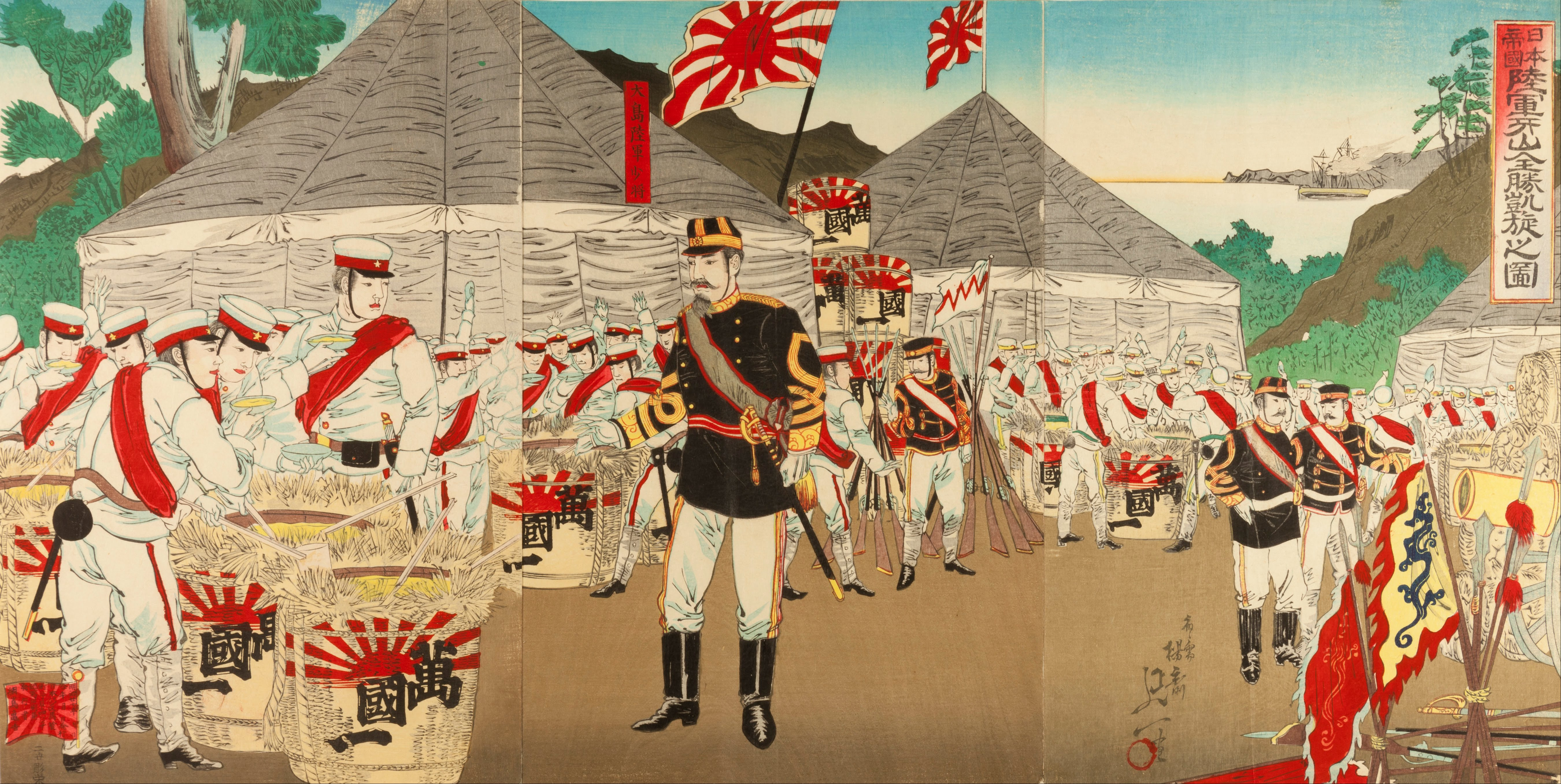
1894年（明治27年）、日清戦争における牙山の戦いの戦勝凱旋の祝典を描いた錦絵『日本帝国陸軍牙山全勝凱旋之図』（楊斎延一画）。中央上部に「旭日旗」たる「軍旗」を配し、「戦勝」という慶事であるため、古くからハレの日の飲料であった日本酒が振舞われ、酒樽には「万国一」の祝い文句とともに「旭日」が描かれている。また、将校を除く兵士達は白の軍服に、束ねた赤の毛布をかけ「紅白」とすることで作者はハレを強調している

「旭日」の意匠自体は比較的古くから広く親しまれており、一部は「日足（ひあし）」と呼称され武家の家紋として用されていた（「日足紋」）。特に九州地方の武家に好んで使用され、例として、肥前の龍造寺氏・筑後の草野氏の「十二日足紋」・肥後の菊池氏の「八つ日足紋」等がある。九州地方に多いのは肥前・肥後が「日（ヒ）の国」と呼称されていたことと関係があるという説がある。
旭日には古来からいくつもの種類があり、光線が四方八方に雲なく広がる意匠はハレを表現し、慶事などの際にめでたさ・景気の良さを強調するために用いられていた意匠でもあった。また、紅白の組み合わせも同じく日本において古くよりハレを意味し、縁起物として多用されていたものであった。その旭日と紅白を意匠とし、日章旗（#国旗としての日章旗）を基に白地に太陽光を表す赤系の光線（旭光）を用いたものが「旭日旗」であり、1870年（明治3年）に大日本帝国陸軍の旗章たる「陸軍御国旗（軍旗）」として考案・採用、法令上初めて制定されたものが旭日旗の起源である（#軍旗・軍艦旗としての旭日旗）。これは明治維新で日章旗を幕府陸軍が軍旗として採用したため、それと敵対した新政府軍の系譜たる陸軍に新たな象徴たる軍旗（=旭日旗）が必要とされたことによる。 遅れて1889年（明治22年）には、大日本帝国海軍においても軍艦旗として旭日旗を採用。
第一次世界大戦時には陸軍の戦闘機の国籍標識に旭日の意匠が一時的に採用された。第二次世界大戦後においては、1954年（昭和29年）の自衛隊の発足に伴い陸上自衛隊において「自衛隊旗」、海上自衛隊において「自衛艦旗」として旭日旗が採用されている。

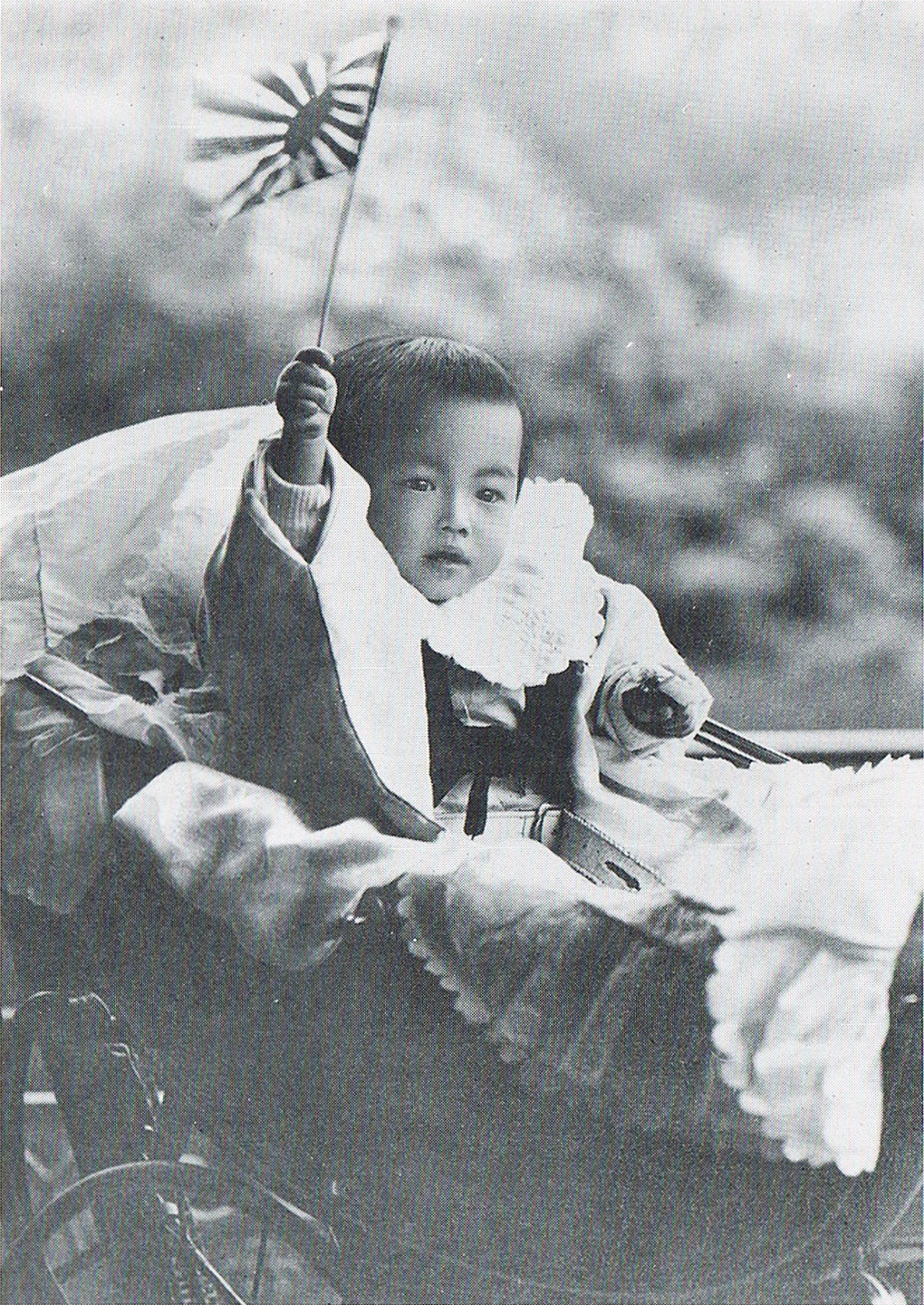
旭日旗の小旗を持つ一歳の迪宮裕仁親王（昭和天皇）、1902年（明治35年）

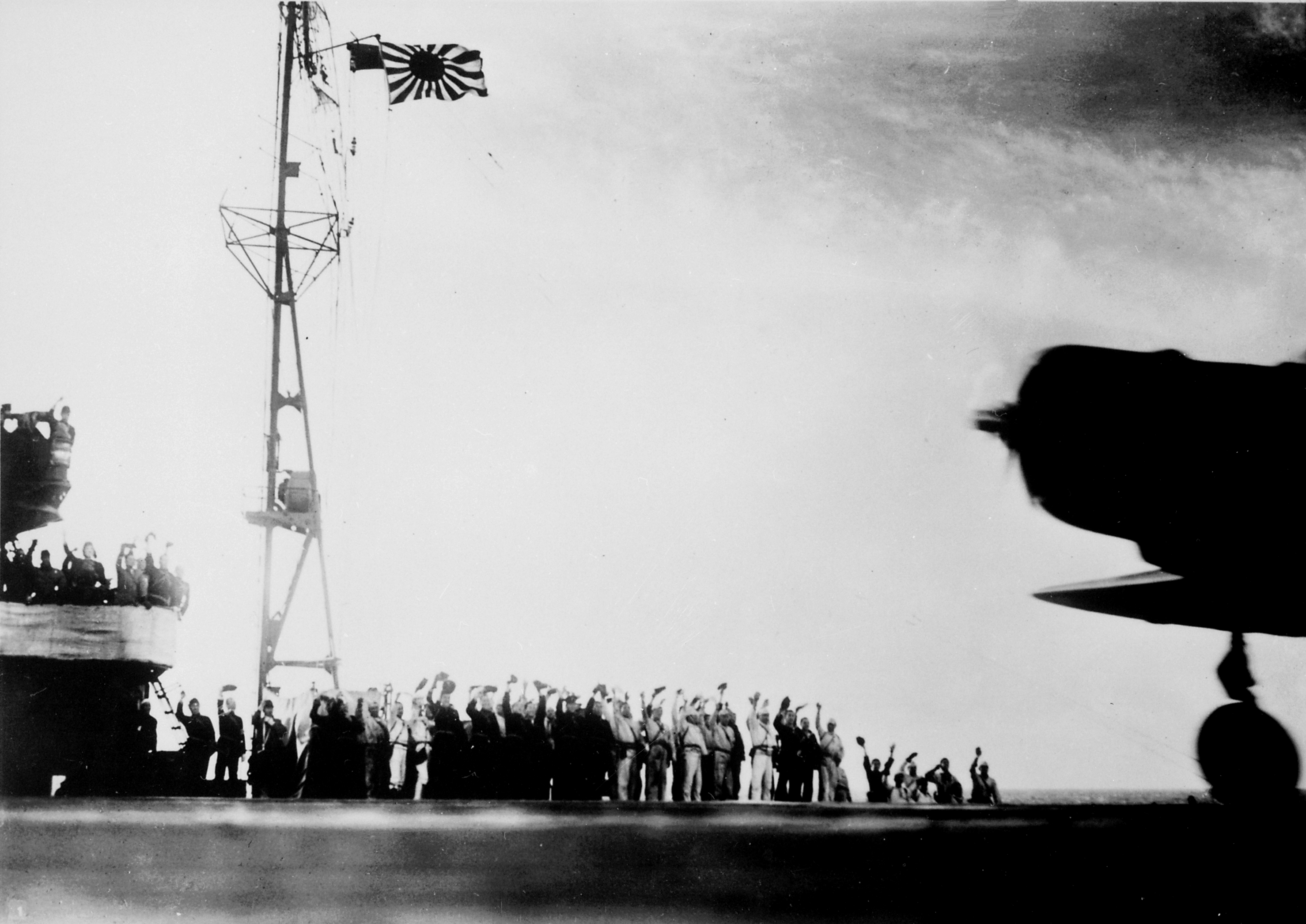
空母「翔鶴」の軍艦旗、太平洋戦争の真珠湾攻撃、1941年（昭和16年）

軍旗に関わらず、明治時代以前から旭日の意匠が表現する「ハレ」・めでたさ・景気の良さにあやかり、民間においても祭、祝事、復興など祈願や企業・商品のロゴ、大漁旗、スポーツの応援に使用されている。また、政府機関・公的機関においても、勲章や警察章などでも使用されている。
日本において政治団体がデモを行うとき旭日旗をイメージさせる意匠の旗を掲げる光景がみられる。

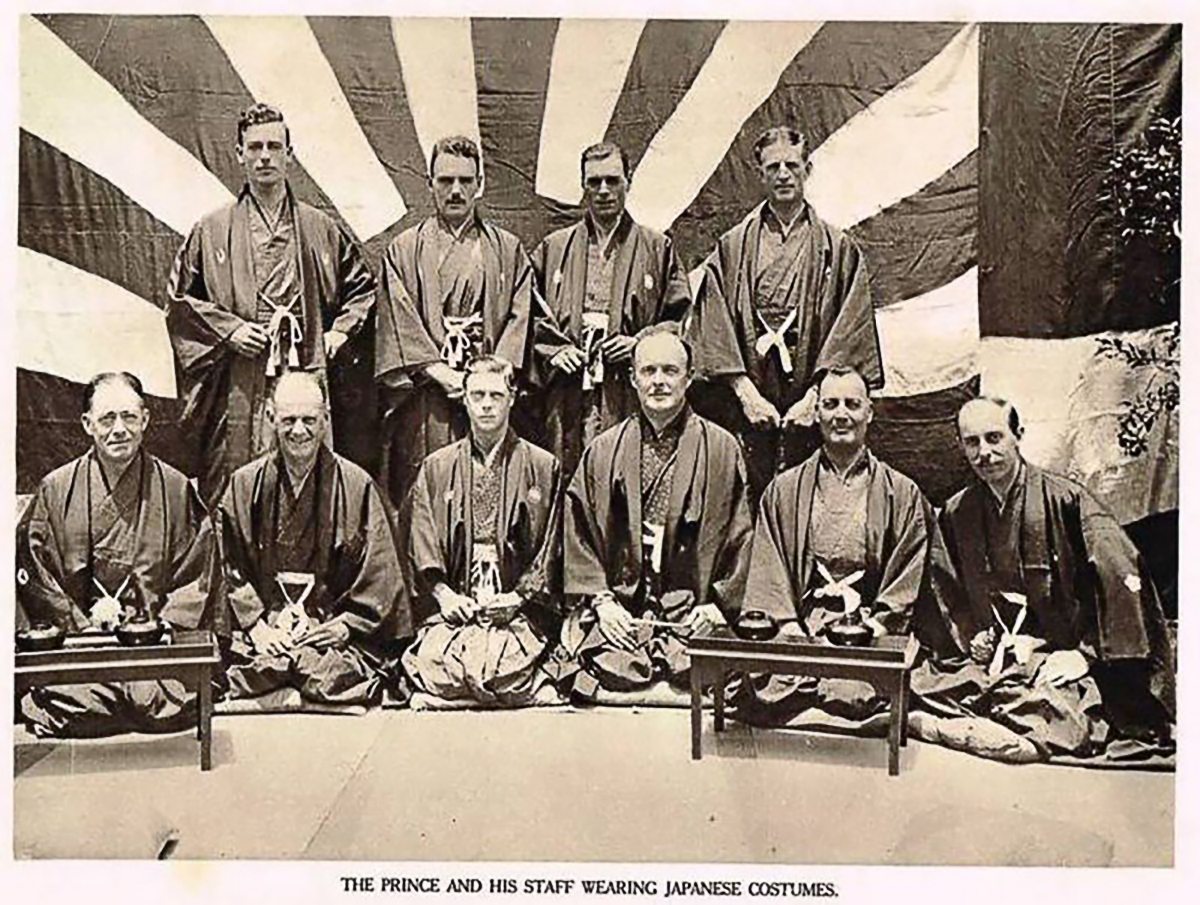
1922年（大正11年）、来日したイギリス王太子エドワード（のちのエドワード8世国王）とその随行員が参加した祝賀会とその余興。会場の背景には旭日旗が掲げられていた
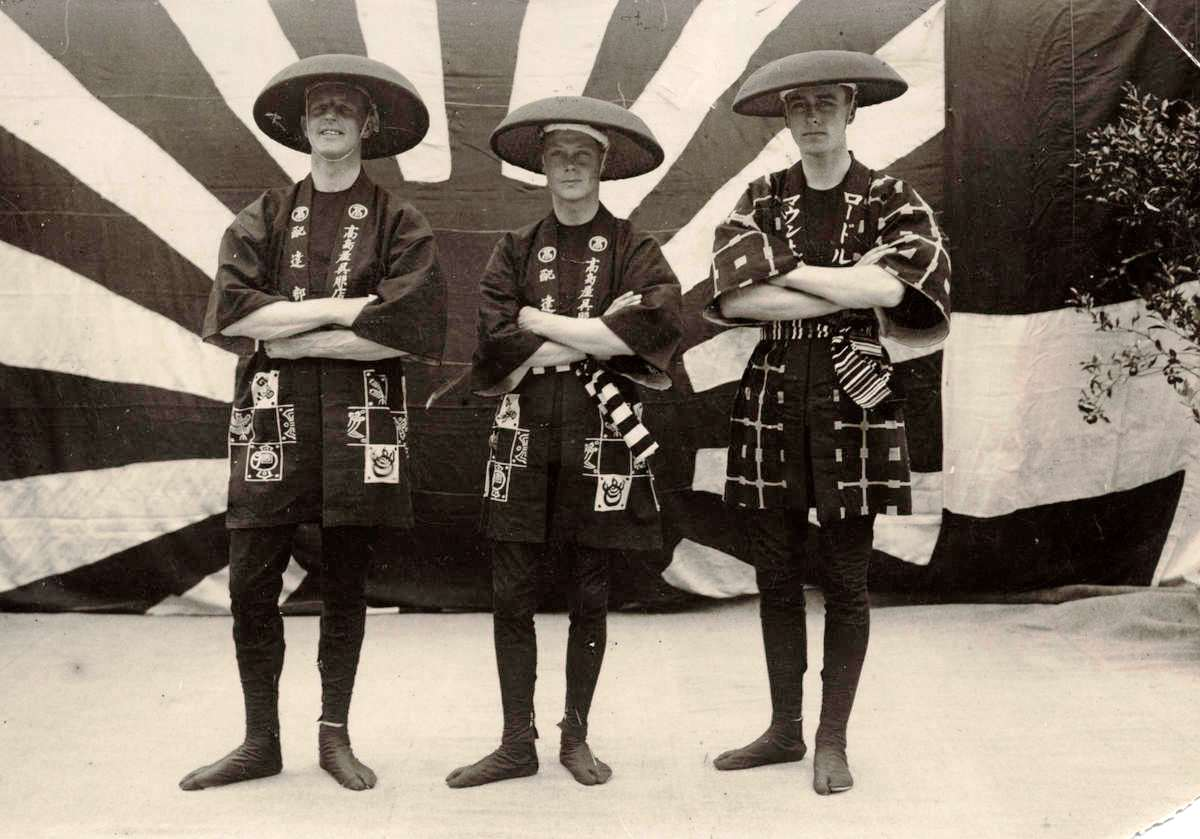
同左
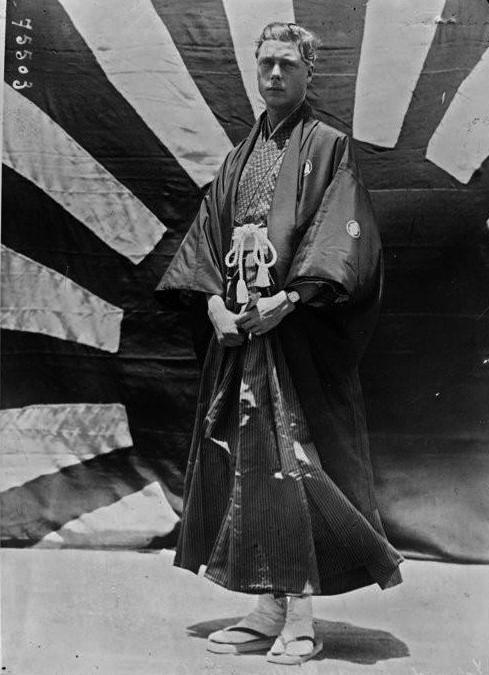
同左
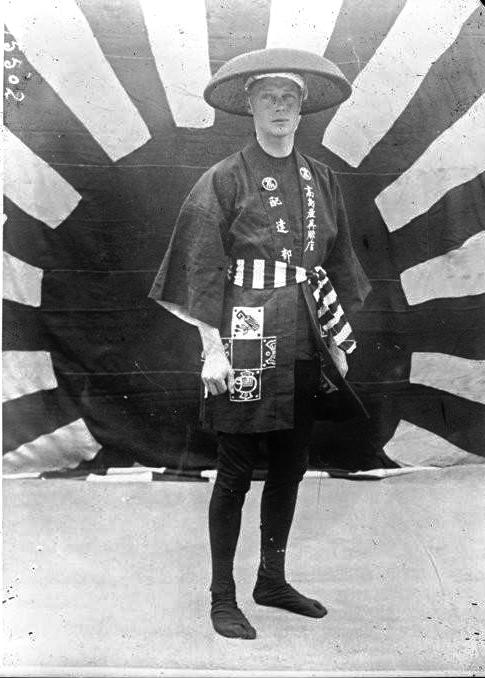
同左

## 日本軍の軍旗・軍艦旗としての旭日旗

### 国旗としての日章旗
江戸時代の1854年（安政元年）に日本船の船印として幕府に採用された「日章（日の丸）」の幟は、1859年（安政6年）に「日章」の旗（「日章旗」）になり、また事実上の日本の国旗（御国総標）となった。
開国以降、この日章旗は国家体制が一新した維新政府でも変更されず、1870年2月27日（明治3年1月27日）の「明治3年太政官布告第57号」で「御国旗（御國旗）」（＝商船旗・軍艦旗）とされ、改めて日本の国旗として扱われた。もともと「白地に赤丸（日章）」の意匠は平安時代末期から使用され、また縁起物や旗印・船印として江戸時代当時には広く普及していたものであり、日章旗の意匠自体はこれに由来する。

### 軍旗・軍艦旗としての旭日旗

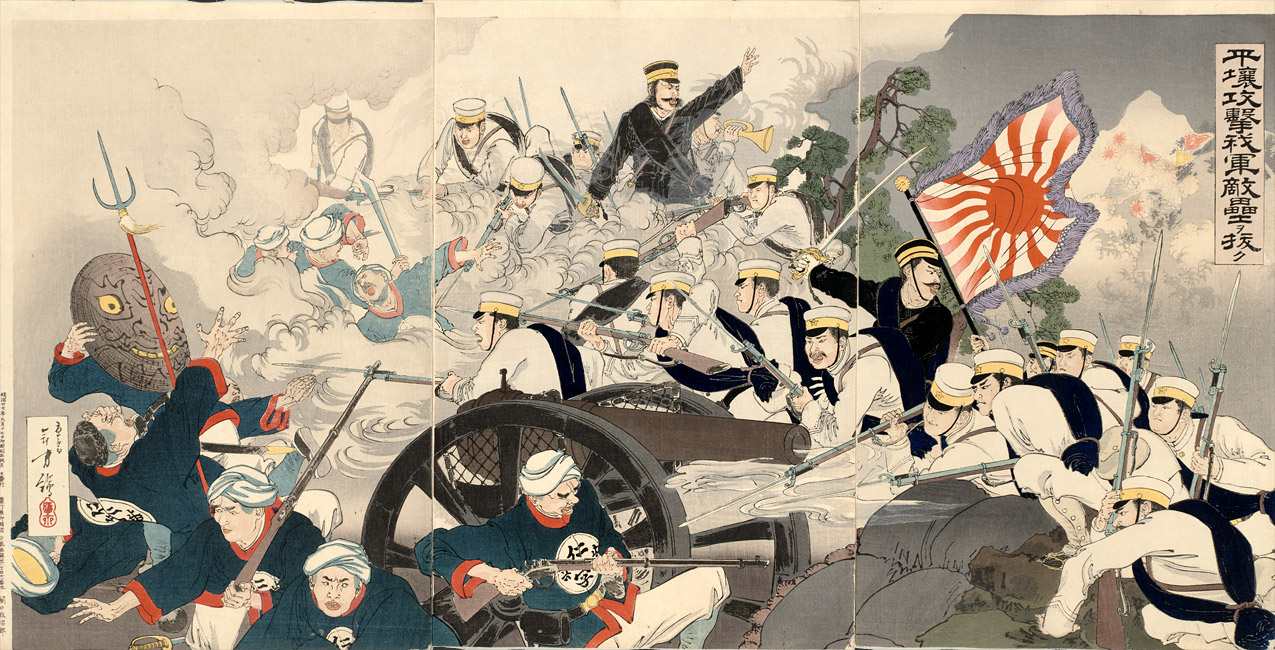
1894年（明治27年）、日清戦争における平壌の戦いを描いた浮世絵、『平壌攻撃我軍敵塁ヲ抜ク』（水野年方画）に描かれた帝国陸軍の軍旗

1870年（明治2年）4月17日、明治天皇が東京駒場野において薩摩藩・長州藩など各藩兵の調練を視察することとなったが、日本の軍隊を表象し兵士の意気を顕揚するためとして陸軍初の聯隊旗が用いられた。この際に用いられたのが16条の光線を描いた旭日旗である。曾我祐準中将の回想によれば、日光の端が尖っている形で提出したところ、「金平糖の看板のようだ」と良い反応が得られなかったため、日光部を拡大して提示したところ好反応が得られたという。この旗は当日のみの使用であったが、6月13日（明治3年5月15日）の「明治3年太政官布告第355号」で「陸軍御国旗（陸軍御國旗）」として同じ意匠の旗が採用された。この陸軍御国旗は、日章を日章旗と同じく中央に配置し、光条（線）の数を皇室の紋章である十六葉（弁）八重表菊（菊花紋章）と同じく16（紅白で八重と見立てた場合も同じく32）とした十六条旭日旗であり、兵部省（陸軍省の前身）において考案された。これは日章旗を幕府陸軍が軍旗として採用したため、それと敵対した新政府軍の系譜たる陸軍に新たな象徴たる軍旗（=旭日旗）が必要とされたことによる。
新生日本の各藩統合陸軍のシンボルであるこの陸軍御国旗は、近代陸軍編制の基幹部隊である連隊に対し授与されるもので、廃藩置県が終わり本格的に陸軍が発足したのちの1874年（明治7年）1月23日、大元帥である天皇（明治天皇）から近衛師団隷下の近衛歩兵第1連隊と近衛歩兵第2連隊に親授されている。なお、この軍旗授与式において明治天皇は「近󠄁衞步兵第一聯隊󠄁編󠄁制成󠄁ルヲ吿ク 仍テ今軍旗一旒ヲ授󠄁ク 汝軍人等協力同心シテ益󠄁〻武威ヲ發揚シ以テ國家ヲ保護セヨ」の勅語を軍旗と共に連隊に賜っており、当時から「陸軍御国旗」を指して「軍旗」と称す事は極めて一般的であった。

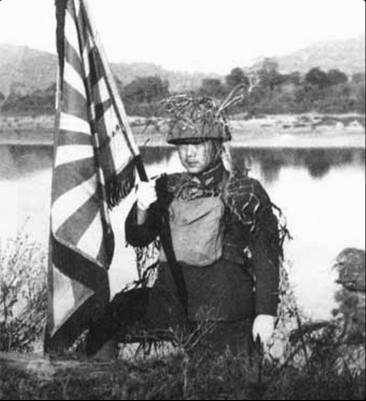
1944年（昭和19年）当時の歩兵連隊軍旗と連隊旗手

1879年（明治12年）12月2日、「明治12年太政官布告第130号」によって、従来の陸軍御国旗は旭日の意匠と竿頭の菊花紋章はそのままに、縦横の寸法を1m以下にし四方に房を付けたものにされ、正式名称を一般呼称であった「軍旗」と変え改めて制定し直された。この軍旗は歩兵連隊および騎兵連隊に授与されたことから、俗称として「連隊旗（聯隊旗）」とも呼称されている。
その陸軍に遅れること19年後の1889年（明治22年）、「明治22年勅令第111号」で従来の日章旗から変更されるかたちで、海軍は陸軍の軍旗の意匠（旭日旗）を流用し、日章位置が旗竿側に寄る旭日旗を「軍艦旗」として制定している。

明治時代後半においては「平和鎮静ヲ国是トシ然カモ武勇ニシテ外辱ヲ受ケス一旦緩急アルニ当テハ武勇ヲ以テ国威ヲ世界ノ上ニ輝カセ」と解釈されており、1930年代には、海軍省は軍艦旗について、「其の光線は御稜威を四海に輝かせといふ意義を有するものと考へられる」と説明している。

### 陸軍臨時航空隊の国籍標識
第一次世界大戦時に編成された日本軍初の実戦航空部隊（飛行部隊）たる、帝国陸軍の臨時航空隊飛行中隊の装備機（モーリス・ファルマン MF.7・ニューポール NG）の垂直尾翼には、「日本の機体」という国籍を明示するための「国籍標識」相当として「16条の旭日」が描かれており、これらは青島の戦いに投入されドイツ帝国陸海軍と交戦している。後に日本軍航空部隊の国籍標識は「日章のラウンデル（日の丸）」となり、自衛隊航空部隊にもこれは継承され主翼や機体側面に描かれているが、最初期はこの様に「旭日」模様が用いられていた。

### アメリカ合衆国における描写など

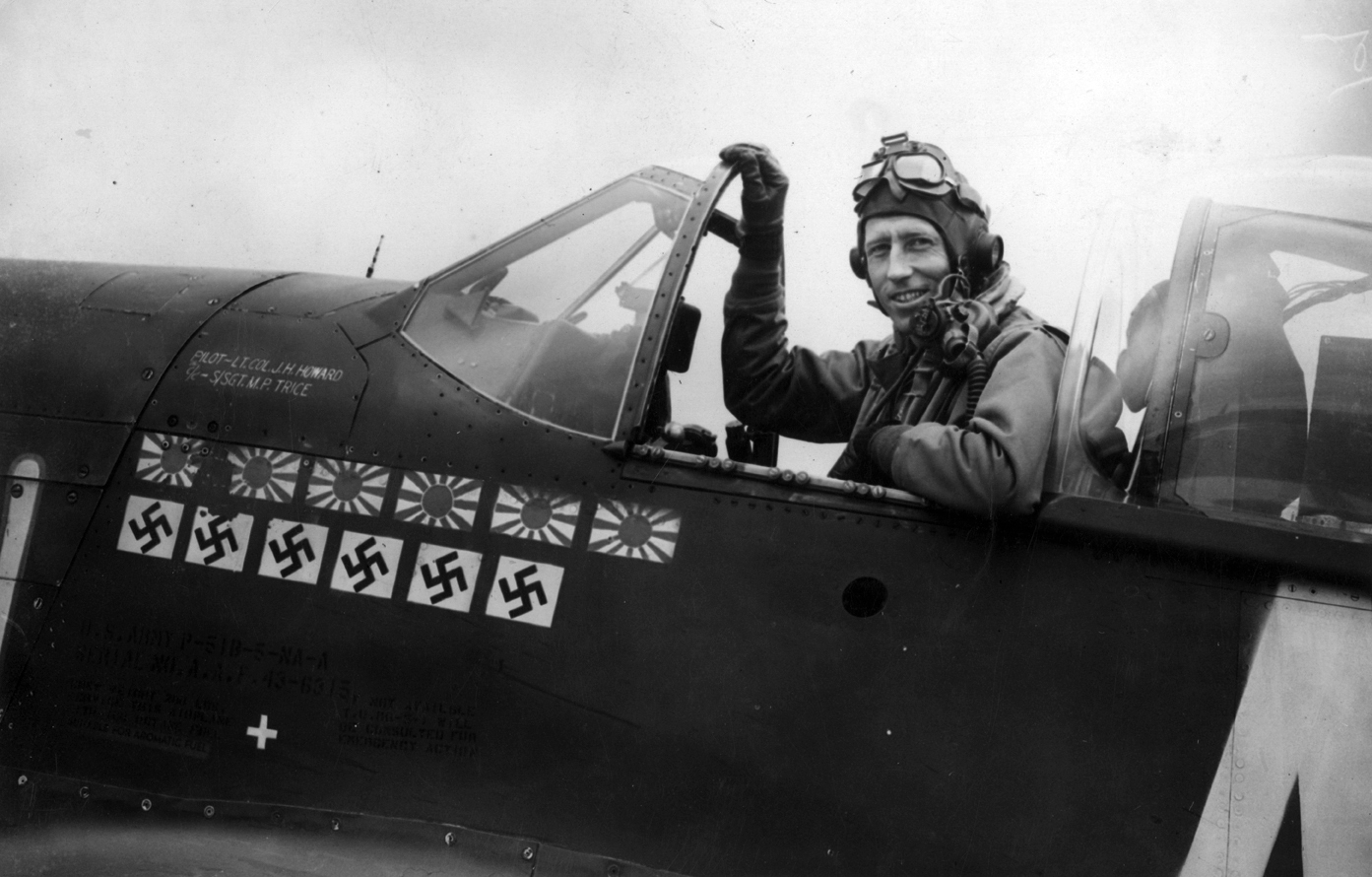
米軍P-51に撃墜マークとして使われている旭日旗、James H. Howard、1944年（昭和19年）

#### 戦時のプロパガンダ映画における描写
ウォルト・ディズニー・プロダクション（現：ウォルト・ディズニー・カンパニー）は、第二次大戦の時期に複数、ドナルドダックを主人公とする戦争プロパガンダ映画を制作しているが、その内、ドナルドダック・シリーズに含まれる『総統の顔』、『ドナルドの襲撃部隊』の2作品、および、財務省からの依頼で制作されたためにシリーズに含まれない『新しい精神』、『43年の精神』の2作品では、敵国として日本軍を象徴する旗として旭日旗が登場し、同様にドイツ軍を象徴する旗としてハーケンクロイツが登場するのと対置して描写されている。

#### 戦後のポップカルチャーにおける描写
在日米空軍、三沢基地、佐世保の米海軍基地など米国の国軍では公式のエンブレムに旭日旗が描かれており、1986年（昭和61年）の米国映画トップガンには主人公の同僚パイロットが旭日旗の描かれたヘルメットを着用して登場している。1980年ごろには米国で旭日旗のデザインは定着し、1984年（昭和59年）の米国映画ベスト・キッドでは主人公が旭日旗柄の鉢巻き(Rising Sun Headband)を締めており、1985年（昭和60年）にビルボード誌アルバム・チャートの74位を記録したラウドネスのアルバム「THUNDER IN THE EAST」のジャケットは旭日旗をモチーフにしている。

### 浮世絵・錦絵における描写

#### 近代
「帝国陸軍の軍旗・旭日旗」は、上掲・後述の戦争画（浮世絵）や軍歌『敵は幾万』（歌詞第2番冒頭「風に閃く連隊旗 記紋は昇る朝日子よ」）などで散見されるように、明治時代初期当時から既に有名な存在であった（例として、1877年（明治10年）2月15日開戦の西南戦争を題材とし、同年3月ないし4月の早々に描画・出版された一連の戦争画（錦絵・浮世絵）の内、『田原坂激戦之図』小林永濯、『九州植木口激戦図』『鹿児島征討記肥後国二重嶺戦争之図』早川松山、『鹿児島征討記之内 高瀬口河通之戦争』『鹿児島記聞之内 副将村田討死之図』大蘇芳年、『鹿児島戦記』楊洲周延、『鹿児島紀聞 吉次越激戦篠原討死之像』『城山攻撃戦図』山崎年信 他多数においては、官軍（帝国陸軍）の象徴として「陸軍御国旗（軍旗）」が描かれている）。
昭和2年に描かれた錦絵「帝都丸之内東京駅の偉観」では、東京駅の正面に日章旗と旭日旗が並んで掲げられている様子が描かれている

### 旧陸軍

元帥たる陸海軍大将が佩用した1891年（明治24年）制定の元帥徽章。日本軍（陸海軍）の象徴として、軍旗（右）と軍艦旗（左）、また中央上部に菊花紋章と桐花紋章の意匠を配す

大日本帝国陸軍軍旗の意匠、「十六条旭日旗」
連隊旗（陸軍御国旗）。
歩兵連隊軍旗。縦横比 約1：1.36
騎兵連隊軍旗。縦横比 1：1
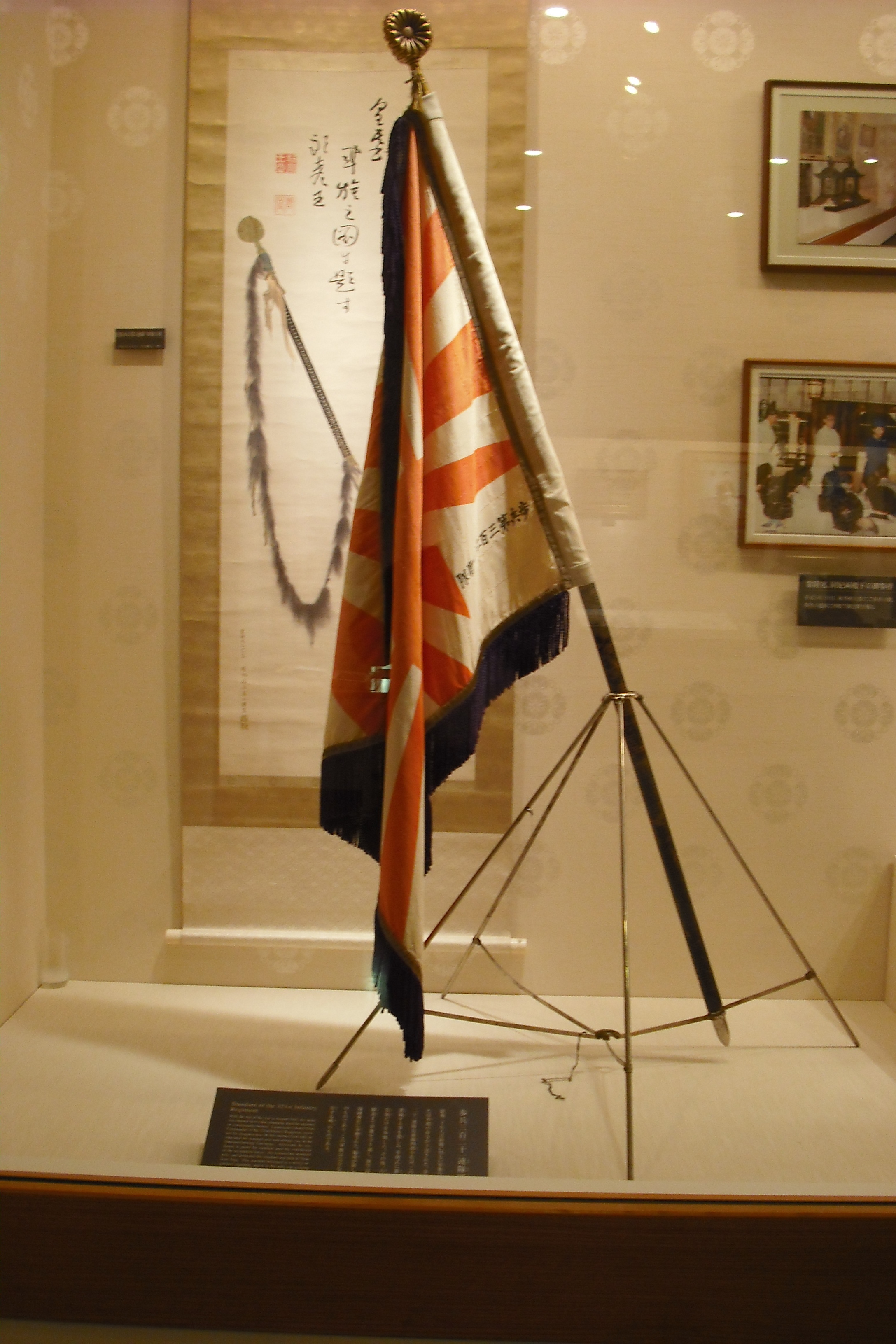
歩兵第321連隊の軍旗（現存する実物）
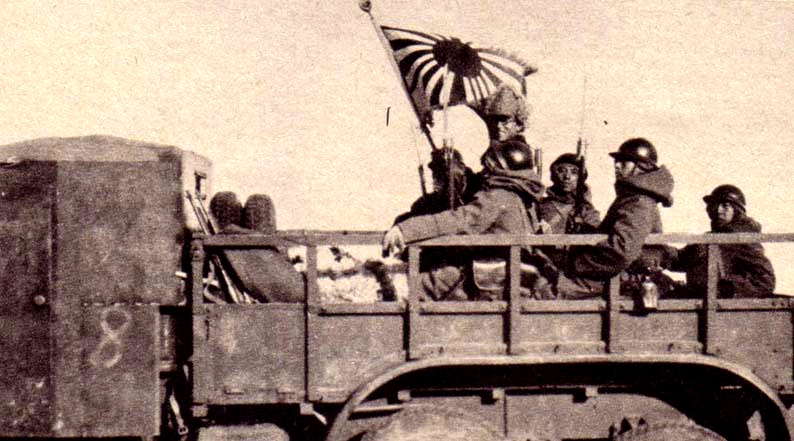
満洲事変にて軍旗を掲げ進軍する歩兵連隊、1932年（昭和7年）

### 旧海軍

軍艦旗。縦横比 2：3
海軍の大将旗
海軍の中将旗
海軍の少将旗
海軍の代将旗
海軍の司令旗
海軍の先任旗 (代将旗の紅白を反転)

## 自衛隊旗・自衛艦旗としての旭日旗

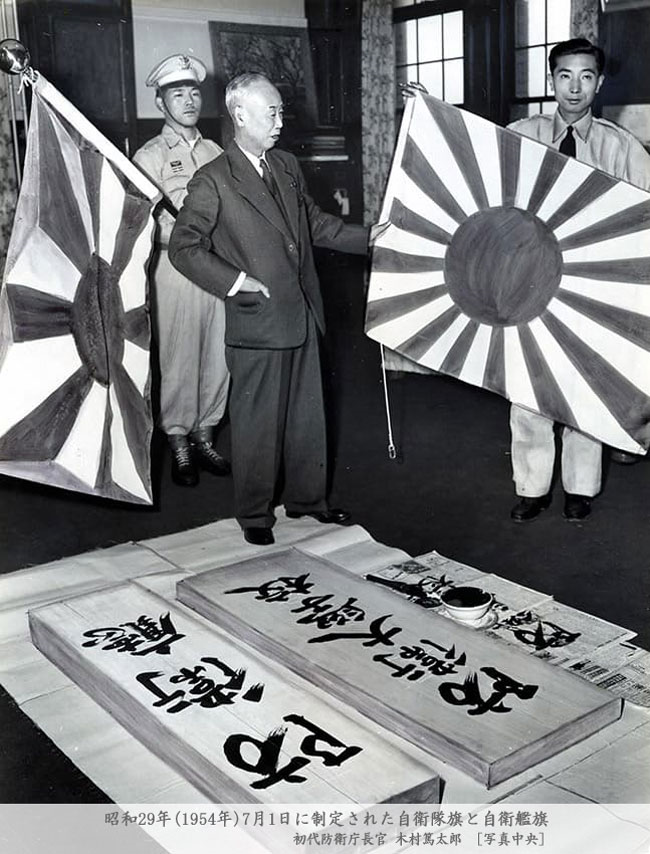
自衛隊旗と自衛艦旗の制定（1954年6月）。中央左は初代防衛庁長官の木村篤太郎。足元には「防衛庁」「防衛大学校」の看板。

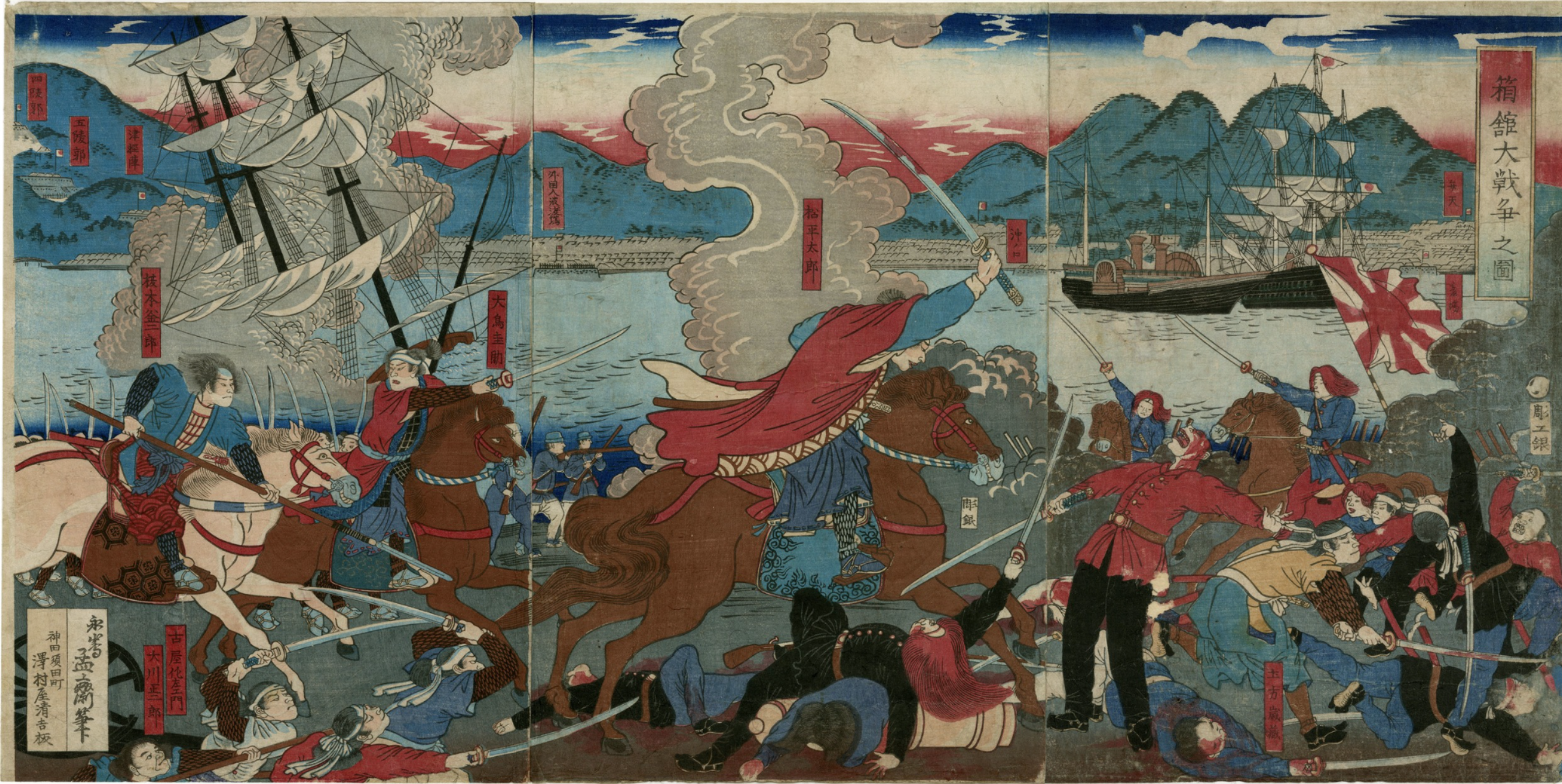
『箱館大戦争之図』（永島孟斎画）に描かれた、官軍（新政府軍）によって使用される「八条旭日旗」

第二次世界大戦敗戦に伴い、日本の陸海軍は解体され軍旗としての旭日旗の歴史が一旦途切れた。
こうして海軍の軍艦旗が廃棄されていく中、国籍旗を決めていたヨットクラブの日本外洋帆走協会（NORC）が「日の丸の旗は、会場で見ると少し淋しいし、アメリカやイギリスもヨットには国旗を掲げない」という理由から軍艦旗を使うこととなった。
1954年（昭和29年）に発足した陸上自衛隊では旧陸軍時代の軍旗を元に考案された「自衛隊旗」が、同じく同年発足の海上自衛隊では旧海軍時代の軍艦旗と同じ意匠の「自衛艦旗」が採用され、旭日旗の使用が復活し、NORCは防衛庁の指摘により軍艦旗の使用を終了した。この自衛隊旗と自衛艦旗の選定にあたり、保安庁の両幕僚監部は専門家に意見を伺うなどをしたという。それによれば、東京芸術大学は「旧海軍の軍艦旗は最上のものであった」と意見し、歴史画家の米内穂豊は「静動ともに毅然たる美しさがあり、かつ色彩的には、青い海にも白い雲にも実にぴったりする。実に素晴らしいもので、これ以上の図案は考えようがありません」と意見を述べたとされる。しかし、海軍史研究家の戸髙一成は、海軍出身の人間は初めから旭日旗を変える気はなく、反対しにくくなるよう有名画家の名を使ったものとして、この話が事実であるとは真に受けていない。 選定の庁議では艦旗が旧軍艦旗と同一であったことに懸念の声もあったが、保安庁次長の増原惠吉は「（両旗は）旭光を中心とした点で保安庁としての思想は一致している」としてそのままでの決定となった。吉田茂首相は承認の際に「世界中で、この旗を知らない国はない。どこの海に在っても日本の艦であることが一目瞭然で誠に結構だ。旧海軍の良い伝統を受け継いで、海国日本の護りをしっかりやってもらいたい」としている。

なお、陸上自衛隊が自衛隊旗として採用している八条旭日旗の意匠自体も十六条旭日旗と同時代の古くより存在しており、例として1880年（明治13年）に永島孟斎により描かれた箱館戦争を描いた浮世絵、『箱館大戦争之図』や『時明治元戊辰ノ夏旧幕ノ勇臣等東台ノ戦争破レ奥州ヘ脱走ナシ夫ヨリ函館ヘ押渡再松前城ニ於テ合戦ノ図』 では、官軍（新政府軍）が自衛隊旗の意匠とほぼ同じ八条旭日旗を掲げ、旧幕府軍と戦闘を行っている場面が描画されている。

### 陸上自衛隊

自衛隊旗。縦横比約1：1.19
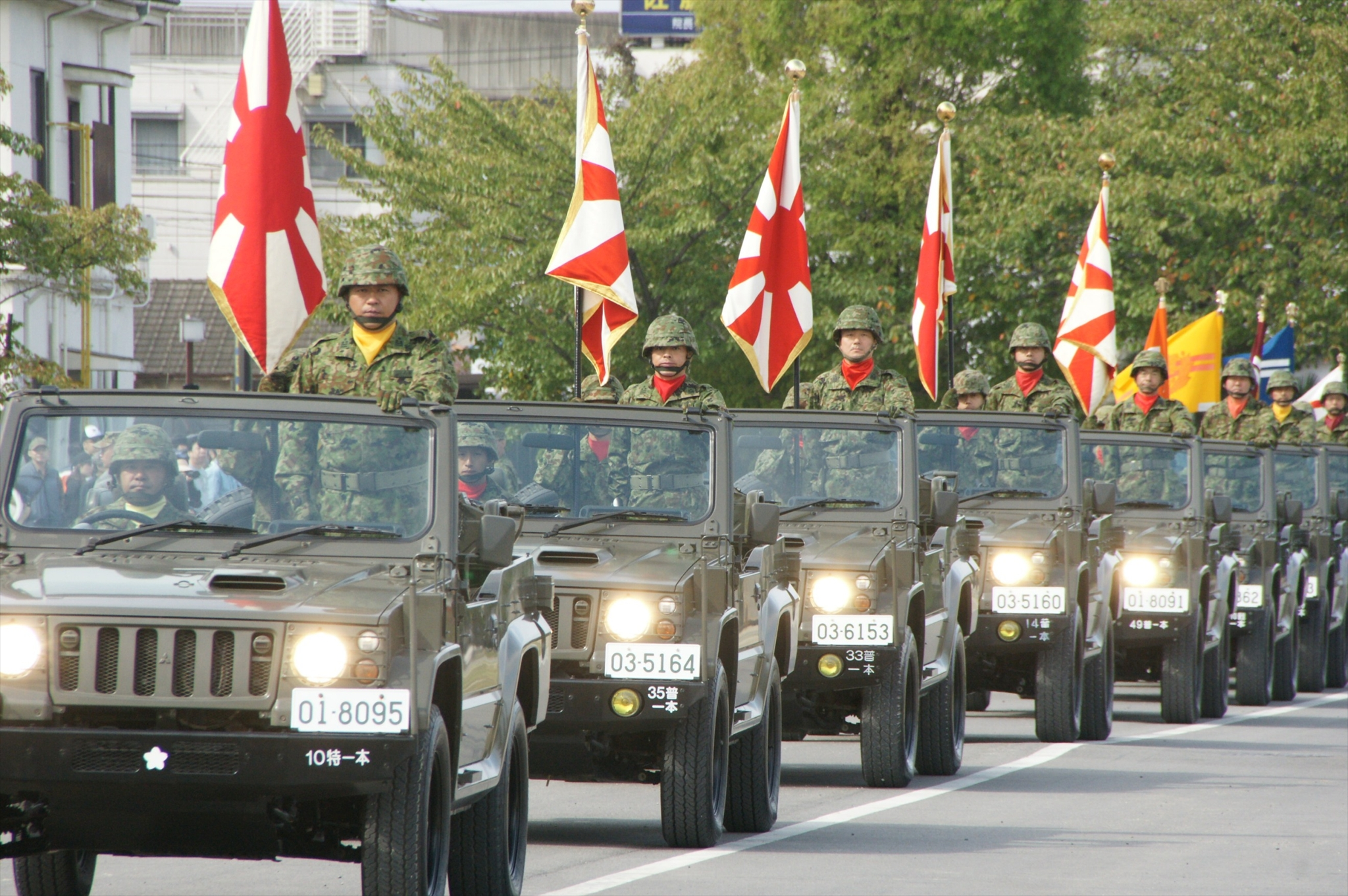
手前より第10特科連隊、第35普通科連隊、第33普通科連隊、第14普通科連隊、第49普通科連隊の自衛隊旗
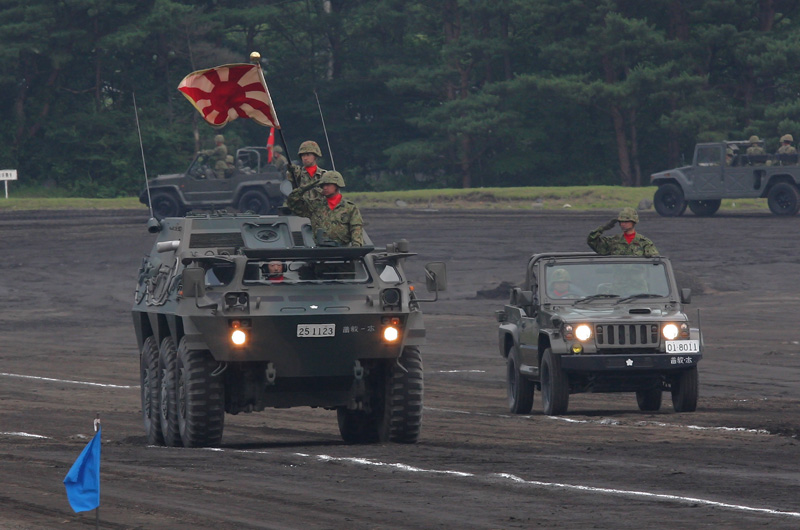
普通科教導連隊の自衛隊旗
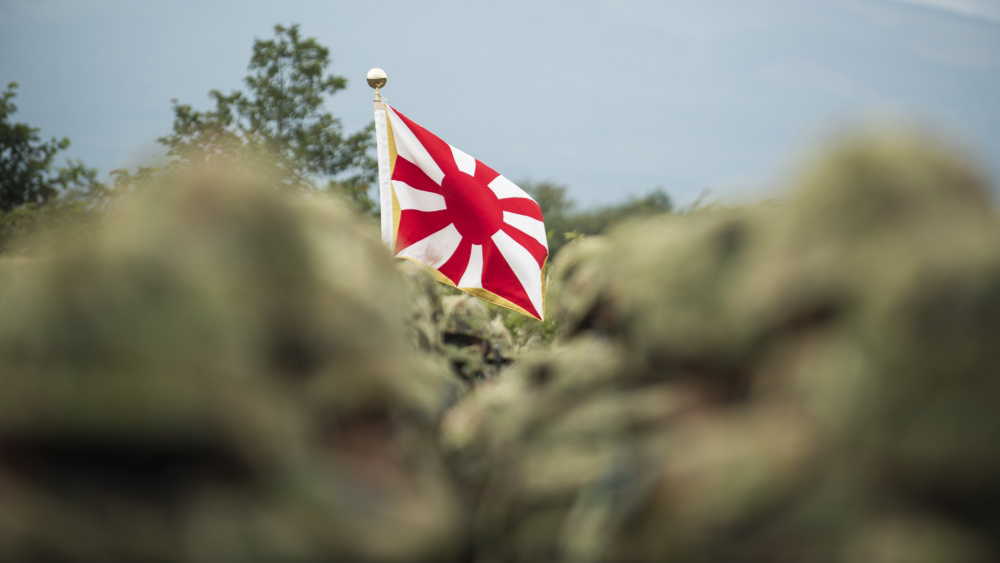
自衛隊旗
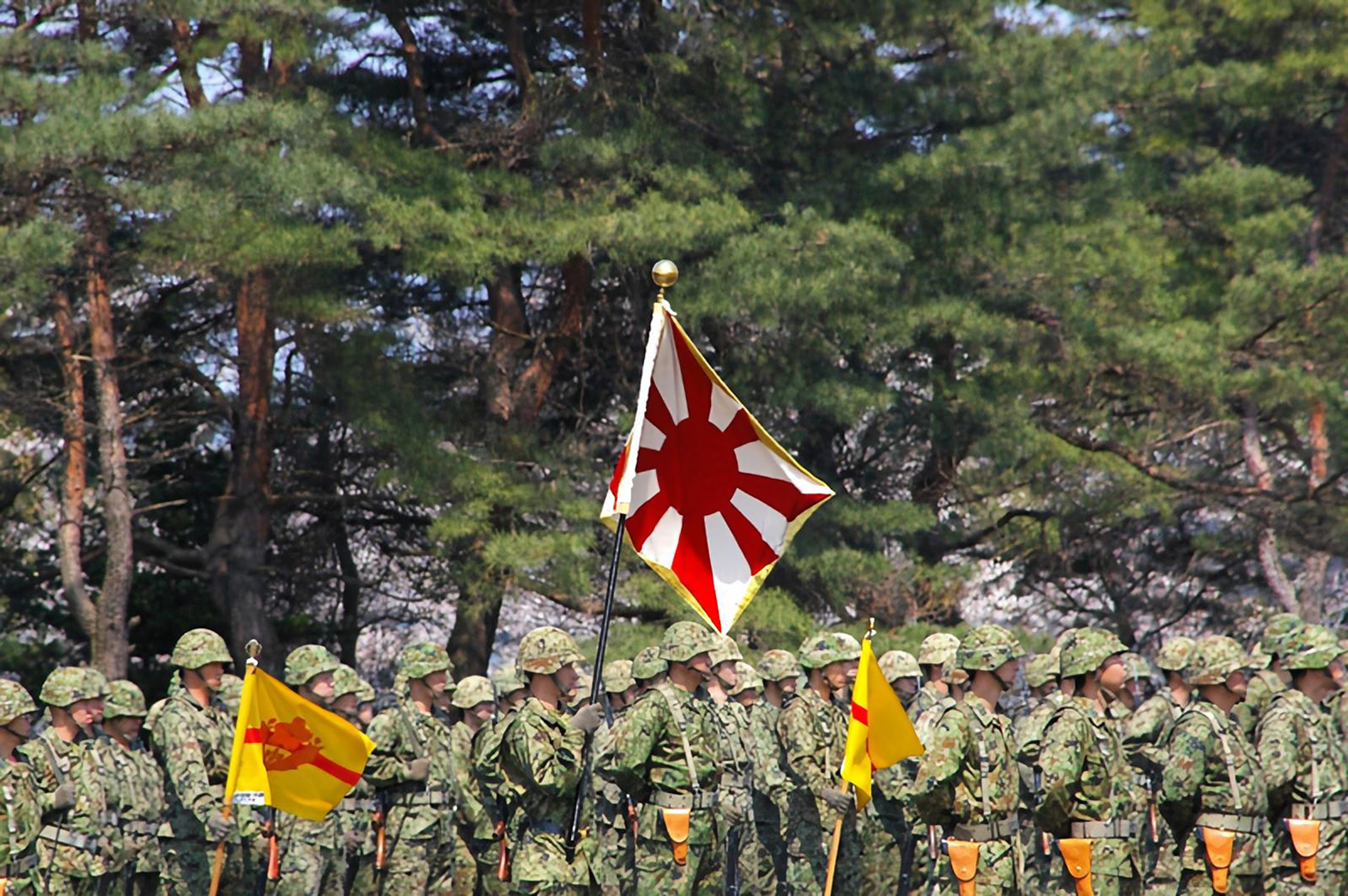
陸上自衛隊宇都宮駐屯地記念行事。自衛隊旗。
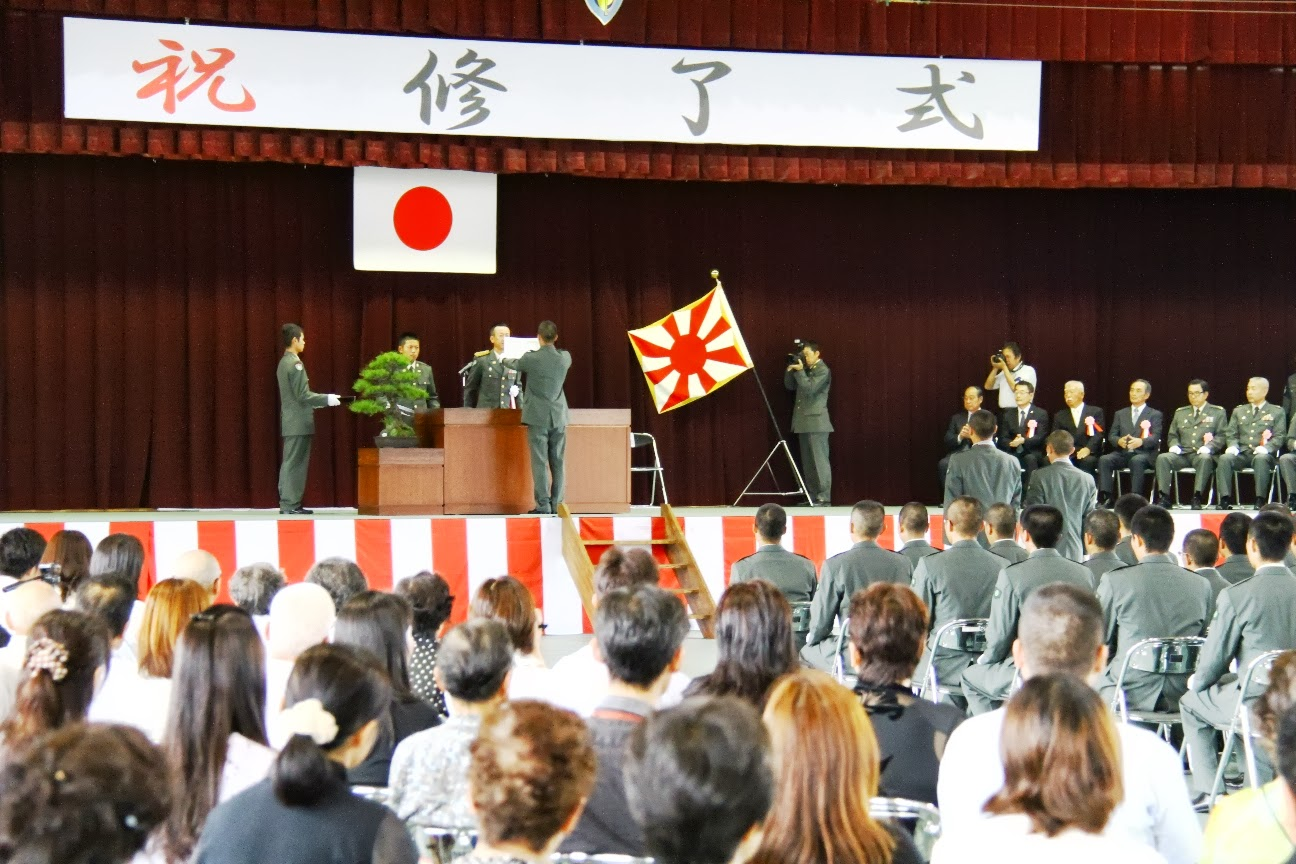
第46普通科連隊の自衛隊旗。同連隊長とともに

### 海上自衛隊

自衛艦旗
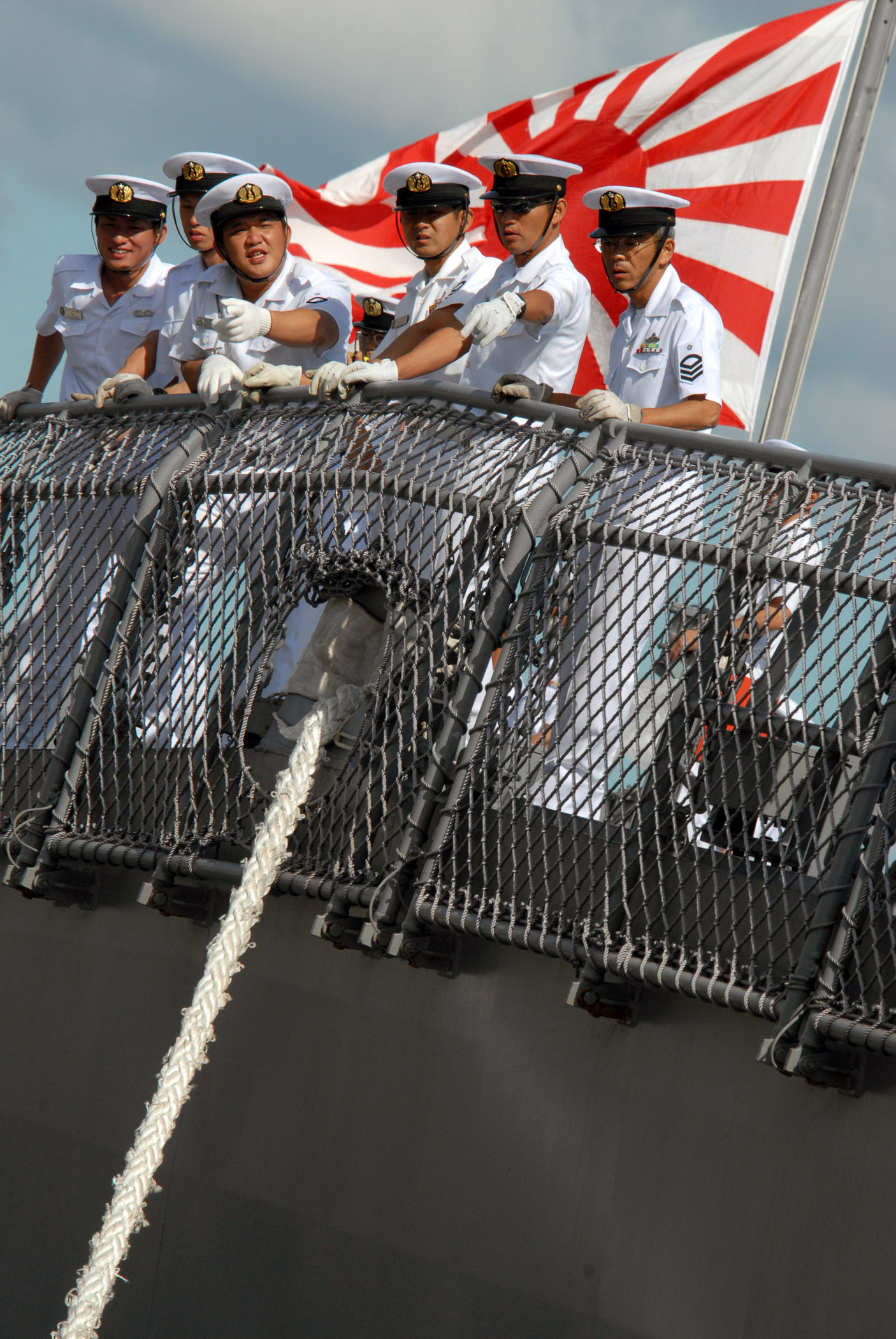
護衛艦「こんごう」の自衛艦旗
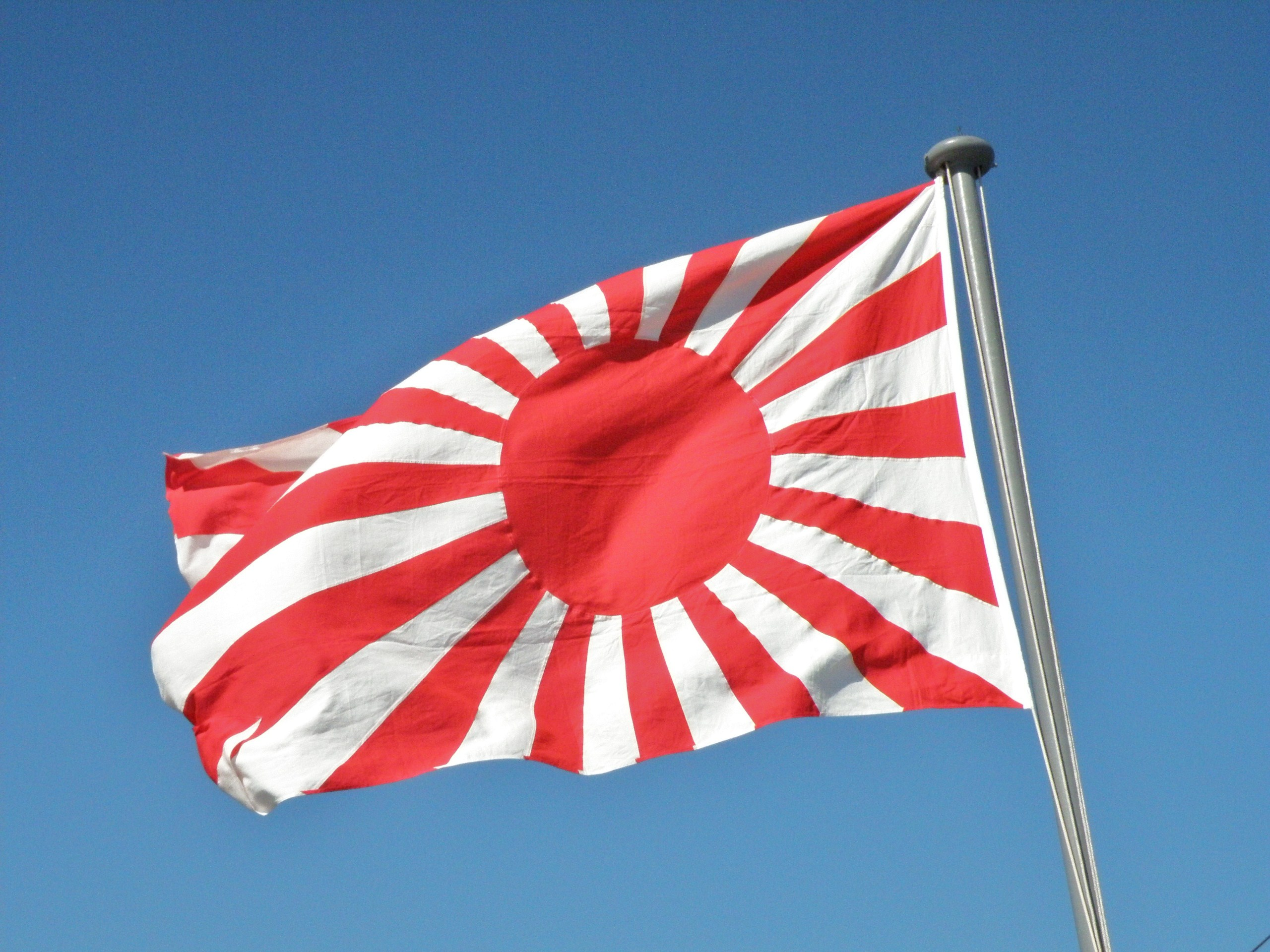
海上自衛隊・自衛艦旗
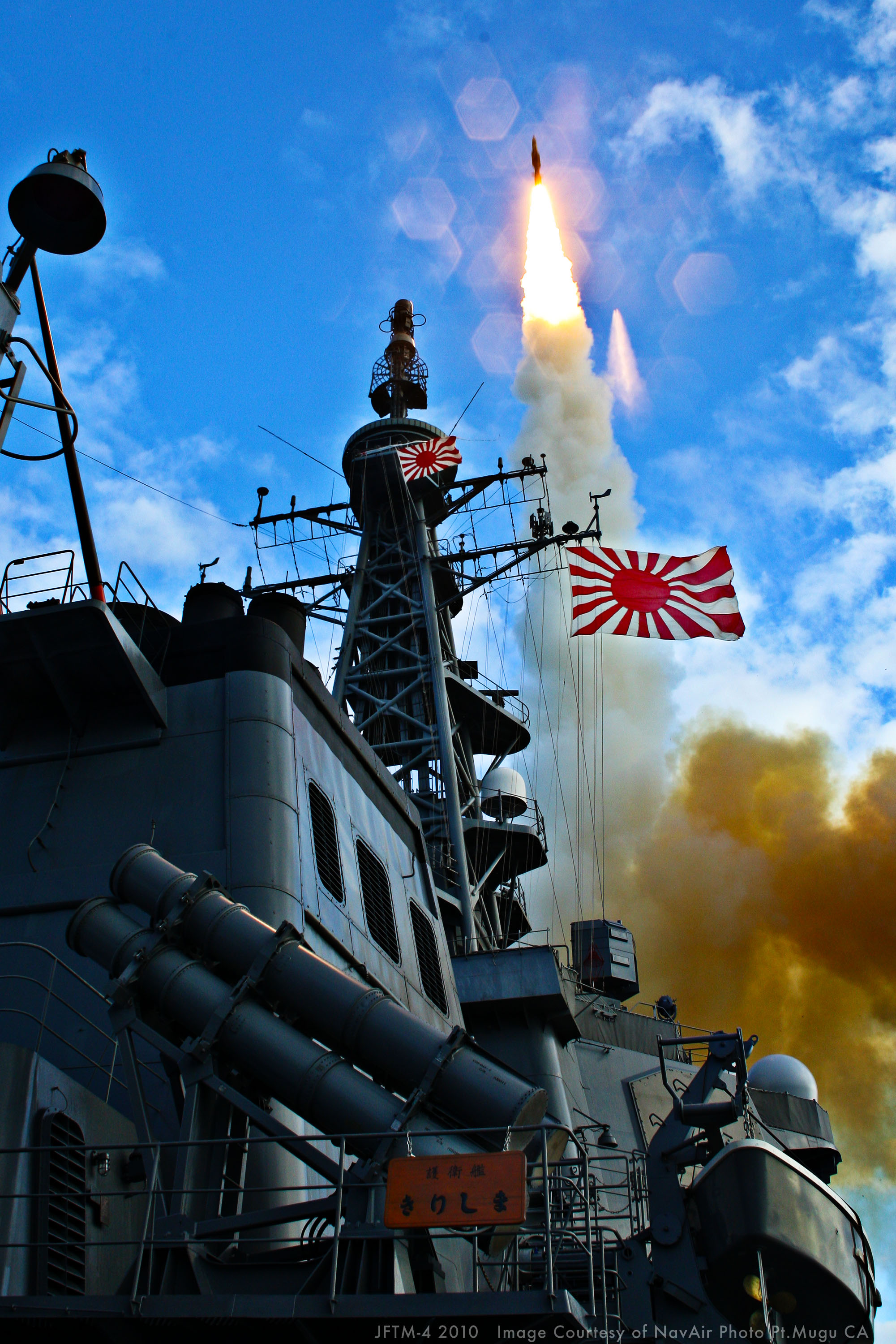
SM-3を発射した、きりしま (護衛艦)
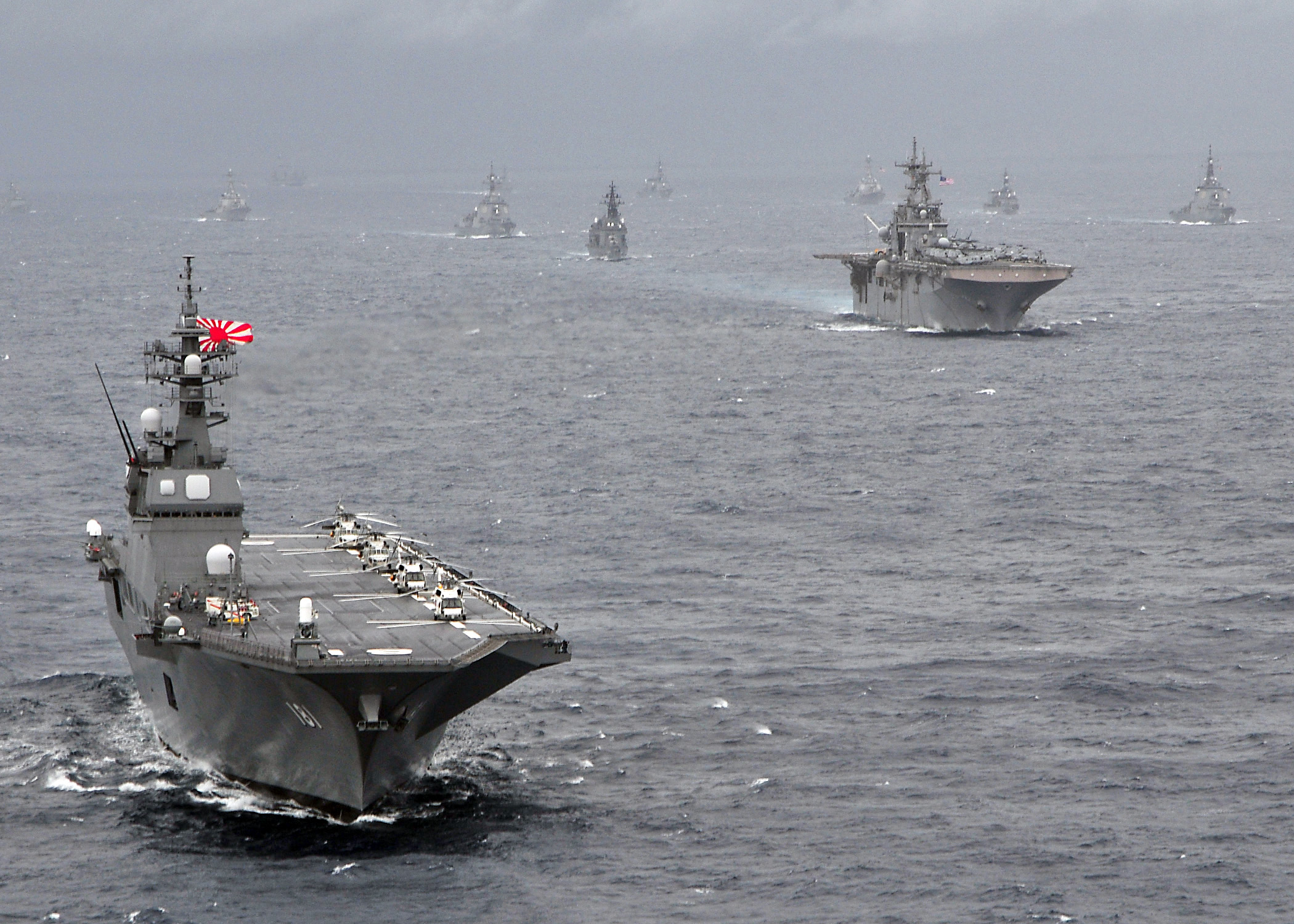
ひゅうが (護衛艦)

## 民間・商業・スポーツなどにおける利用

### 民間や商業における利用
旭日の意匠は、「僥倖」（ぎょうこう）を意味し、ハレの祝辞に掲げられていたことにもちなみ、「軍旗・軍艦旗」の枠を超えて民間においても広く普及し、現代においても祝賀のイベントや「天晴れ」の象徴としても多く利用されており、漁師の大漁旗としても好んで使われ、また、「めでたい（時に能天気という意味も含めて）」ことや「景気が良い」ことを表す漫画的表現などにも組み込まれることが多いデザインであり、或いは、以下のように民間において企業ブランドや商品デザインの一部などにも用いられている。
- 朝日新聞社の社旗等のブランドに使われている。1879年朝日新聞は、旭日の意匠を用いたデザイン（水平線上に半体をあらわして光を放つ赤い旭日の中に『朝』の字を白抜きにした図柄）を考案し、これを事件現場で取材する際の目印として大阪府庁に提出した。旭日章に似た目印である。この目印が書かれた提灯を持って火事の現場へ出入りしたという。1889年、この目印を左右二つに分ける形で二種類の社旗を作った。一般的な旭日旗の一部分を成すようなデザインとなっている[注 4]。又、この目印から、白抜きの朝の字を取り旭光の数を減らしたものが社章となっている[27]。社旗のデザインは同社所有の飛行機・ヘリにも使われている[28]。1937年より使用した神風号・朝風号では、機体の両側面と両翼の端に旭日の社旗のデザインが取り入れられている[29]。1952年より使用した朝風号（二代目）・若風号[30] から近年の「はやて」「あすか」（2002年より使用中）[31][32] に至るまで同様に旭日の社旗を配置したデザインを踏襲している[30] ただし、両翼部分については、戦前の二機は白抜きの朝の字が無く、戦後のものは白抜きの朝の字が入っている。また、戦後のものは左翼側の旭日意匠が翼の上に配置されている。朝日新聞社が主催する全国高校野球選手権大会においては、開幕試合の始球式は朝日新聞社のヘリコプターからボールを旭日の大阪本社社旗と供に投下する[31][33]。地方大会の始球式でも同様に投下が行われる[28]。なお、朝日新聞社ソウル支局においては、社旗を掲示していないと夕刊フジの取材に回答している[34]。
- アサヒビールの名前由来の一つとして、「日出づる国に生まれたビールへの誇りと、昇る朝日（旭日昇天）のごとき将来性、発展性を願ったもの」と言われる[35]。1958年に発売された日本発の缶ビールであるアサヒゴールドには旭日の意匠をつかったデザインを使用。レイモンド・ローウィによるデザインである。復刻版として2009年に発売された[36]。同じく2011年発売の復刻版である初号アサヒビール復刻版にも旭日の意匠が使われている。1892年当時の中井芳滝によるデザインをそのまま使用した。これらのデザインは1世紀に渡り「アサヒブランド」の象徴となっている[37]。
- アサヒシューズの履物ブランドのロゴに使われている。同社とブリヂストンの前身である「志まや」は1914年、「志まや足袋」から「アサヒ足袋」へと商品ブランドを変更する際に、「波にアサヒ」という旭日の意匠を使ったマークを採用した。当時の経営者石橋正二郎の祖父の代から続く古風な「志まや」から「アサヒ」へと商品イメージを一新する狙いがあった。大正から昭和にかけゴム靴の生産を始め、「アサヒ靴」というブランドにおいても同様の旭日のマークが使われており同社の代表的商標となった[38][39]。
- あけぼののブランドマークとして缶詰  や冷凍食品  などの商品に使われている。
- 1911年、イギリスに遊学していた園田武彦がハンドレページと共同で作った「園田式飛行機」には、尾翼に旭日が描かれていた。同飛行機のエンジンは園田が日本に持ち帰り、民間航空の発展に繋がった[40]。
- 日本オーシャンレーシングクラブ（NORC、後に日本外洋帆走協会、現日本セーリング連盟）は、1954年1月の発足にあたり旧軍艦旗デザインの旭日旗をヨット国籍旗（エンサイン）として採用した。発足時のNORC副会長であるイギリス人の手によりロイズのヨット年鑑に公示登録がなされた。しかし、NORC国籍旗は同年7月の自衛隊発足後に自衛艦旗との「重複」が判明する。海自側から求められて旗のデザインは防衛庁に譲渡されることとなった[41][42][43]。NORCは新たに青地の左上（カントン）に八条旭日旗（旧大将旗）を配置した旗をエンサインとした[44][45]。
- 室山まゆみ原作のアニメ「あさりちゃん」ではオープニング冒頭のタイトルバックにおいて、藍色の空と黄色の暁光によって、地平線から昇る旭日が表現されている。

### 民間や商業利用における画像

#### 江戸時代

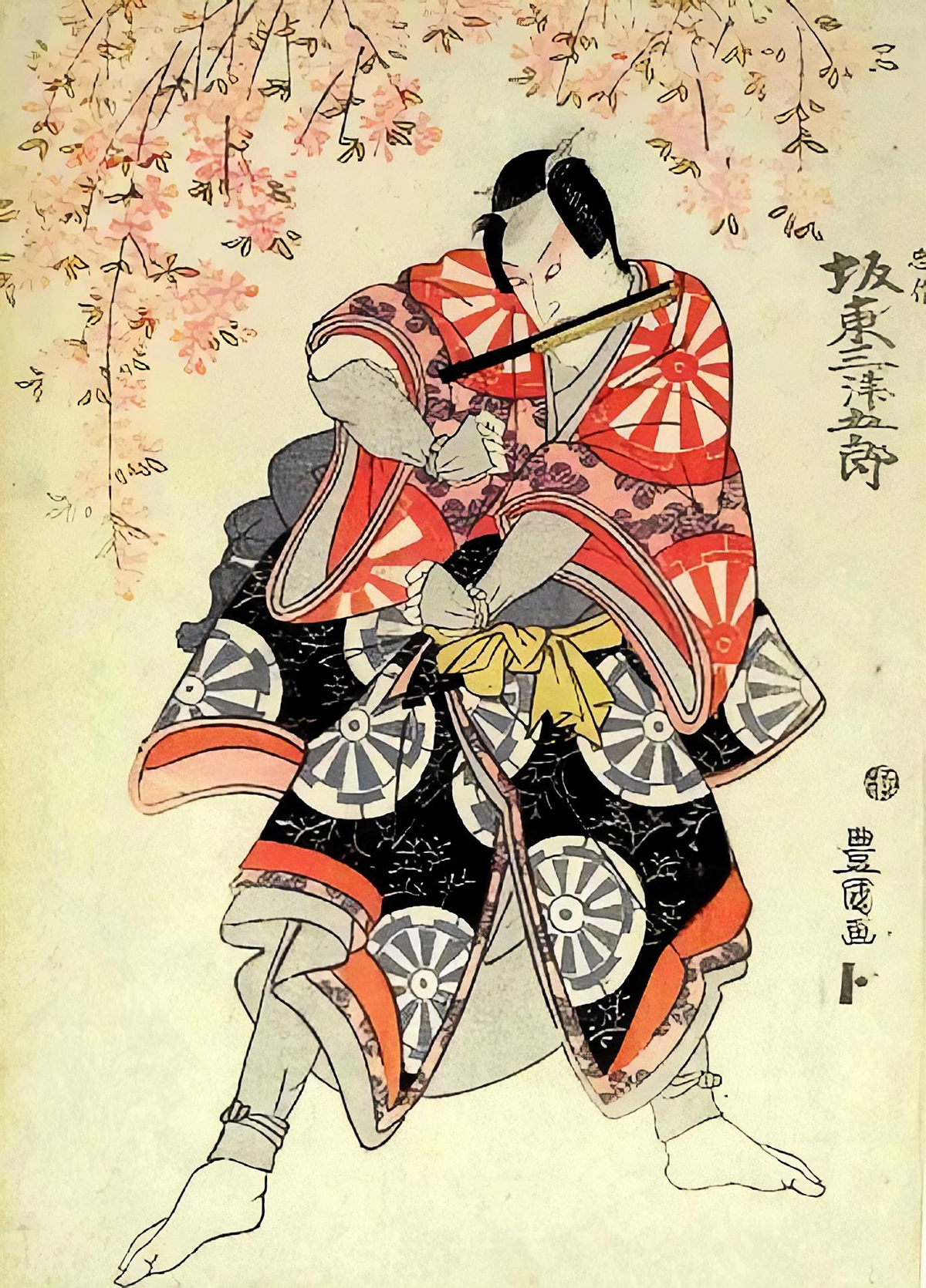
坂東三津五郎 (3代目)、錦絵（1822年）
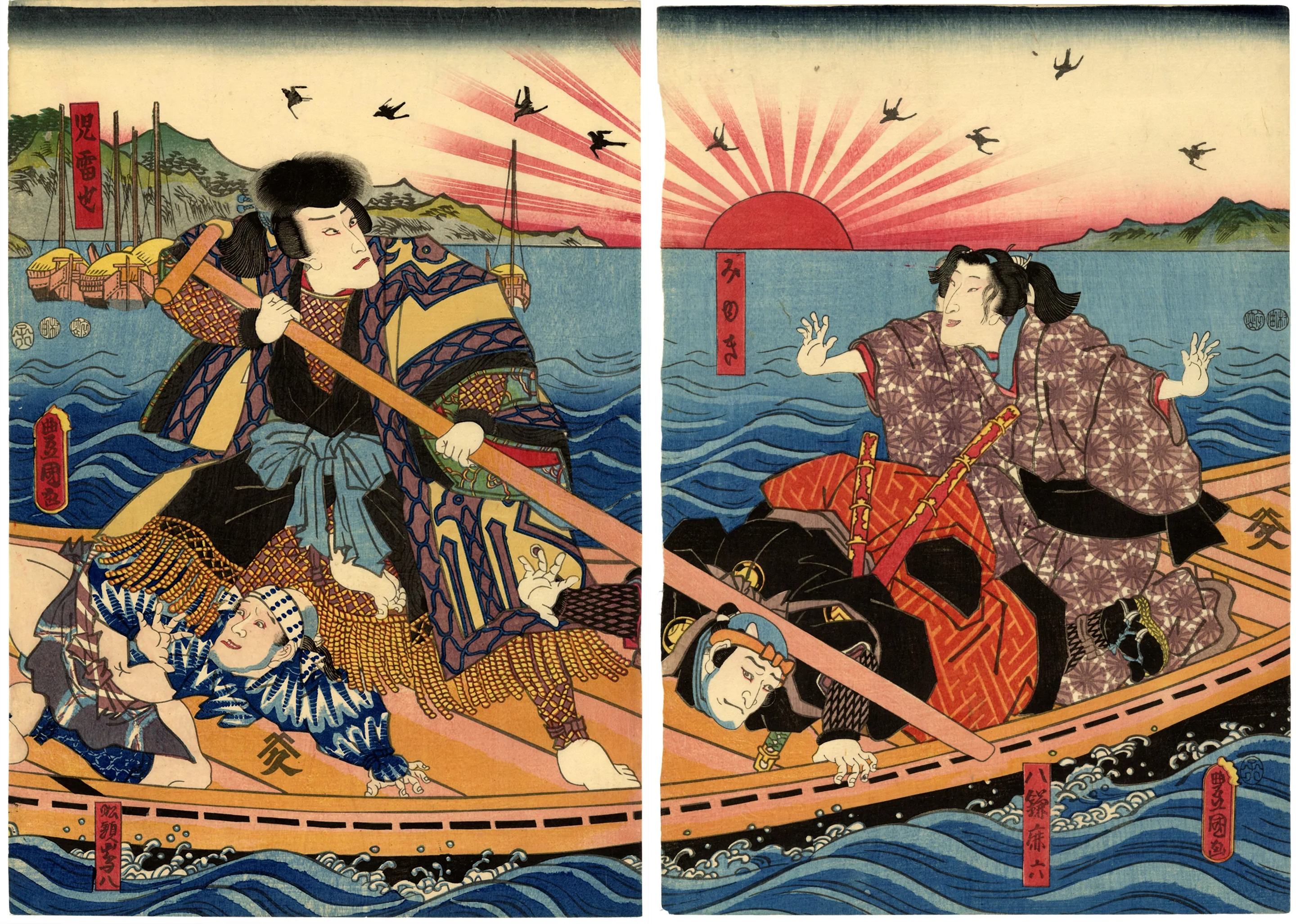
自来也。浮世絵、歌川国貞（1852年）。
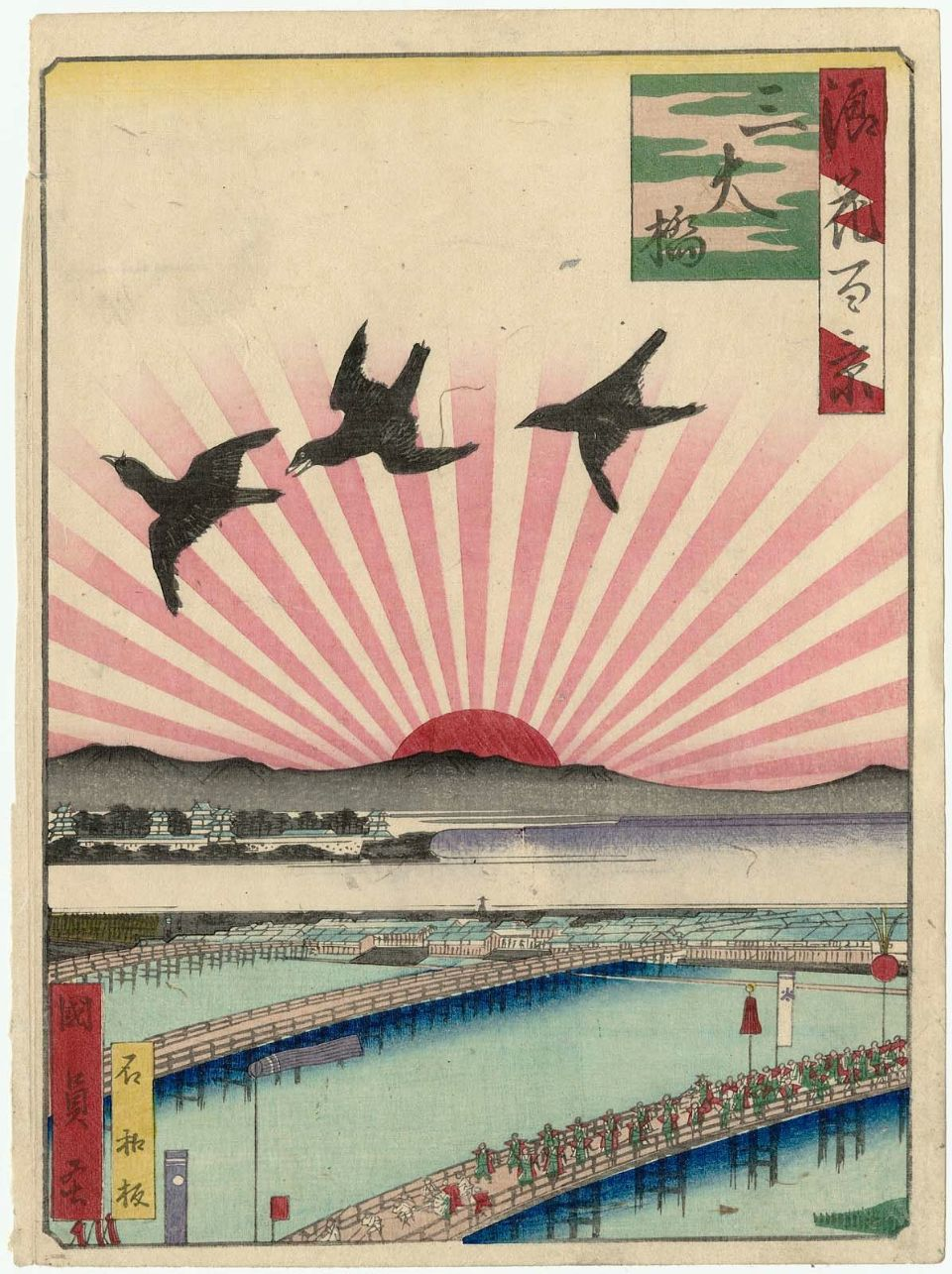
大阪の100の名所を描いた『浪花百景』の一つ『三大橋』（国員、1854～1860年）。浪華三大橋の後ろから朝日が昇る構図。
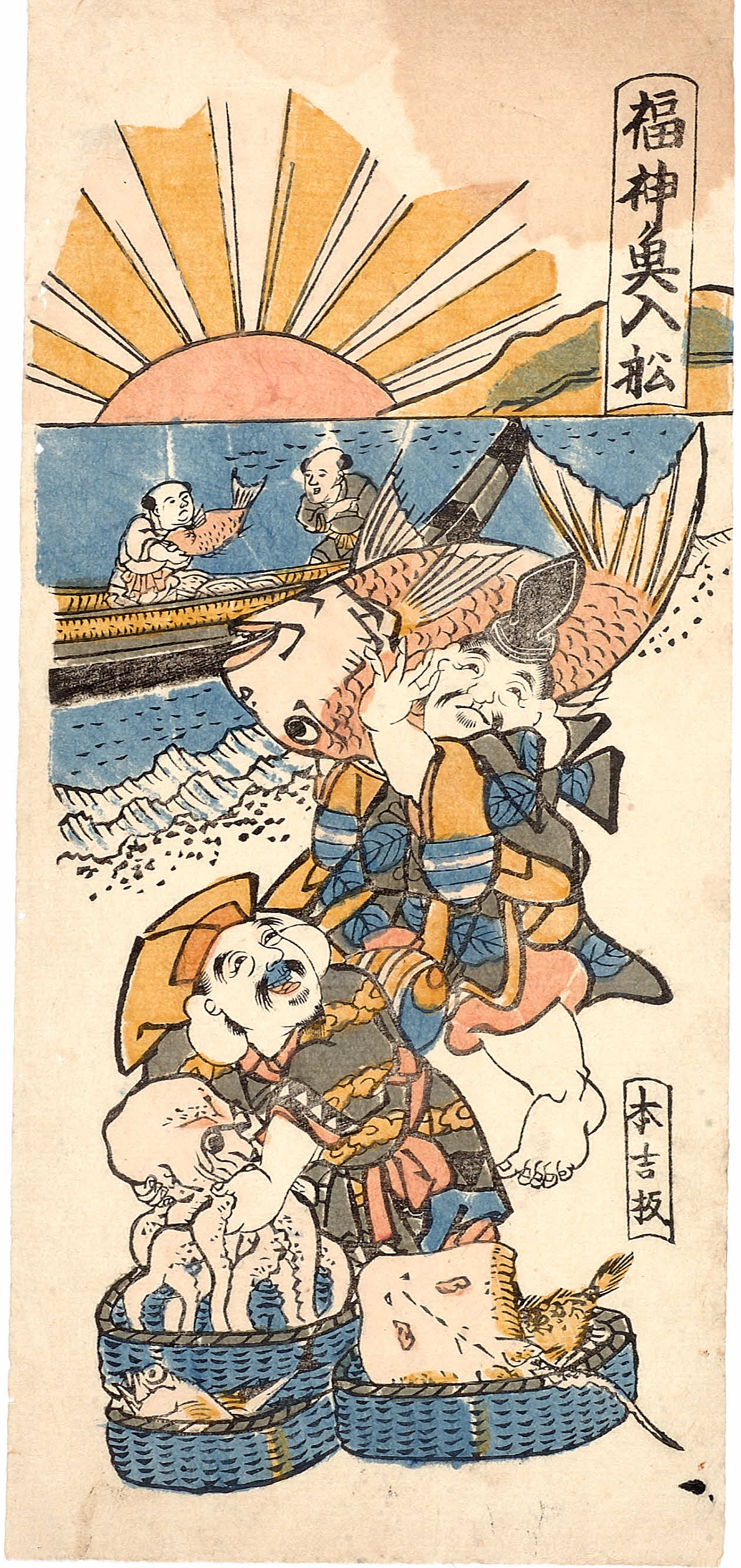
『福神魚入船』（作者不明、19世紀江戸時代）。漁から戻ってきた船から、恵比寿は鯛を、大黒は蛸を引き揚げる。後景には旭日が描かれる。

#### 明治

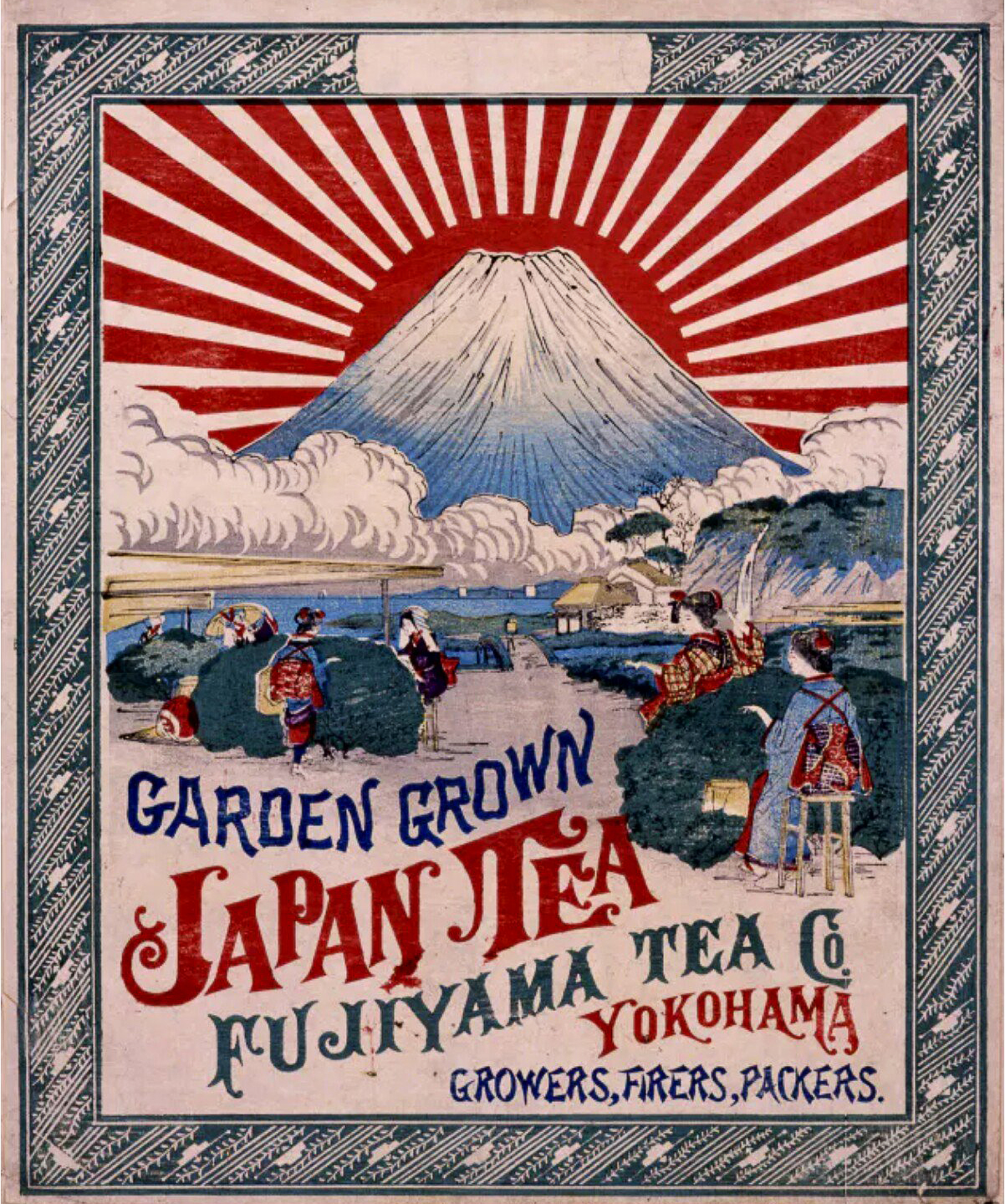
明治・大正期の輸出用日本茶（緑茶）の木箱ラベル (Fujiyama Tea Co.)。このようなラベルは蘭字と呼ばれた。
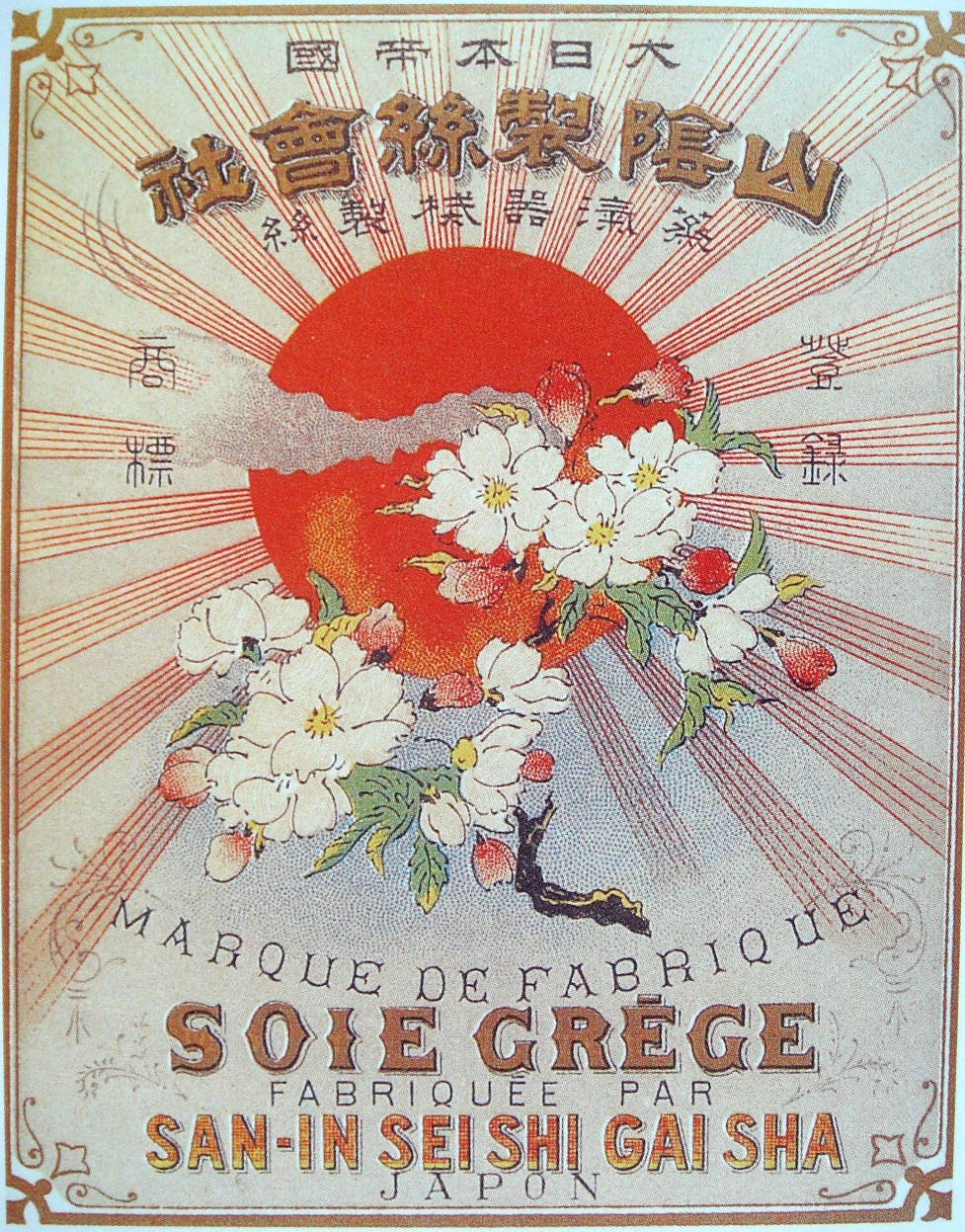
山陰製絲の輸出用生糸のチョップ（フランス語と日本語、1880年）
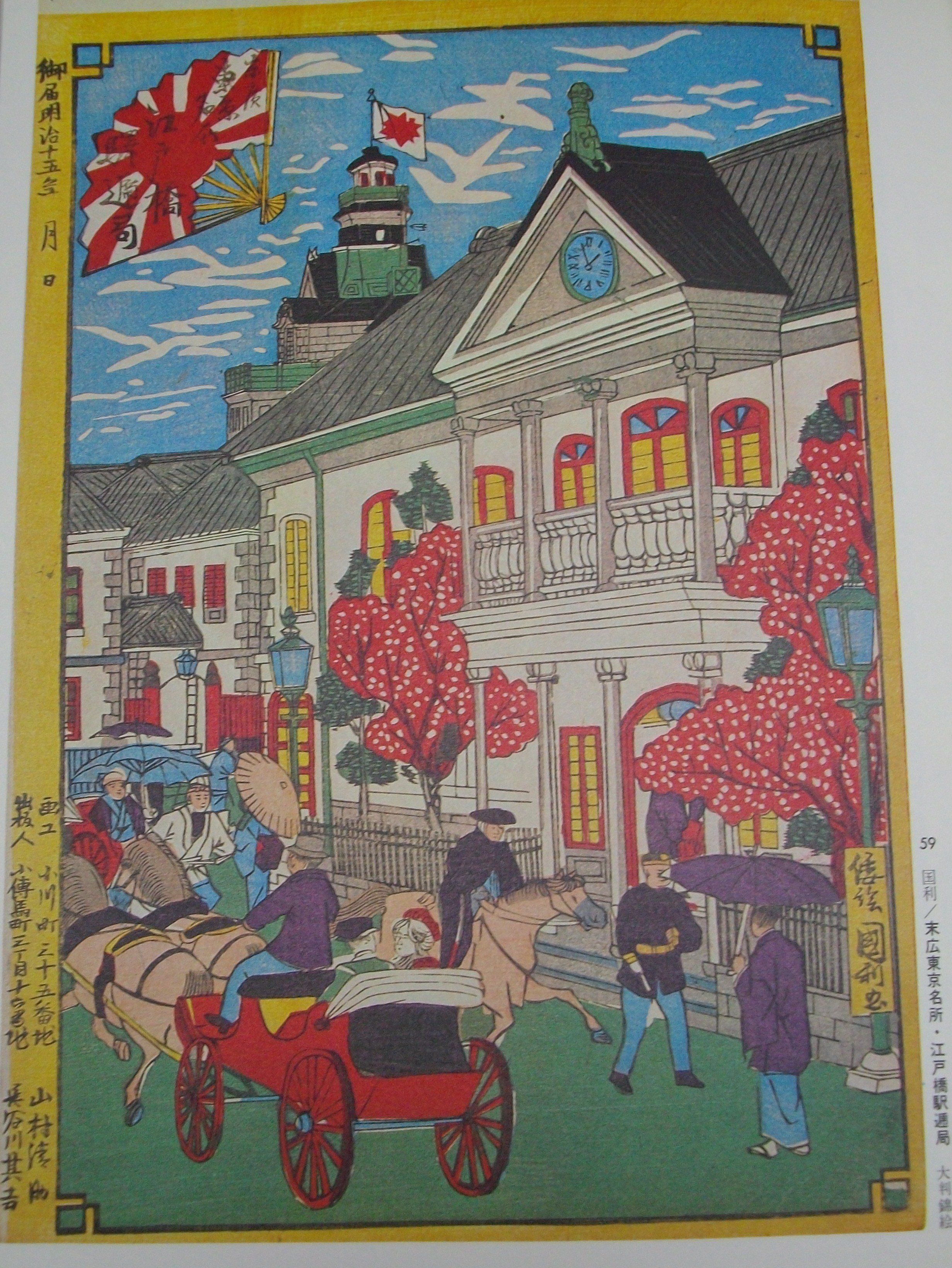
『末広東京名所』より『江戸橋駅逓局』（国利、1882年）。旭日の扇子（末広）が描かれている。
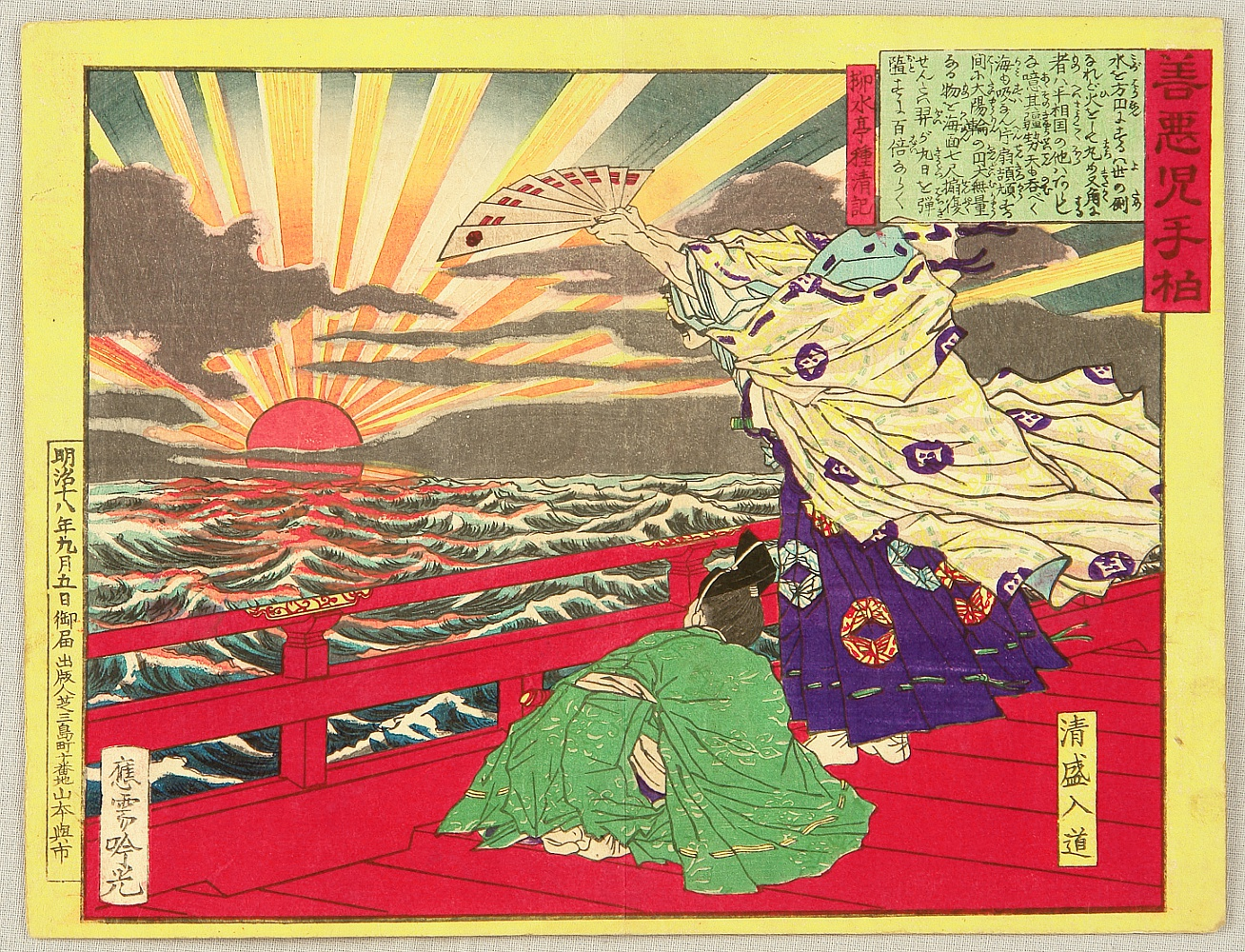
『善悪児手柏』より『清盛入道』（安達吟光、1885年）
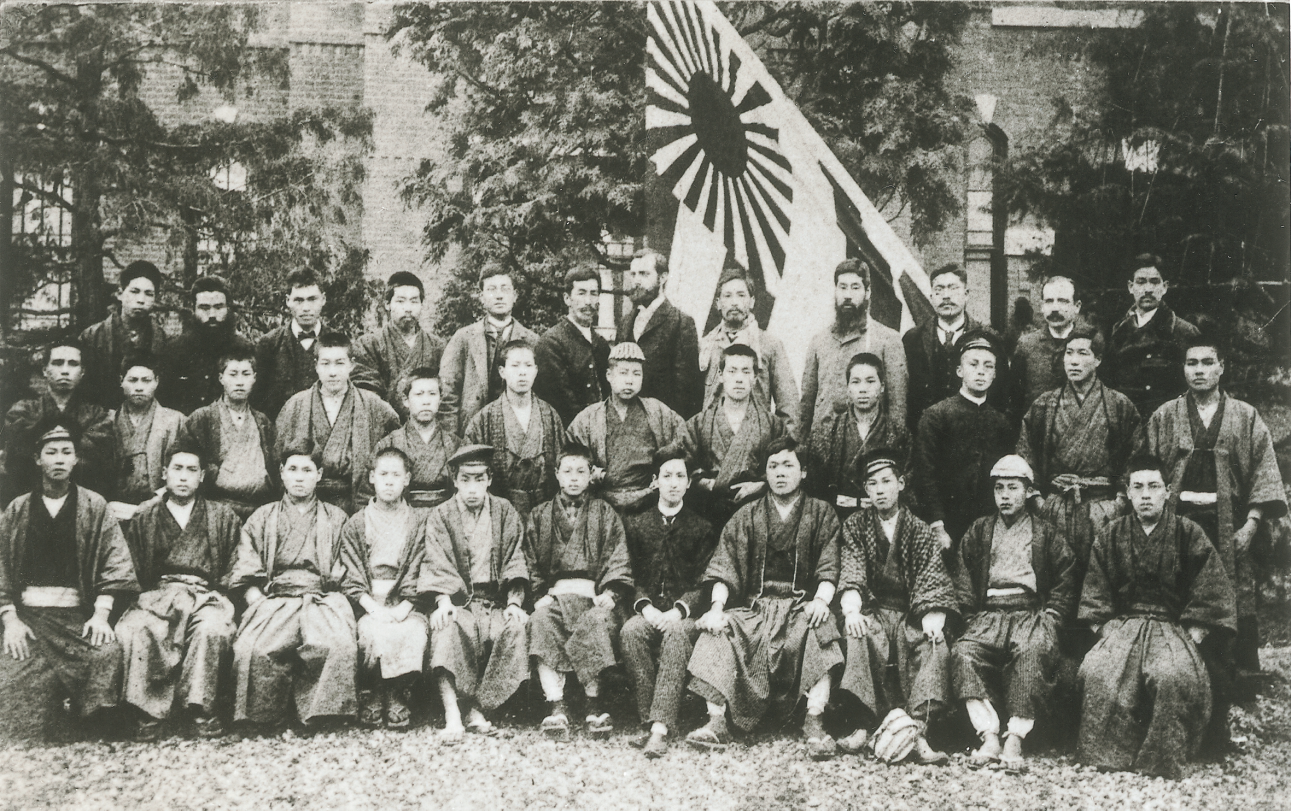
東北学院の教師と学生たち（1893年3月、前列右から3人目が押川春浪）
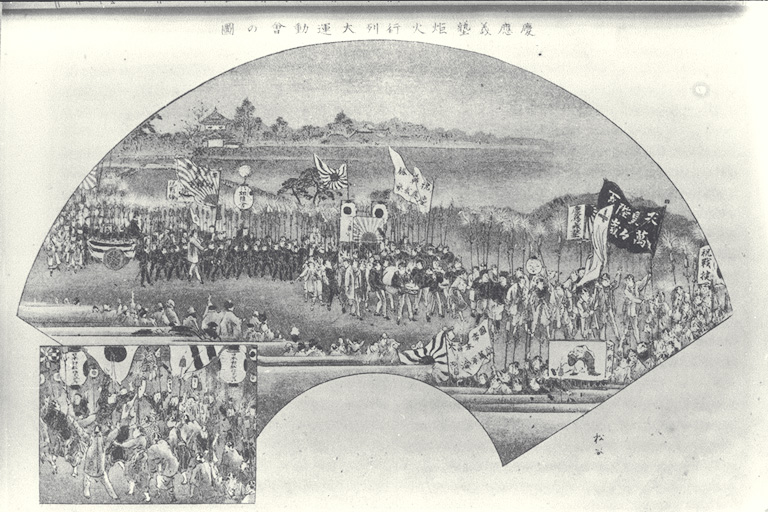
日清戦争・威海衛の戦いの戦勝を祝賀する慶應義塾によるカンテラ行列[46] を描いた絵。旭日旗および旭日を描いた看板を、日章旗や日章を描いた提灯等とともに掲げている
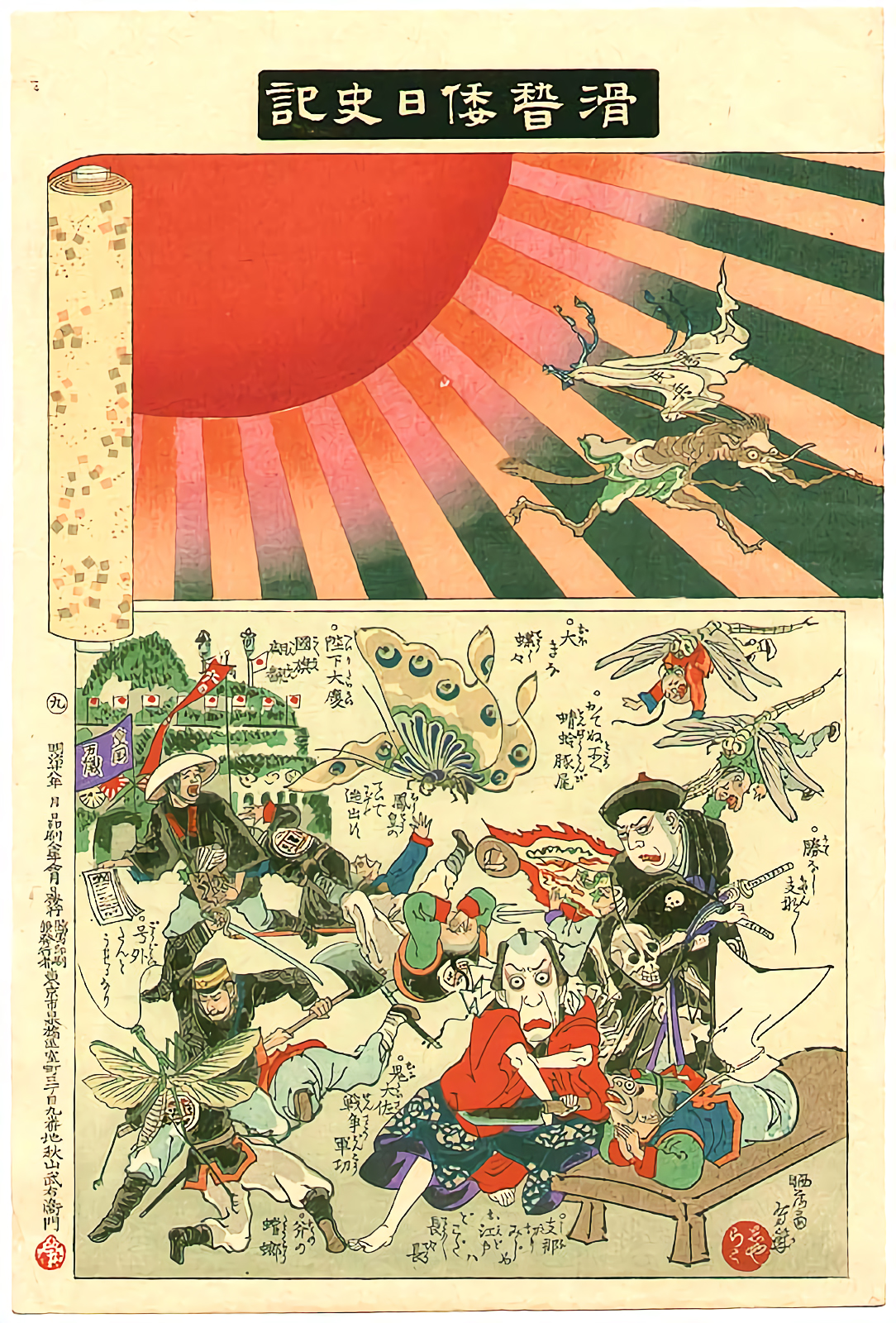
日清戦争、落合芳幾（1895年）
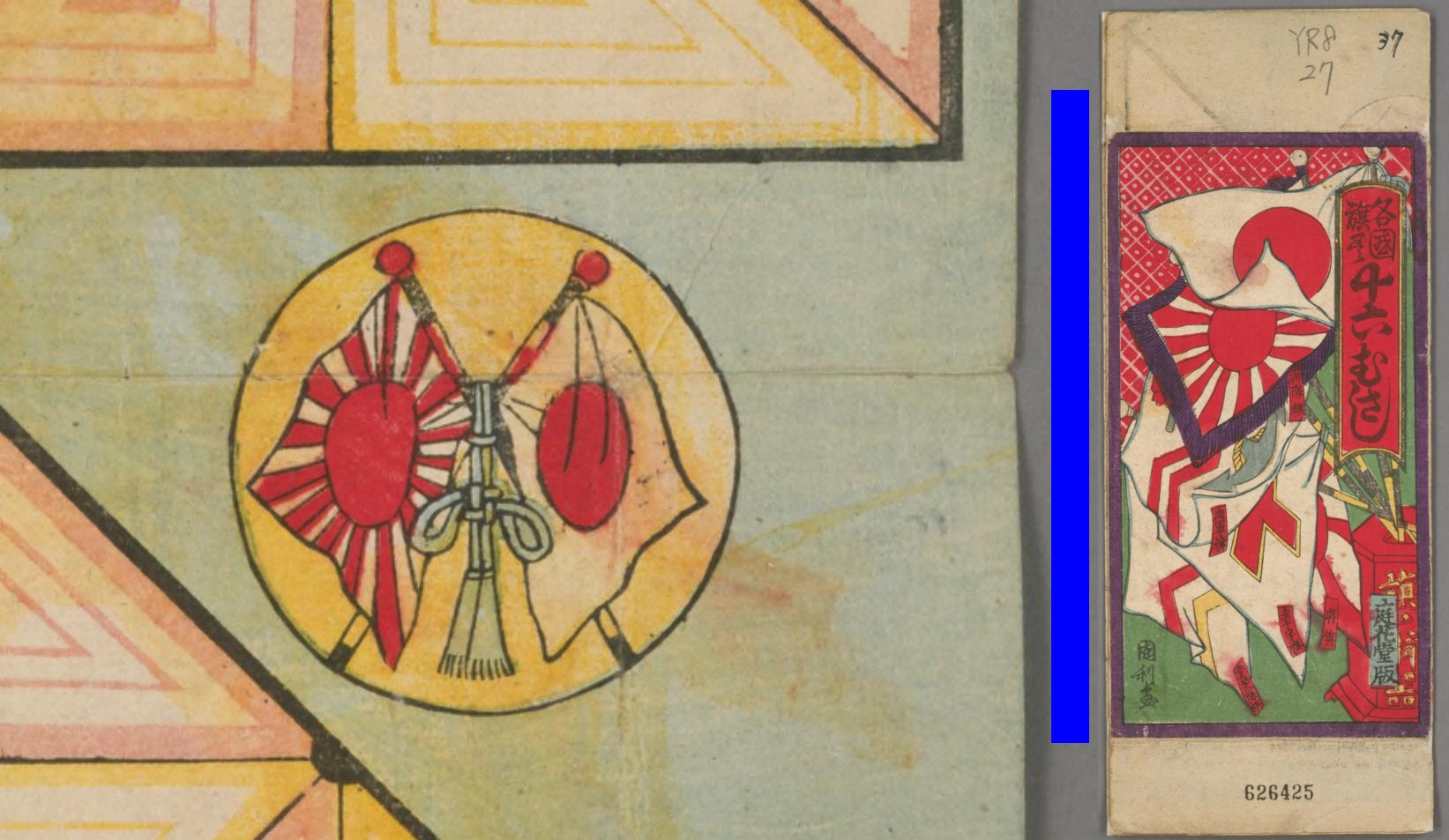
『各国旗尽十六むさし』（国利、1897年）。盤外右下部に見える日章旗と旭日旗を交差させたデザイン。右の表紙にも。
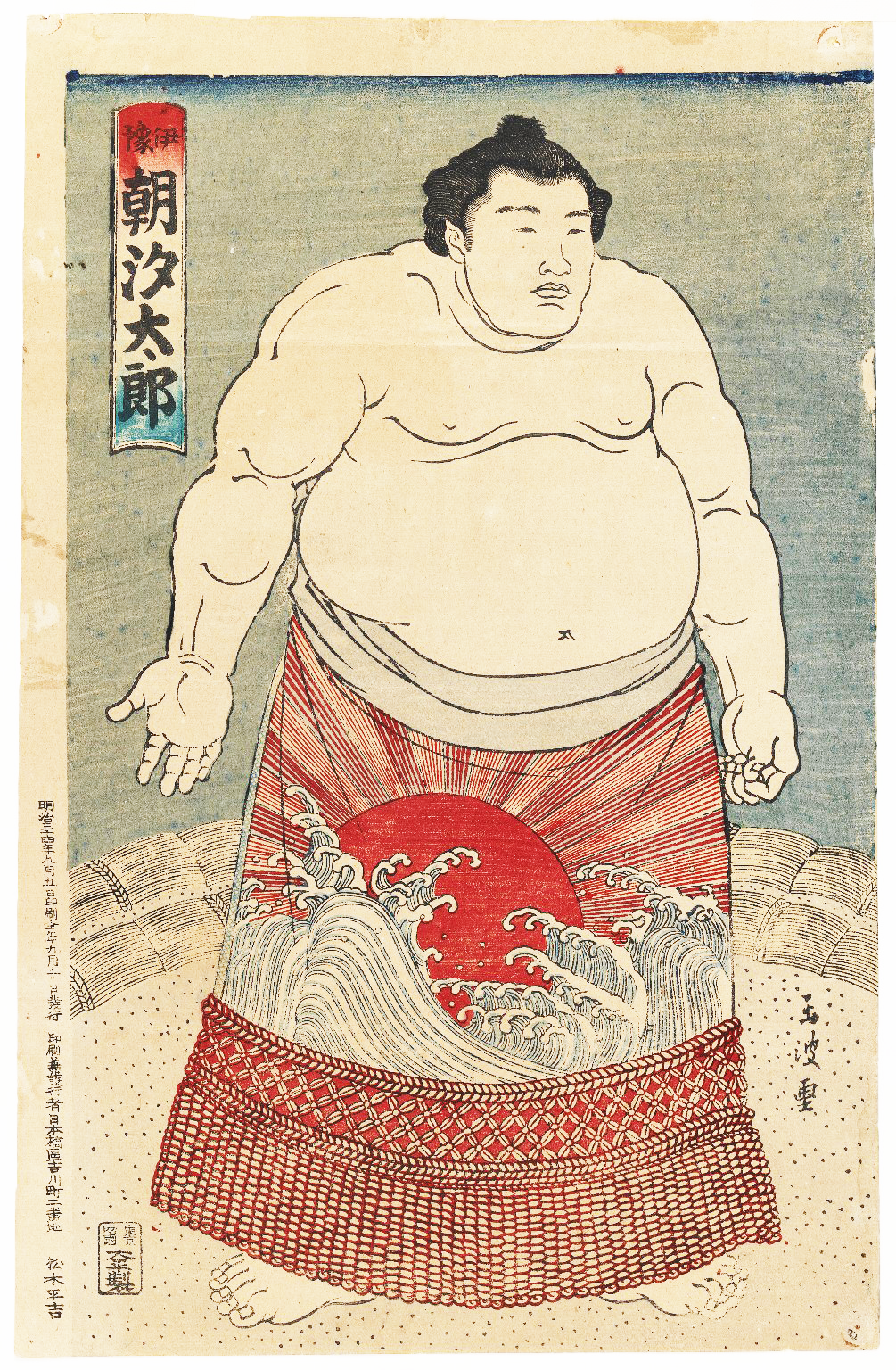
朝汐太郎 (初代)と朝日の化粧廻しの浮世絵（1901年）
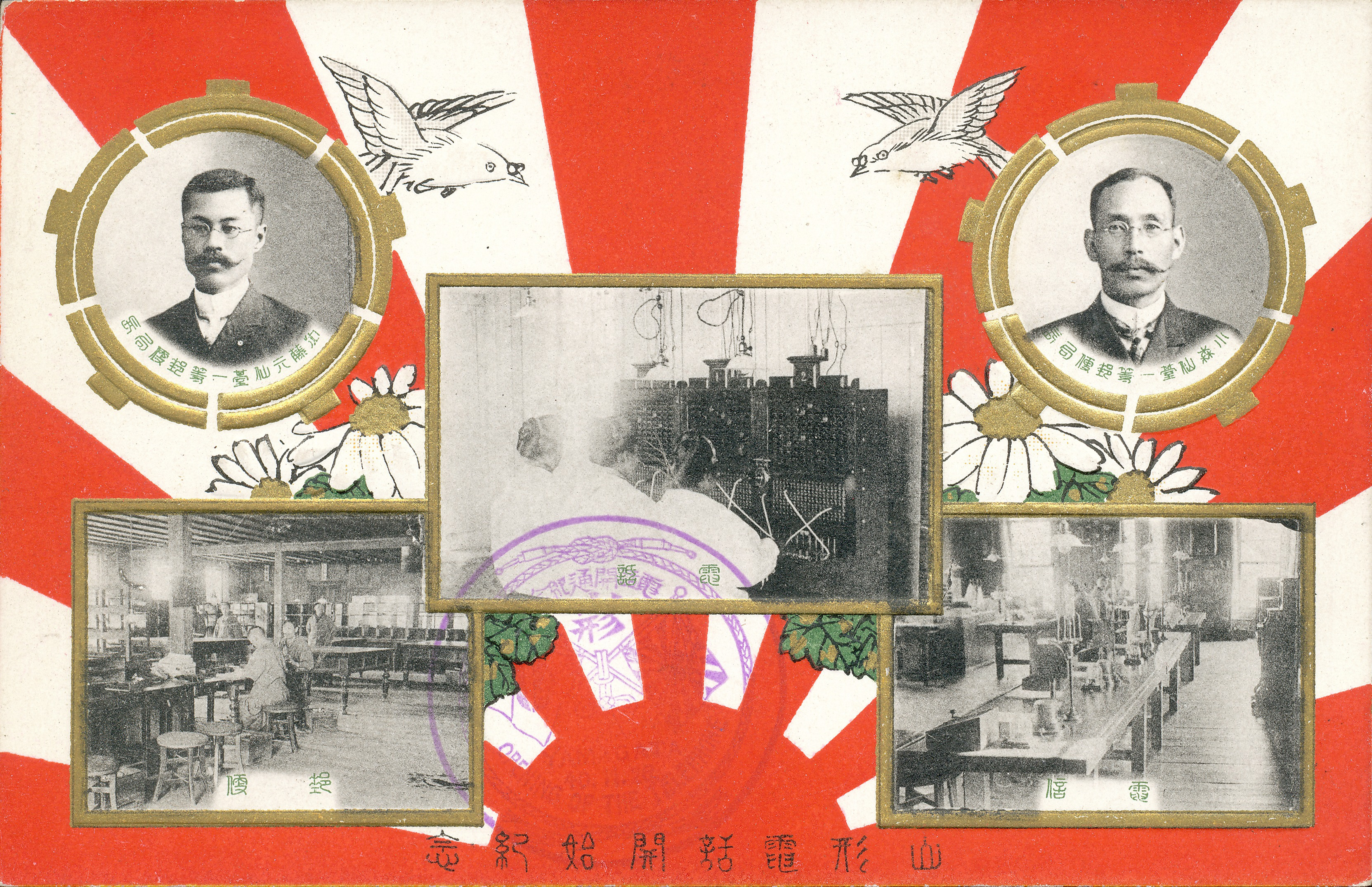
『山形電話開始紀念』葉書（山形郵便局、1907年）。明治40年11月26日に山形で電話交換サービスが開始された。
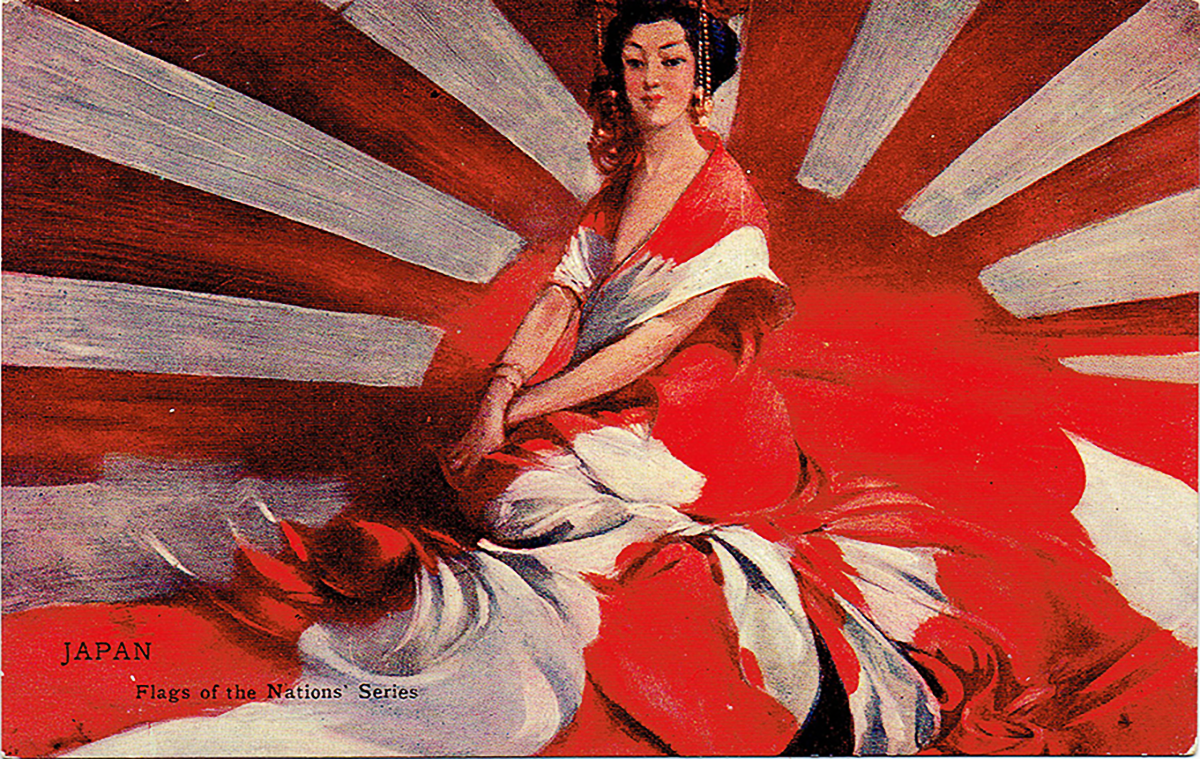
日本の旭日旗に身を包んだ日本人女性のはがき（1910年）。

#### 大正

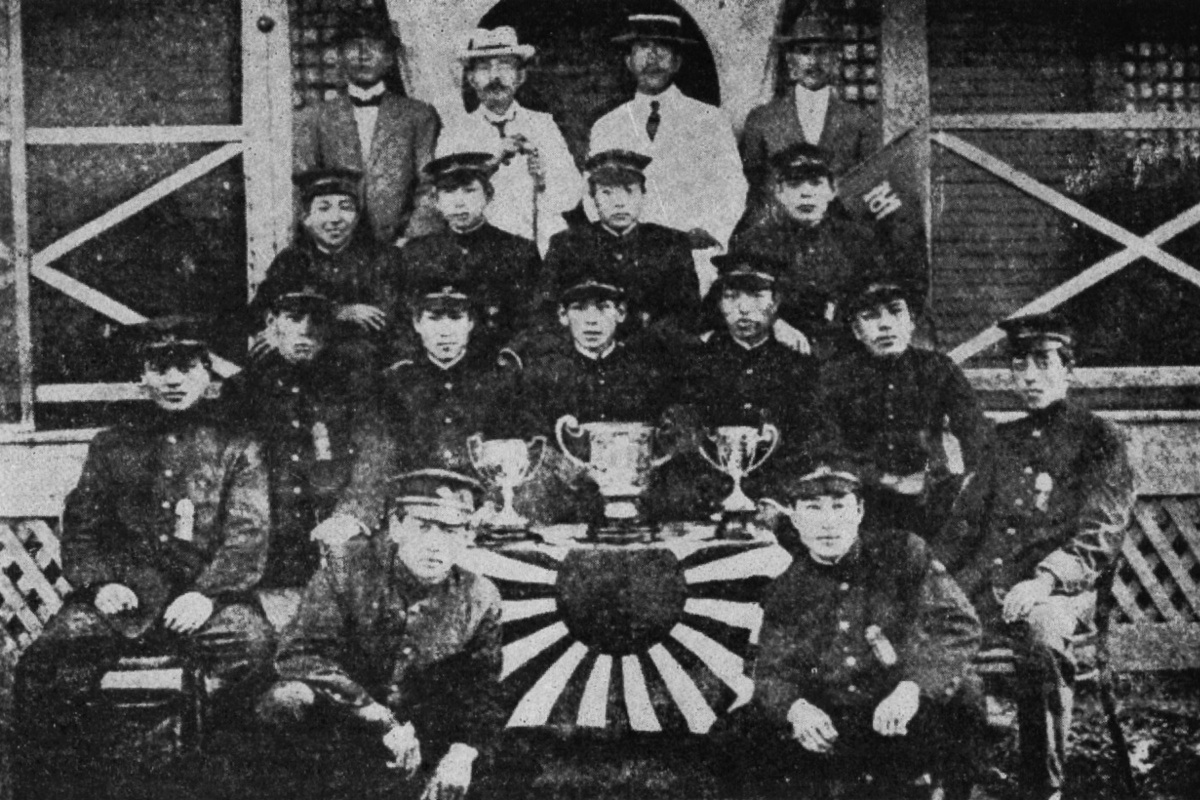
第1回極東オリンピックに日本代表として出場した明治大学野球部（1913年）
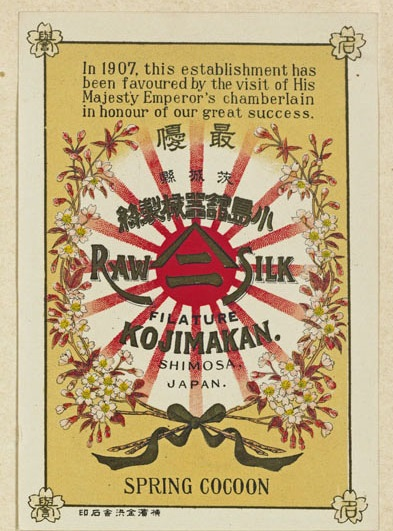
小島舘の輸出用生糸のチョップ
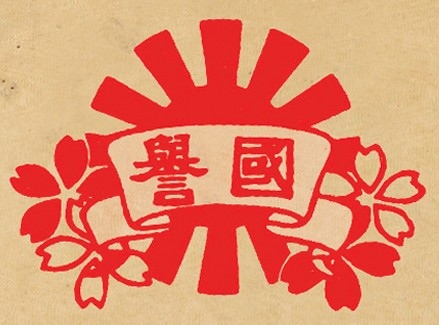
コクヨの最初期の商標。1917年に商標を「国誉」とし、その文字に朝日と桜をあしらったデザインとなった。
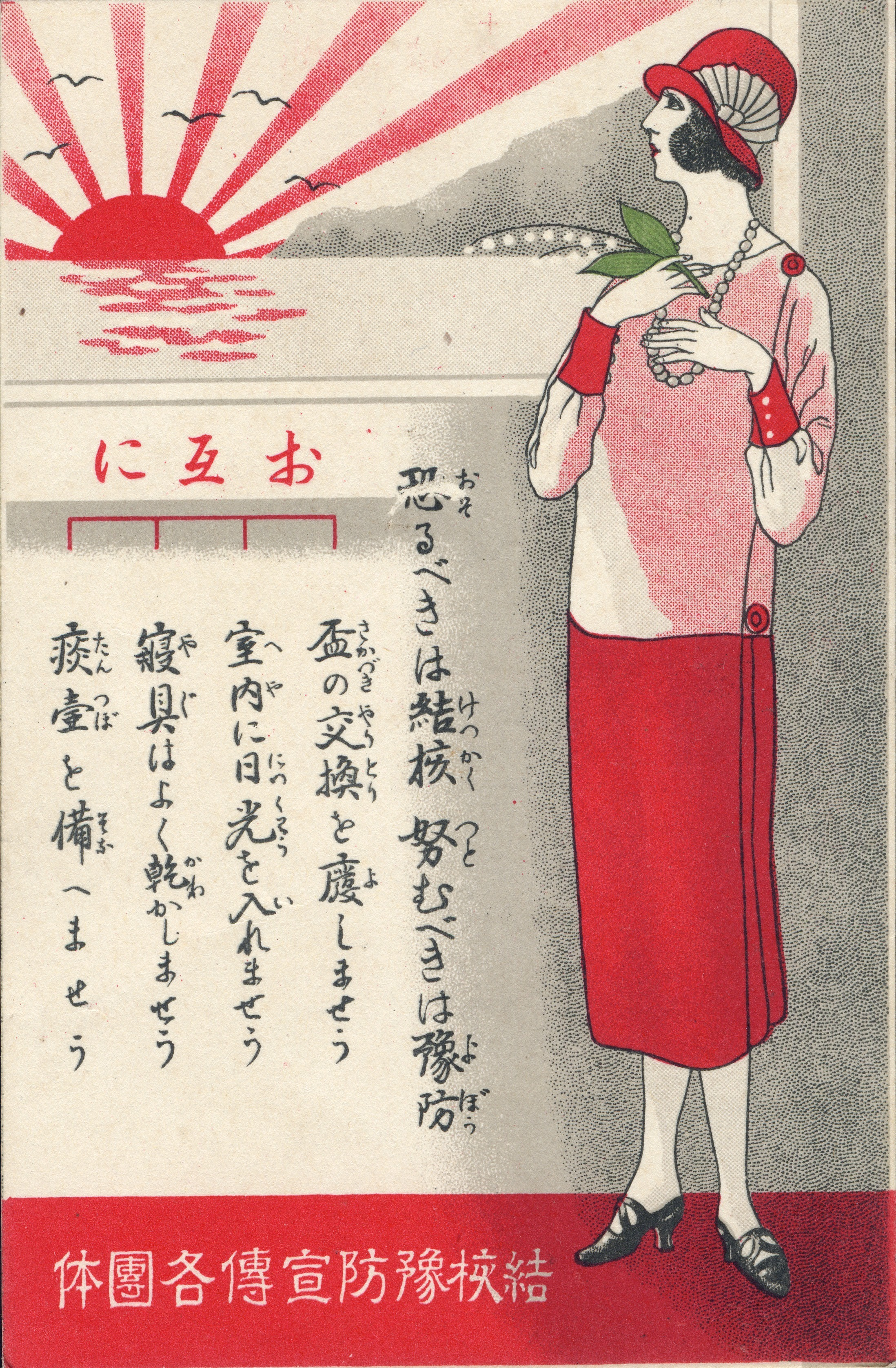
結核予防のハガキ『恐るべきは結核 努むべきは予防』（結核予防宣伝各団体、1925年）
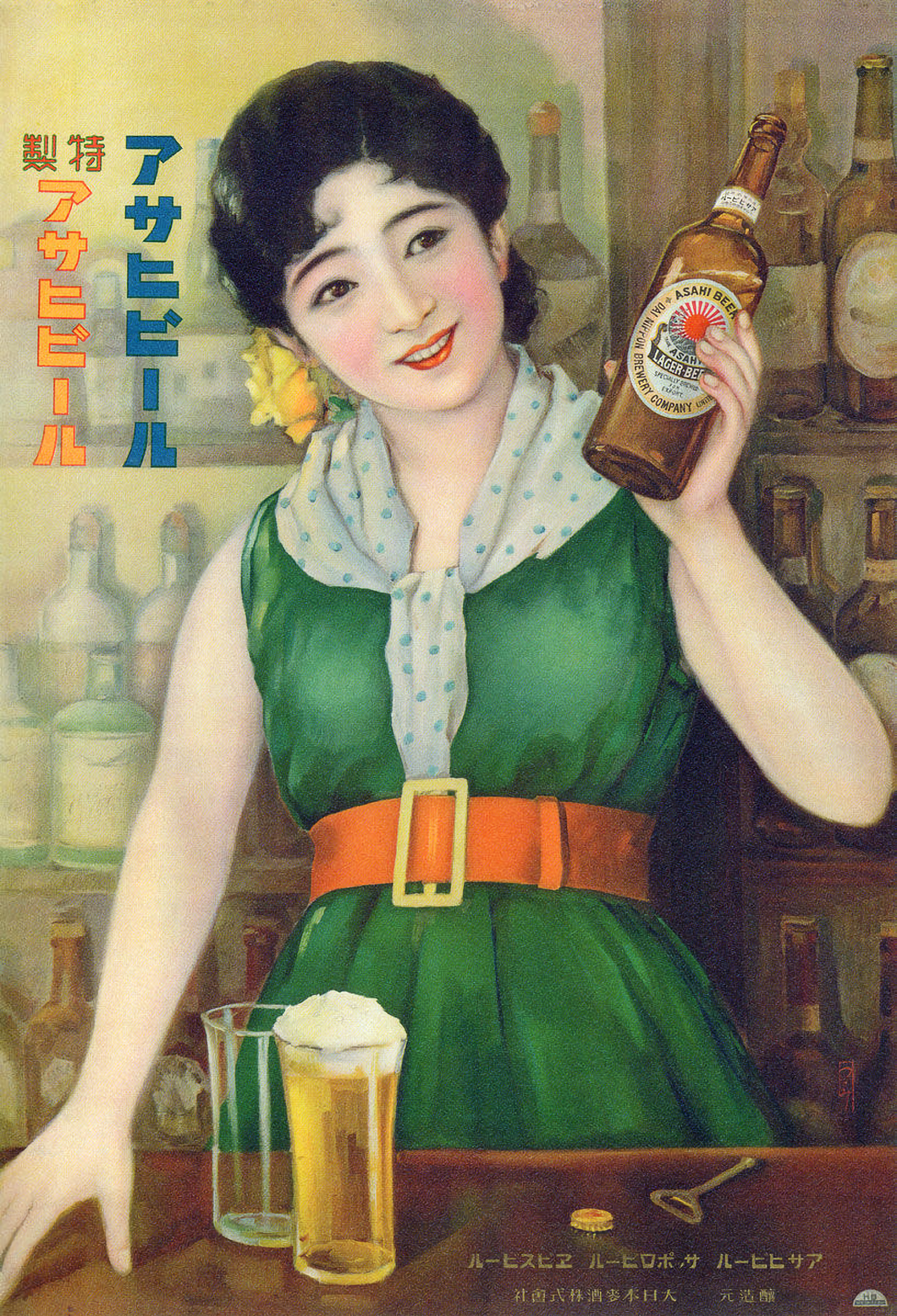
大日本麦酒時代のアサヒビールポスター上部。ビンのラベルに旭日のロゴ（1920年代頃）。

#### 昭和

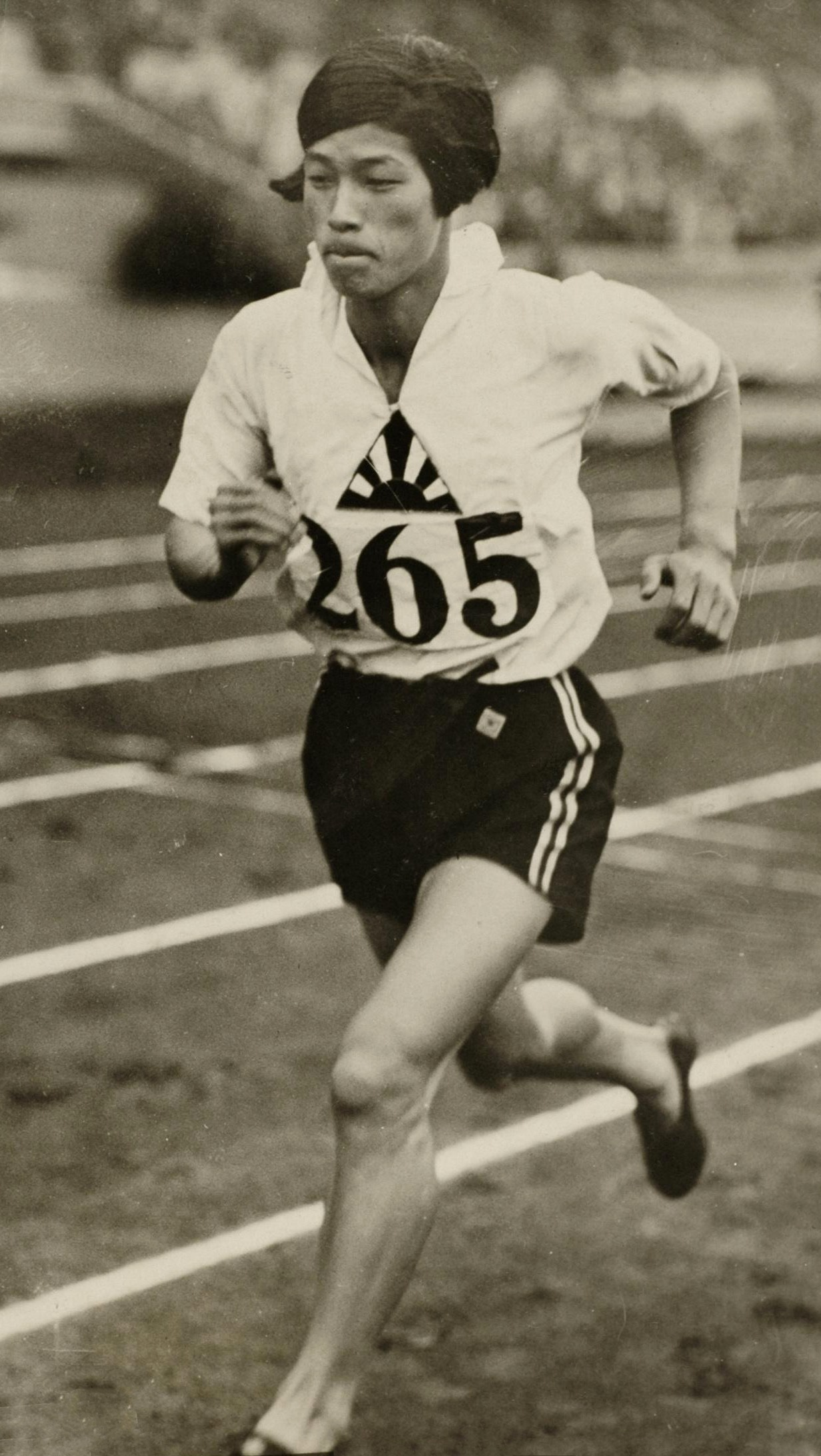
1928年アムステルダムオリンピック 人見絹枝選手
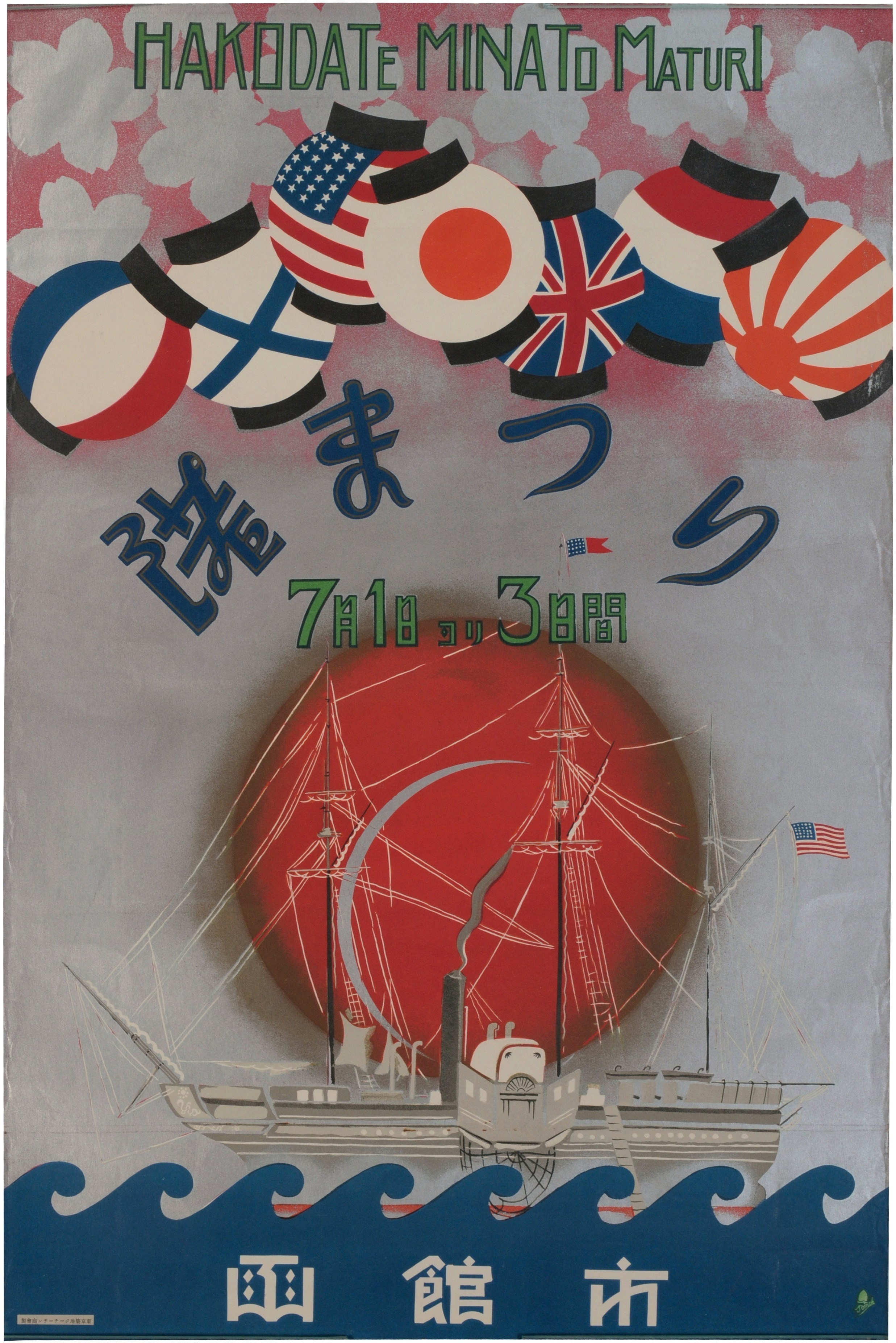
第1回函館港まつりのポスター（Tomoh, 東京築地ジーチーサン商会、1935年）。開港時に通商条約を結んだ外国国旗と日章旗・旭日旗をあしらった提灯が描かれている。
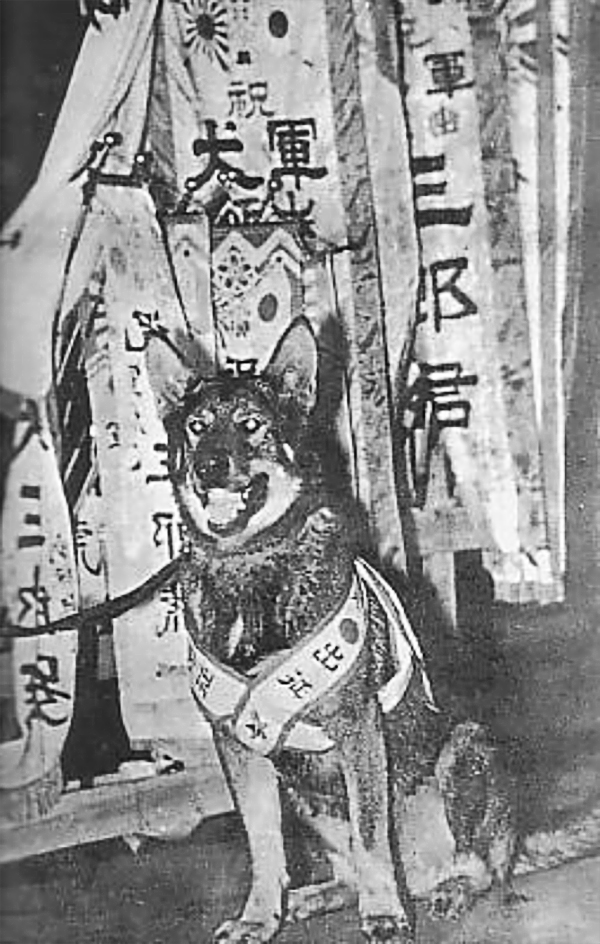
出征旗（出征する者を祝う旗。画像は軍犬）に描かれた旭日旗と日章旗、1937年（昭和12年）
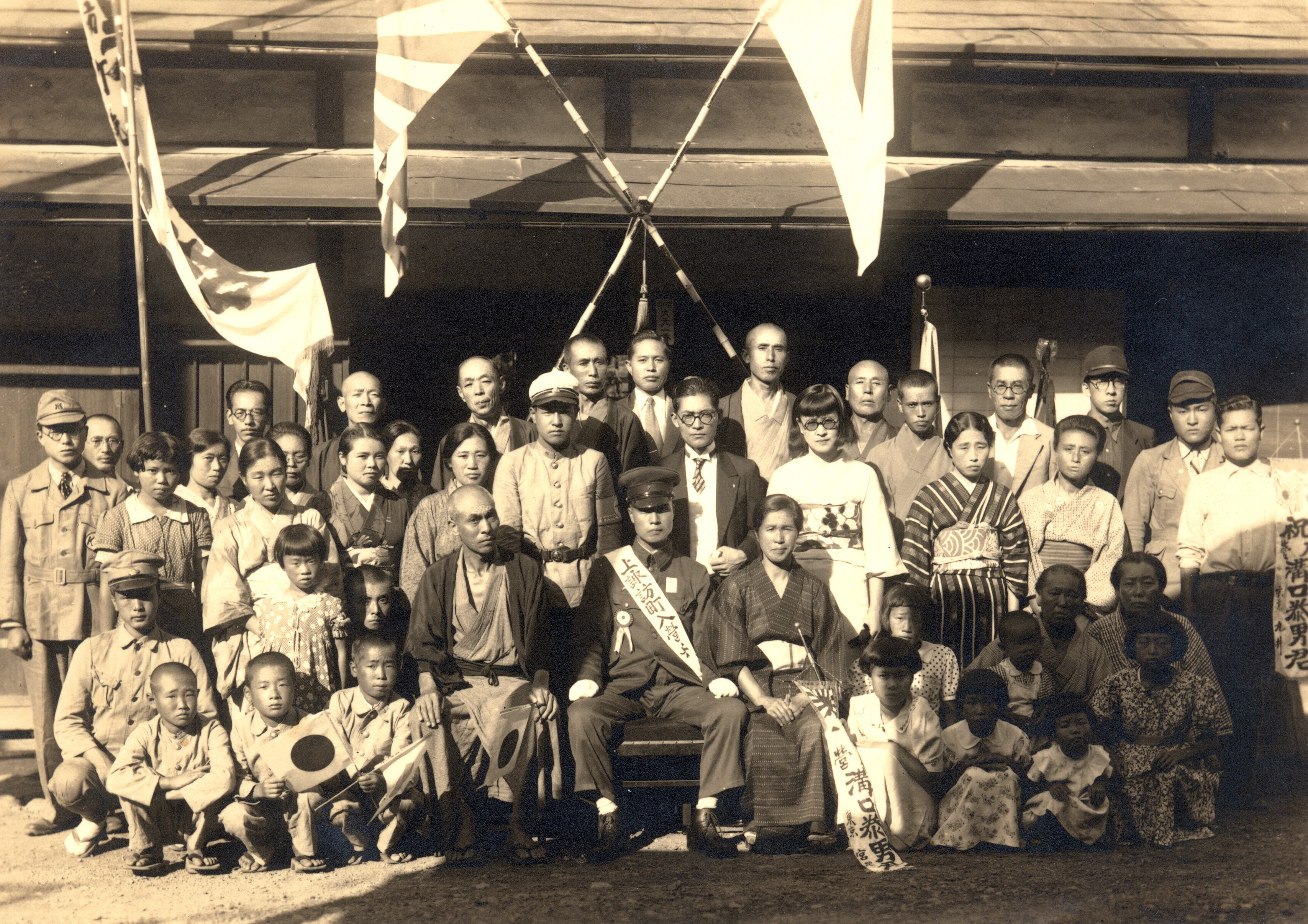
入営者（徴集・召集で軍隊に入隊する者）を祝う場において、民家の軒先に掲げられた旭日旗と日章旗、1939年（昭和14年）
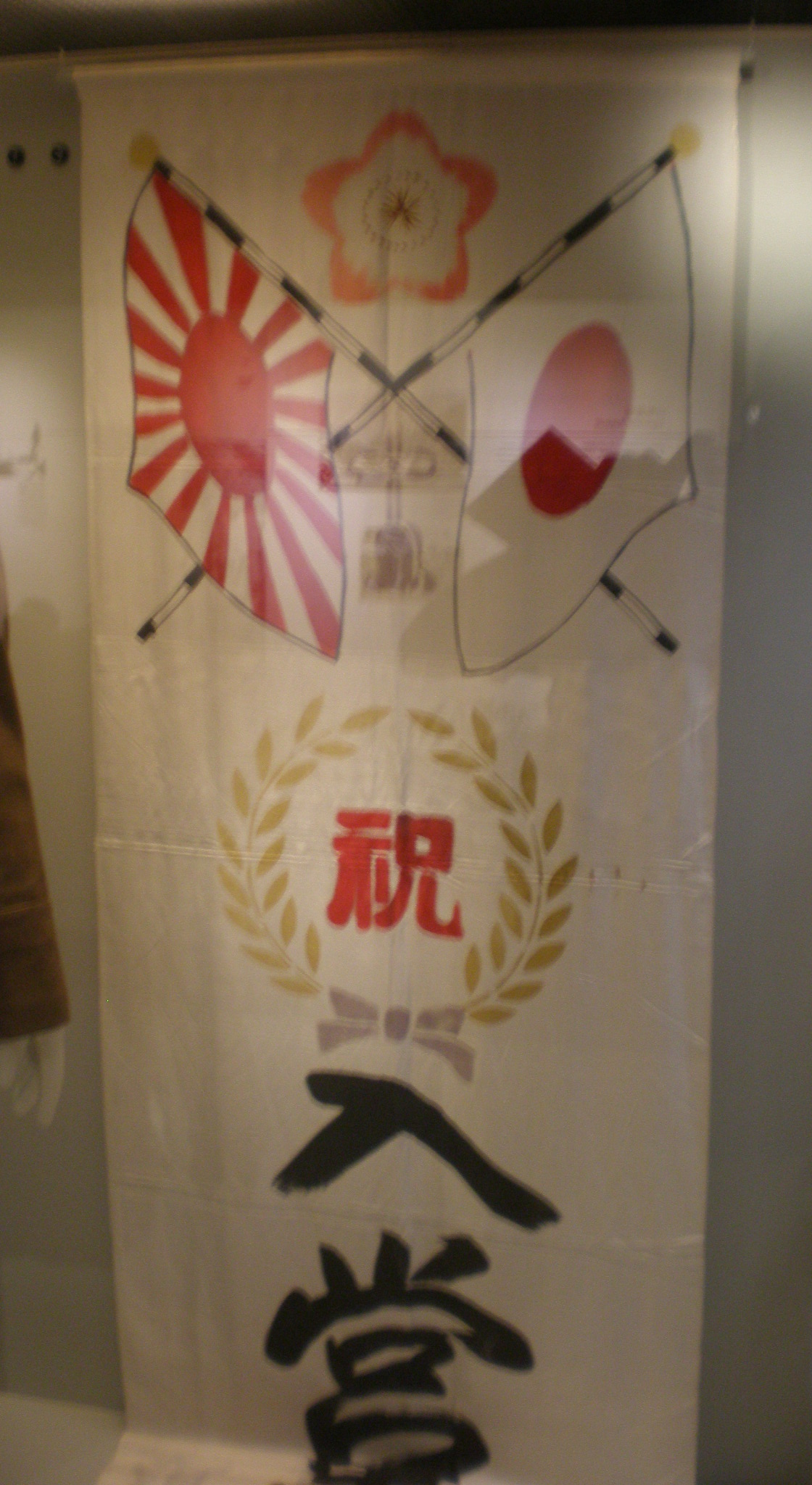
第二次世界大戦時の入営旗（軍隊に入隊する者を祝う旗）に描かれた旭日旗と日章旗
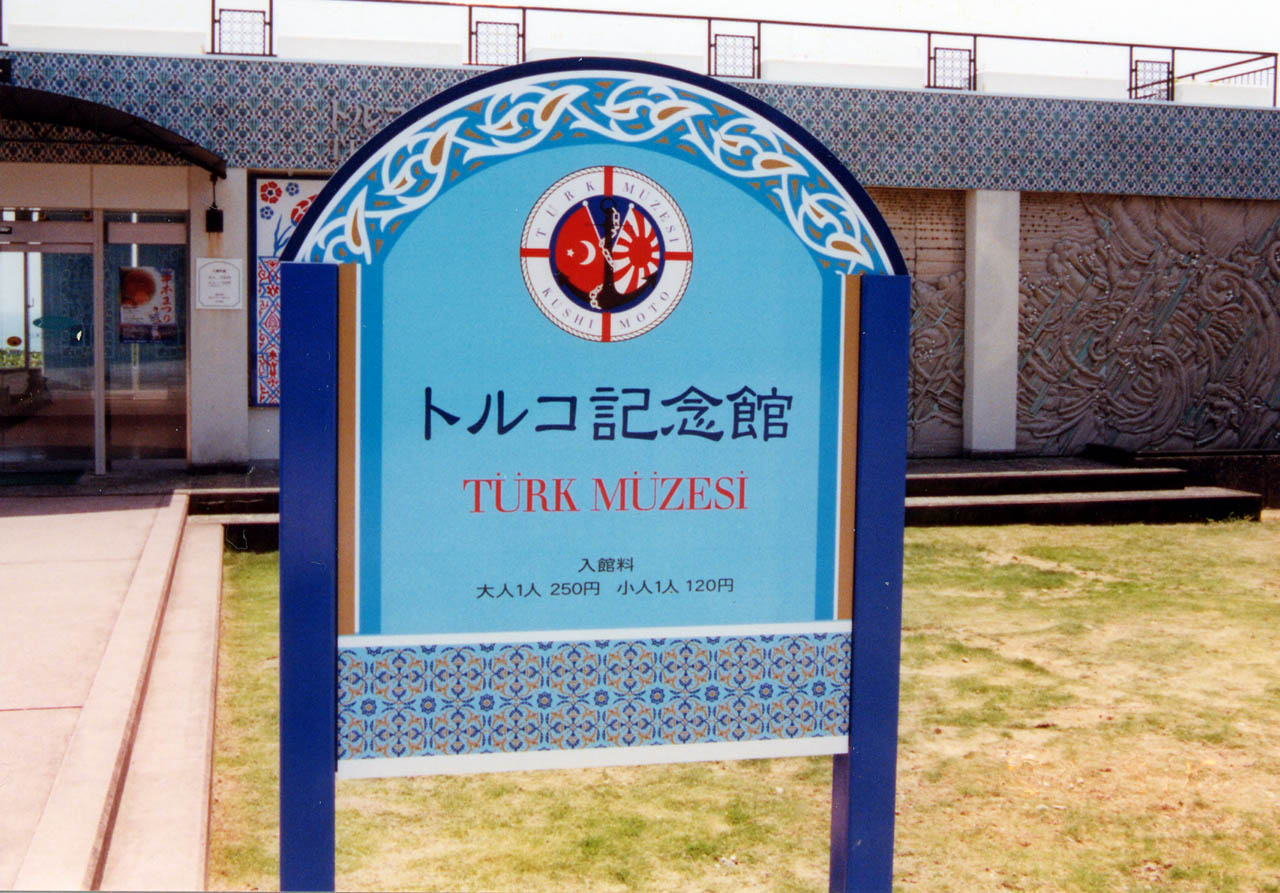
和歌山県串本町のトルコ記念館（1974年建設）の看板。救命ブイの中に旭日旗とオスマン帝国旗が描かれたマーク。近くにある慰霊碑にも同じマークがある。
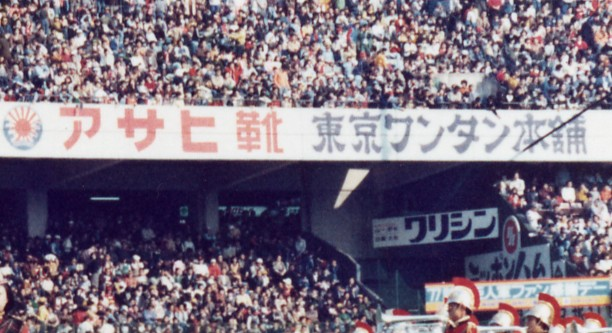
野球場に掲出された、アサヒ靴の広告。左に旭日をあしらったロゴマーク

#### 平成

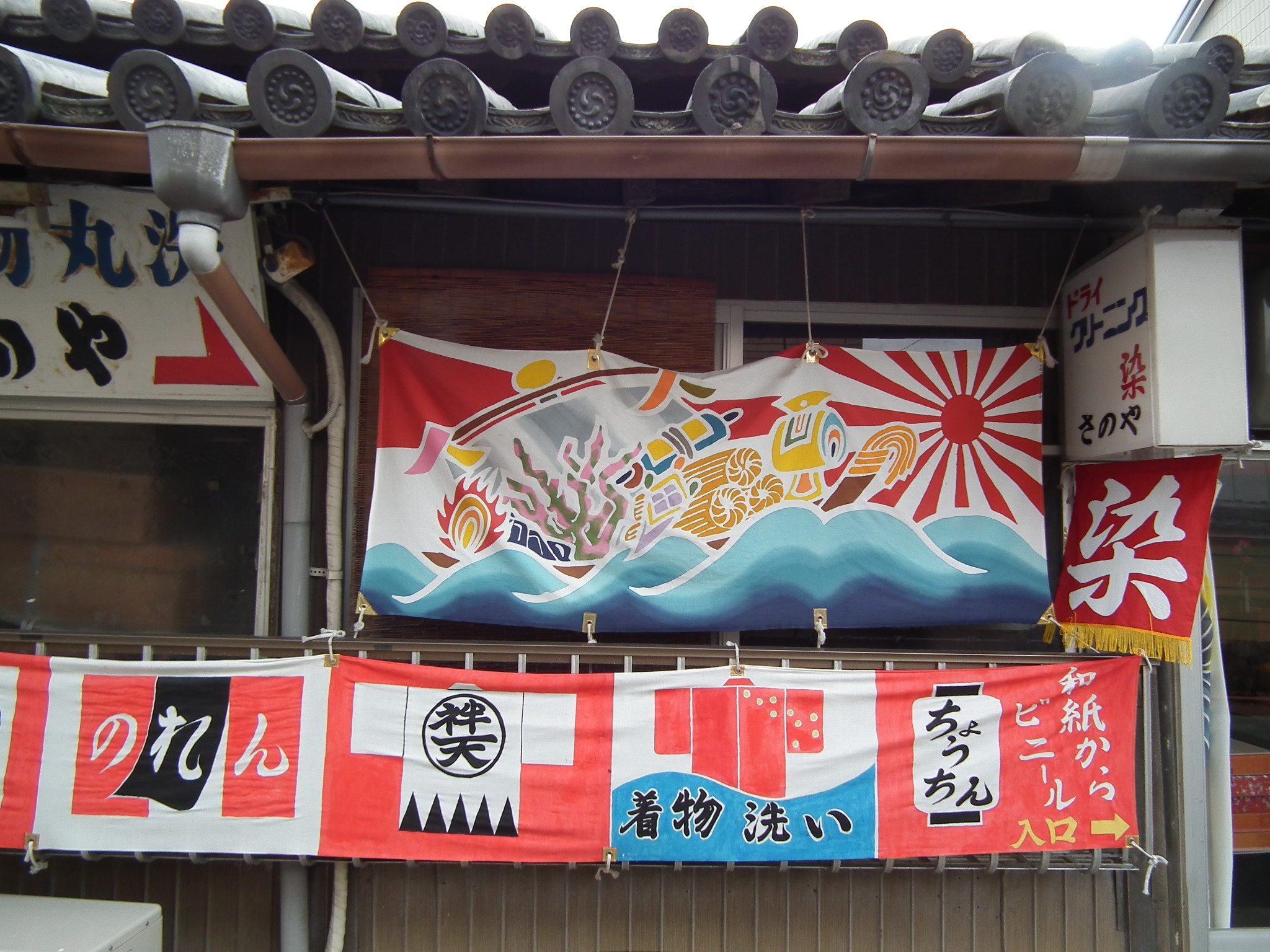
旭日デザインの大漁旗、2010年（平成22年）
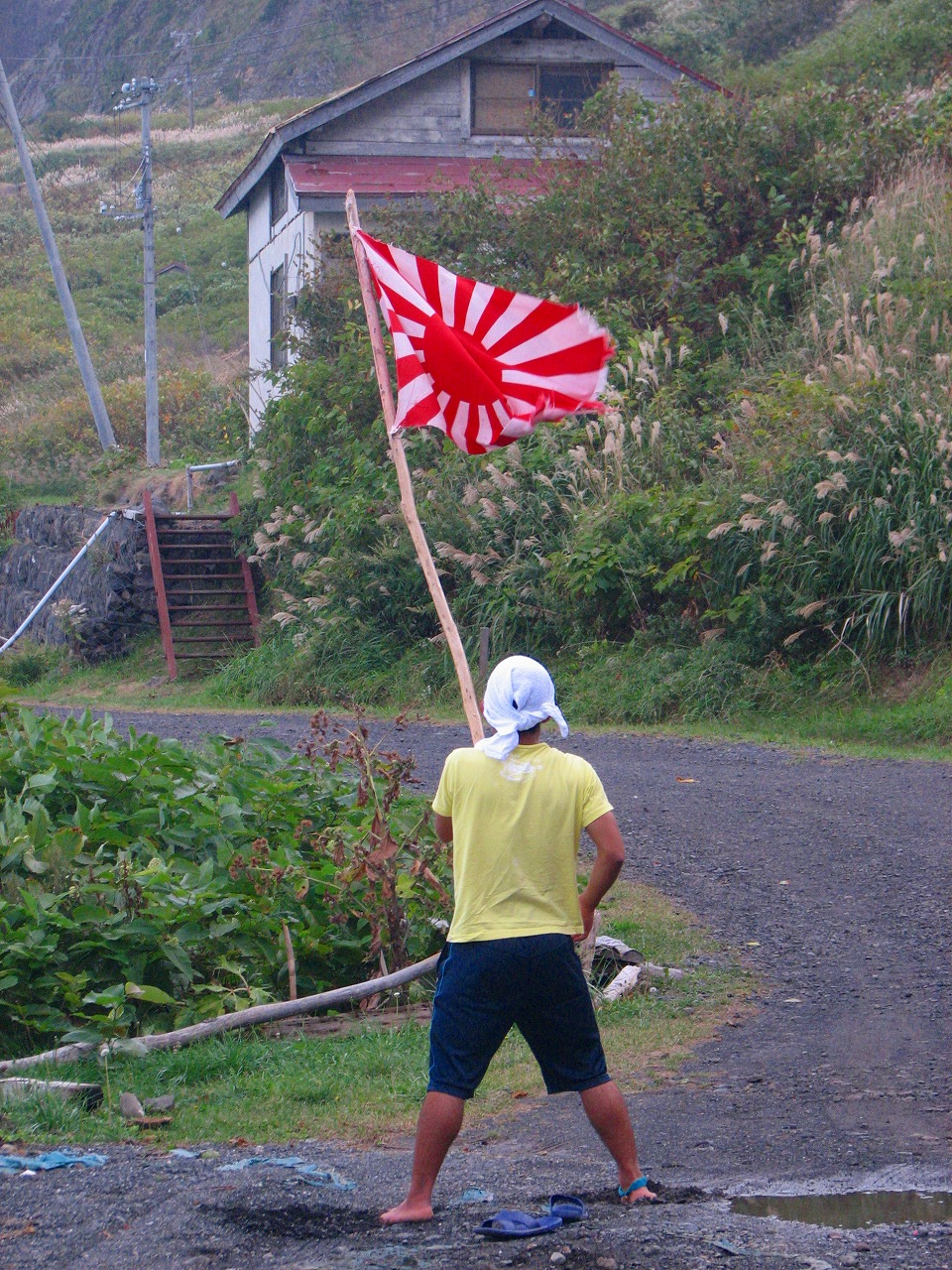
宿泊客の見送り（礼文島）、2010年（平成22年）
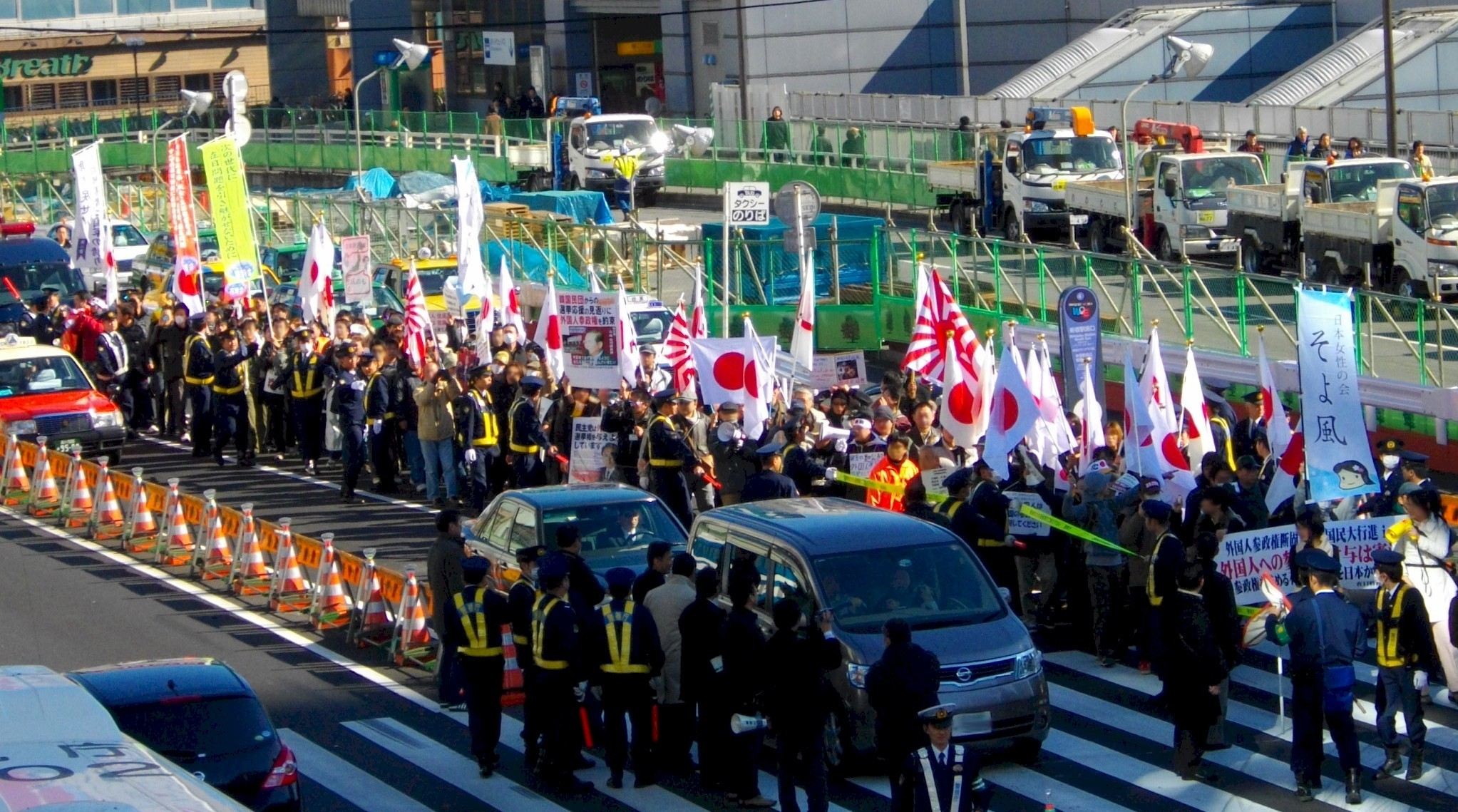
日章旗と旭日旗を林立させてデモ行進する在日特権を許さない市民の会のデモ隊、外国人参政権反対デモにて、2010年1月
第92回夏の甲子園始球式。朝日新聞社ヘリから、ボールが旭日の大阪本社社旗と供に投下。（2010年8月7日）
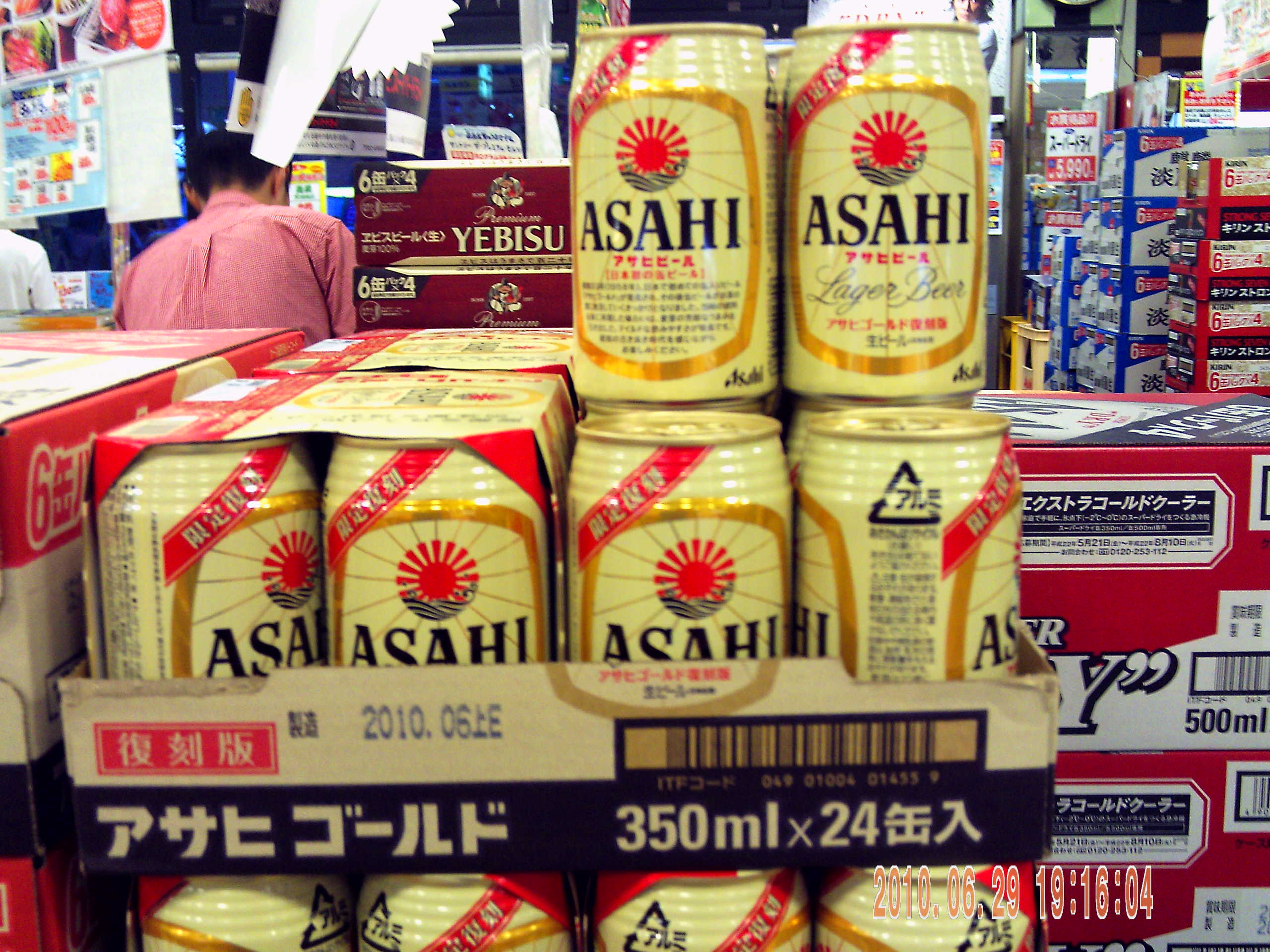
旭日の意匠がデザインされたアサヒビール（復刻版）
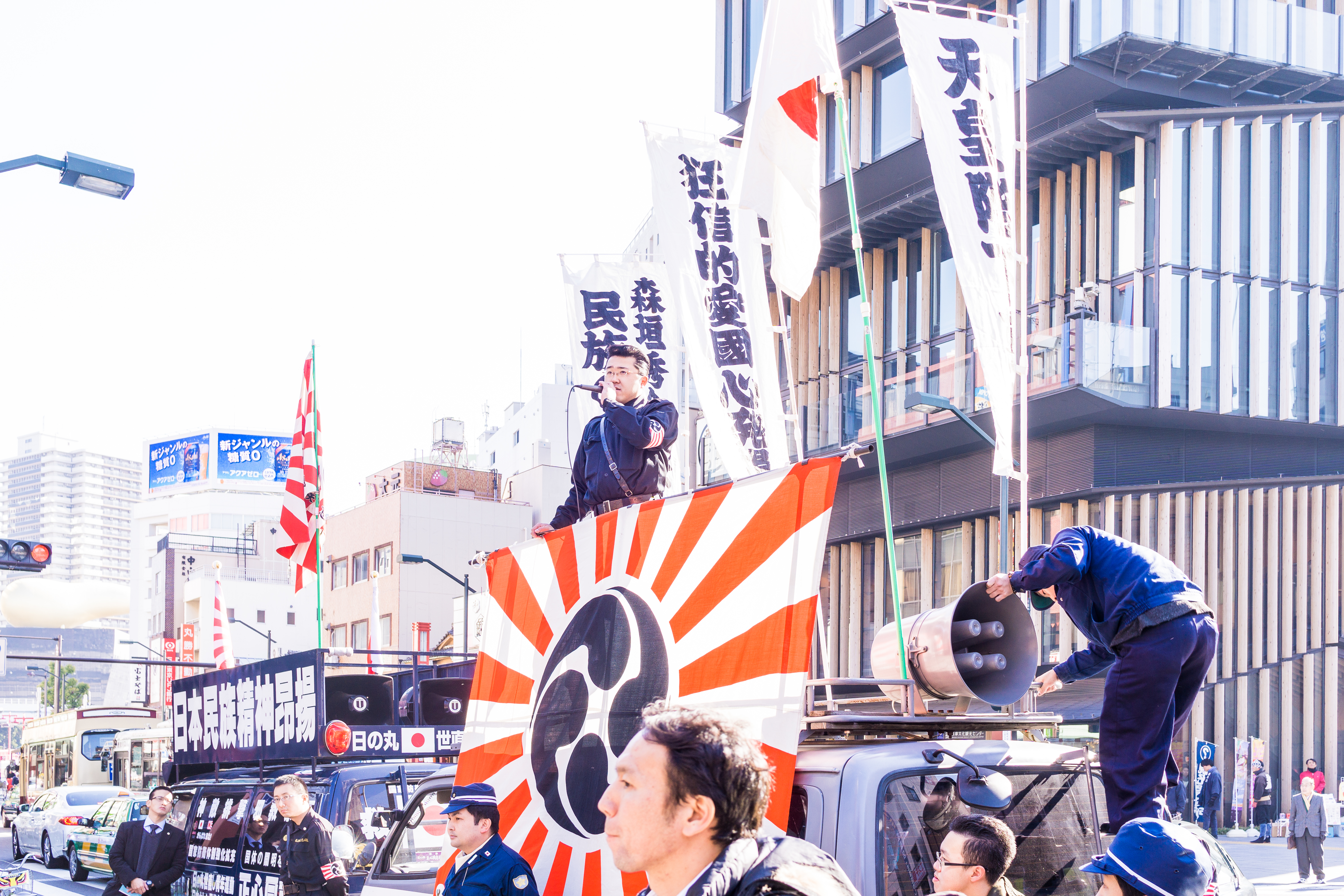
四つ巴と旭日旗を組み合わせた意匠の旗、2014年（平成26年）

### スポーツの国際大会における利用と、それに対する公式団体の対応

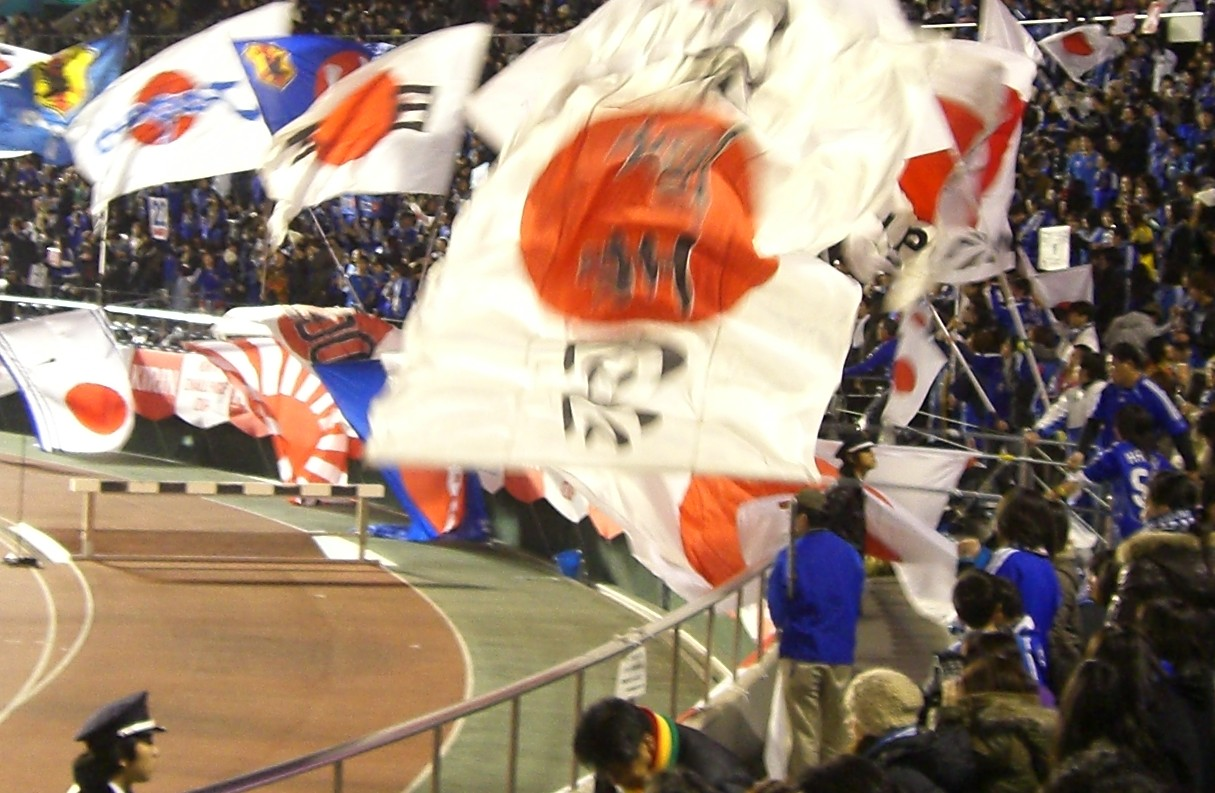
キリンチャレンジカップ2008、ボスニア・ヘルツェゴビナ戦で旭日旗を振って応援するサッカー日本代表サポーター。（2008年1月30日、国立競技場にて）

前述の様に勝利の祈願の旗として、サッカー日本代表戦でサポーターが応援旗として振ることがある。日本代表のサポーターの中には、赤色をチームカラーの青色に変更した旭日旗を応援旗にする者もいる。また浦和レッズ等の他のチームのサポーターも赤色をチームカラーに変更したり、ガンバ大阪や川崎フロンターレの様に横断幕の一種として掲げるチームもあった。
しかし、2008年、在中国の日本大使館は、2008年北京オリンピックにおいて中国を訪れる日本人に対し、「旭日旗を振るとトラブルを起こす可能性がある」「政治・民族・宗教的な旗の掲揚禁止」として、旭日旗を掲げないように呼び掛け、また、川崎フロンターレは、2010年4月28日に中国・北京で開催されたアウェイ試合、AFCチャンピオンズリーグ2010・北京国安 vs 川崎フロンターレ（北京工人体育場）に際し、公式サイト内の観戦ガイドにおいて、「持ち込み禁止物」の中に、公安からの指示として「政治的に敏感な内容、ホームサポーター及び中国人を刺激すると判断される内容を記したものは禁止」「旭日旗、日の丸も禁止」と明記している。
アジアサッカー連盟 (AFC) は、2017年4月25日に開催されたAFCチャンピオンズリーグ2017・水原三星ブルーウィングス vs 川崎フロンターレ（水原ワールドカップ競技場）において、川崎サポーターが旭日旗を掲げた行為を「他国を差別・挑発する行為」に該当すると判断してクラブ（川崎フロンターレ）を処分した のに対し、川崎は、このAFCによる「政治的、差別的」との判断に対し、当初のみならず判断が確定した後も公式サイトなどで不満・反論を示しつつも、処分が覆る可能性が低いとの見通しを明らかにした上でスポーツ仲裁裁判所（CAS）への提訴を断念し、それに伴い、以降のAFCチャンピオンズリーグ（ACL）における試合に際しては、ホームかアウェイかを問わず、また相手チームがオーストラリアのクラブ（メルボルン）であるケース や日本国内のクラブ（浦和）であるケース も含め、「対戦相手や会場に関わらず、同様の混乱が予想される可能性のあるバナー類（旭日旗等）の掲出については自粛を」と公式サイトで観戦者に呼び掛けている。
日本サッカー協会 (JFA) も「試合運営管理規定」第4条に「（禁止行為）施設に入場しようとし、または入場した者は、運営・安全責任者が特に必要と認めた場合を除き、いかなる施設においても次の各号に掲げる行為をしてはならない」として同様の規定を有し、その中で「政治・思想・宗教・軍事・差別的な主義、主張、観念を表示、若しくは連想させるような掲示板、立て看板、横断幕、懸垂幕、のぼり、旗、プラカード、ゼッケン、文書、図面、印刷物等を持ち込み、又は設置、掲揚、着用、散布、貼付すること。」を禁止しており、この内、「軍事（的な主義、主張、観念を表示、若しくは連想させるような）」という部分は、2010年2月から改訂・追記された規定である。
これらは国際サッカー連盟 (FIFA) が、そのスタジアム安全警備規定第60条第2項 で「試合主催者は、地元の警察当局と連携しながら、スタジアムやその近辺で、サポーターが挑発や攻撃的行為を行わないようにしなければならない。例えば、選手や審判、相手チームのサポーターが許容できないレベルの挑発や攻撃的なヤジや差別行為、さらには攻撃的、挑発的な内容を含んだ横断幕や旗などもこれに含まれる」と定めていることを根拠としている。
2020年東京オリンピックの際には、後述の経緯により韓国側が開催前からオリンピック期間中に旭日旗が使用されることを禁止するように国際オリンピック委員会（IOC）に求めていた。これに対してIOCは「スポーツスタジアムはいかなる政治的デモもあってはならない。試合中に懸念が生じた場合、ケースバイケースで検討する。」として一律禁止とは明言していなかった。東京オリンピックの最終日である2021年8月8日、韓国の国内オリンピック委員会を務める大韓体育会は、IOCが書簡の中で旭日旗がオリンピック憲章に違反しており、旭日旗は今後のオリンピックで禁止されることを明らかにしたと発表した。これを受けて翌8月9日、東京オリンピック・パラリンピック競技大会組織委員会は、大韓体育会の発表は事実ではなく、IOCに改めて確認したところ、IOCは従来通り旭日旗に対してはケースバイケースで対応を続けて全面禁止にはしないことを確認したとし、8月9日午前にIOCが韓国に書簡を送り、旭日旗の使用については従来通りケースバイケースで判断すると改めて伝えたことを発表した。なお韓国側の、IOCが旭日旗をオリンピック憲章違反と書面で確定したので今後は禁止されるとの主張は、韓国側がオリンピック選手村の韓国代表団の居室のバルコニーに文禄・慶長の役の時の李舜臣の言葉を彷彿とさせる挑発的な横断幕を掲げ、IOCからオリンピック憲章違反との警告を受けてそれを取り外した際から継続して行っていた。

## 旭日旗に対する韓国の反発

### 2010年代以前
2011年までの大韓民国（韓国）では、瞬間的なやりとりや個人の単発の反発はあれど旭日旗への大規模な反発はほとんど起きていなかった。1998年（金大中政権時代）と2007年・2008年（盧武鉉政権時代）に韓国で開催された自衛隊との親善行事や国際観艦式では、自衛隊は各国軍隊が軍艦旗で参加したのに合わせて旭日旗である自衛艦旗で入港や参加しているが、これに対する韓国政府、与野党、マスコミ、国内世論による反発は特段生じていない。親善行事やどちらの国際観艦式でも、自衛隊はそのまま韓国に寄港し、予定を終えた後に日本に帰還している。「戦犯旗（전범기）」の用語が旭日旗を指す目的で使用されることもなかった。産経新聞によれば、韓国メディアでこの用語が登場したのは2011年1月サッカー日韓戦で韓国選手のキ・ソンヨンがカメラに向かってしたサルまねを批判され、「観客席の旭日旗を見て腹が立った」などと釈明したことがきっかけであり、2012年以降である。実際、2011年までは戦犯旗という用語を使用した論文は韓国国立図書館に存在しなかった。旭日旗を想起させるデザインに対する反発も、一部のインターネットユーザーがそれを問題視した程度であり、韓国・中国メディアの反応も、あくまでネットユーザーによる反応を俯瞰的に紹介する程度であった。2001年に、中国メディアは一部の中国ネチズンからの衣装が旭日旗に似ているとのインターネット上での批判を「物議が起きた」とただ俯瞰的に報道した。その際に、衣装を提供した中国のファッション編集部は「何も言うことはない。それだけだ。」と返答した際にも中国メディアは批判的報道ではなく、単に事実のみ報じた。中華人民共和国の国家広播電影電視総局電影事業管理局の劉建中局長は「中国と全国民の感情を著しく傷つけたため、世論の批判を受けた」「本人は中国のいかなる部門の処罰も受けることはないだろう。本人が心から愛している映画とテレビの仕事で、よい作品にどんどん出てもらいたい」と処罰しない方針や応援コメントを述べている。
日本においては、韓国で旭日旗が問題視されているという認識は2011年まで存在しなかった。1945年から2011年初頭までの産経新聞と朝日新聞の記事データベースには旭日旗を問題視する韓国人の記事は一切なく、最古でも2013年に「1人の韓国人が旭日旗を裂いた」との単発記事しかない。このことから産経新聞は、2011年以前に旭日模様への集団攻撃は全く存在せず、2018年時点のような「旭日模様は集団攻撃されるべきもの」という認識は一切無かったと伝えている。日本の国会議事録データベースの記録では、国会での旭日旗批判の発言は2018年までで2件のみである。それも日本の野党議員が1991年の湾岸戦争後の機雷除去でペルシャ湾派遣されて国際貢献した海自掃海艇に対して、「アジアの人たちはどう感じたでしょうか」と述べたこと、2015年に別の野党議員が日本政府・安倍政権に対し、自衛艦が旭日旗の掲揚を止めるよう要求する質疑を行ったことのみである。産経新聞は、「韓国や中国の反日運動は日本国内の左派やメディアによる日本政府批判と連動して展開されてきた経緯がある」ことを説明しアンチ旭日旗キャンペーン開始は2011年であるとし、それ以外の韓国・中国の反日運動に比べても歴史が浅いと指摘した。

### 2011年の奇誠庸の発言と旭日旗追放運動の激化
以上のように韓国世論は旭日旗に対しほぼ無関心であったが、それは2010年代前半に突如変容する。最大の契機は、2011年1月25日にAFCアジアカップ2011の準決勝の日韓戦で韓国代表の奇誠庸が「猿の真似」パフォーマンスを行ったことにあるとされる。このパフォーマンスは日本人に対する侮蔑を意図しており人種差別にあたるという批判がなされたが、それに対し奇誠庸は「観客席にあった旭日旗への報復のために行った」と主張した。ただし実際に観客席に旭日旗が掲げられていたという目撃情報は一切なく、奇の発言の信憑性は疑わしいものとされている。
奇誠庸の旭日旗発言以降「旭日旗そのものに問題があり、国際社会から追放するべき」とする認識が広まって旭日旗は韓国社会での攻撃対象となった。2012年にニューヨークに住む韓国人たちは、奇誠庸の発言に続いて「日本の戦犯旗追放の為の市民の集い（The Citizens Against War Criminal Symbolism、CAWCS）」という政治グループを結成し、旭日旗をナチスのハーケンクロイツと同一視して国際的に禁止させようとするキャンペーンを開始した。さらに翌年のEAFF東アジアカップ2013では、韓国の応援団席に日本との歴史問題に言及する「歴史を忘れた民族に未来はない」とのスローガンが書かれた横断幕が掲げられた。これらの出来事が韓国のメディアで頻繁に報道されたため、旭日旗をナチスのハーケンクロイツと同一視して禁止しようとする国際的な政治運動が韓国人の間で激化し、旭日旗そのもののみならず、旭日旗に似たデザインのものまでも禁止しようとする国際的運動が盛んになった。
2013年、韓国の国会議員が、韓国の公共の場で旭日旗を掲げた場合、1年以下の懲役または300万ウォン（約28万円）以下の罰金を科す刑法改正案を提出した。これを受け菅義偉内閣官房長官は、旭日旗が軍国主義の象徴という指摘は当たらないと批判し、韓国政府に適切に対応するよう申し入れると述べた。ただし、2013年に報じられて以降、法案成立の報道は無い。
2019年12月には、韓国政府のTwitter公式アカウント (@hellopolicy) が「共に声を上げてください #BanTheFlag 旭日旗は憎悪の旗」とツイートした。

### 旭日旗や旭日旗に類似する模様への反発の事例
奇誠庸の発言以降、旭日旗への反発はスポーツの国際大会以外にも様々な国際的な分野に拡大している。旭日旗や旭日旗に類似する模様を使用し韓国側から抗議を受けた者の反応は「謝罪した」「撤去（除去）した」「逆に反発を呼んだ」など多様である。中には韓国メディアが「主張が通った」と伝えるものの、実際にはデザインが使われ続けるケースもある。
2013年の東アジア杯では観客席における日本サポーターによる旭日旗使用が問題視された。7月28日の日韓戦で安重根などの巨大な幕が韓国サポーターらによって掲げられたことに日本サッカー協会が抗議し、幕は前半終了後に大韓サッカー協会によって強制撤去された。これに対し韓国の安敏碩国会議員が「日本のサポーターは日本軍国主義を象徴する『旭日昇天旗』を持って入場していた。国際サッカー連盟に訴えるべきだ」と主張して同協会に謝罪を要求した。韓国外交部も8月1日の定例会見で「（旭日旗が）韓国国民と、過去に日帝の被害を受けた人々にどのような意味を持つものか日本はよく分かっているのではないか」と猛抗議した。
2013年には格闘家の道着にも抗議が波及した。2013年に総合格闘家のジョルジュ・サンピエールがニック・ディアスとの試合において着用した道着には旭日旗に類似する模様が描かれていた。これに対して韓国人格闘家のジョン・チャンソンは自身のフェイスブックに「旭日旗はアジア人にとってハーケンクロイツと同様の戦争犯罪の象徴だ」と抗議した。それに対しサンピエールと道着をデザインしたHayabusaは「意図したものではなく、傷ついた人たちに謝りたい」と謝罪した。
2013年、ニューヨーク近代美術館が開催した横尾忠則展に展示された作品に旭日旗から着想を得たデザインの作品があったため韓国系から抗議されたが、美術館側は「旭日旗を称揚していない」として韓国側の訴えを退けた。
2015年、オンライン海戦ゲームWorld of Warshipsを提供するWargaming.netは、旭日旗を巡る議論が炎万したことにより「旭日旗及びその他歴史的な表記物に関するガイドライン」を定めて旭日旗を排除し、代わりに日章旗を使用させることで問題解決を図った。このガイドラインが発表されてから、Change.orgにて旭日旗の復活を求める1万人以上の署名が集まった。なお軍旗やそれに相当するものが排除されたのは日本だけであり、イタリアやロシア、イギリスの艦船などは国旗ではなく正規の海軍旗が掲揚される。

### 放射状デザインに対する「旭日旗認定」と認定物への反発の事例
2011年の奇誠庸の発言以降、韓国系団体は「丸いモノから放射状に線が複数伸びている」デザインが含まれるものまでも撤去・販売中止するよう求める活動を行っている。カニエビバーガーの包装紙、日の丸弁当、黄色の丸から青い放射状の線が出ているTシャツ、放射状の線が描かれたユニフォームやTシャツ など批判対象は拡大している。
- 2012年ロンドンオリンピックでは日本の体操選手が着用していたコシノジュンコがデザインした「日が昇る躍動感と夜明けの輝きという力強い美しさを表現した」放射状デザインが施されたユニフォーム[108] が、旭日旗に似ているとして問題視された[109]。同大会では、2012年8月10日の李明博韓国大統領による竹島上陸直後のサッカー3位決定戦において、朴鍾佑が「独島（竹島の韓国名）はわれわれの領土」と書かれたプラカードを競技場で掲揚したことに対し、国際オリンピック委員会（IOC）が政治的表現だとして問題視していた。これに対し、元従軍慰安婦を名乗る女性が「IOCが日本の旭日旗ユニフォームは黙認し韓国サッカー選手について制裁を議論するのは差別である」としてIOCに抗議文を送る騒ぎになった[110][111][112][113]。しかしIOCのジャック・ロゲ委員長は、朴鍾佑選手によるプラカードは政治的表現禁止規定違反とした一方、ユニフォームのデザインは違反ではないと判断した[114]。また韓国側は周辺アジア国家の体育団体に対してもこの問題への協調を呼びかけたが、いずれも消極的だった[115]。これについて韓国の新聞社は、韓国人は旭日旗を見ると怒りがこみ上げるが、国際社会では「もう一つの国旗」と認識されている程度で全く問題視されていないと伝え、政治家が外交的に先に解決すべき問題だと分析した[115]。
- 2012年には、2009年に造られた花井駅（京畿道高陽市）の駅前広場を巡り、噴水中心に放射状に線が広がる模様が入っているデザインが旭日旗に見えると批判された。これに対し、デザイン者は旭日旗と広場のデザインは関係ないと反論し、共同設計者は設計時の4度の住民公聴会では誰も問題視しなかったと反論して、過熱する抗議を批判した[116]。
- 2014年にはアメリカのペンシルベニア大学に留学していた韓国人が芸術文化研究ホール（ARCH）の食堂のステンドグラスに旭日模様が描かれているとして、韓国系学生会と共に学校に対して撤去をするよう抗議活動し、韓国系のロビー団体も動員した。しかし抗議活動が校内新聞で明らかになると、非韓国系の在校生から非難の声が上がった。この韓国人の訴えは学校側から「ステンドグラスのデザインは当時キリスト教学生協会が世界中に宣教活動を広げたことを示すシンボルの一つであり、学校の建物は270余年の歴史を持つ」として却下された[117]。
- 2014年、『GODZILLA ゴジラ』の映画ポスターに描かれた、ゴジラの背後の赤と白の放射状のデザインが旭日旗だとして抗議を受け、韓国の配給会社が謝罪してポスターの使用を中止した[118][119]。
- 2017年、バーガーキングが販売するハンバーガーの包み紙に描かれたズワイガニの絵が旭日旗に見えるとして批判された。この際、韓国人漫画家が描いた漫画のキャラクターの背後に描かれたズワイガニの絵も槍玉に挙げられた。そのためズワイガニは外見のために不要な誤解を受けるようにされた「失敗したデザイン生物」という汚名を得たと報道された[120]。産経新聞は中央日報を引用する形で、民族主義に傾倒する常軌を逸した反日・過度な反日は韓国のイメージを低下させるだけとの声が存在していることを紹介している[121]。
- 2018年12月、アメリカ・ロサンゼルスの学校にある壁画に旭日旗に見える放射状の線が含まれているとして、韓国系市民団体が撤去を求めて抗議した。一度は撤去方針が決まったが、アーティストなどから表現の自由に抵触するという批判が殺到し、中止となった[122]。同学校はロバート・ケネディ暗殺事件の発生現場であるアンバサダーホテルの跡地に建てられただけに、ケネディ家も撤去反対を表明し、ロサンゼルス統一学区と学校側に文書の提出まで行った。さらに壁画家のシェパード・フェアリーは、当該の壁画を消去するなら自身が校内に描いたロバート・ケネディ議員の肖像画も消去させると反対を表明した[123][124]。
- 2019年7月、韓国マクドナルドのハッピーセットのパラシュートのオモチャが、上から見ると旭日旗を連想させるとして、ソウル新聞は子供らの幼い心まで見境無く襲う日本の卑劣な戦略だと報道した[125]。
- 2019年、大韓航空会長の趙源泰がジェットエンジンの前で撮ったプロフィール写真が公開されたが、会長の背後に写った放射状に広がるエンジンのタービンブレードが旭日旗に似ているとして、韓国人から抗議を受ける結果となった[126]。
- 2021年、韓国で『劇場版 鬼滅の刃 無限列車編』やTVアニメ版『鬼滅の刃』が映画館やNetflixで公開されるにあたって、主人公の炭治郎が身に着けている花札をモチーフにした耳飾りが旭日旗に似ているとして多くの韓国人から抗議された。これを受けてNetflixは、韓国での配信においては耳飾りのデザインを改変して配信した。韓国のVANKは海外版でも耳飾りのデザインを改変するようNetflixに抗議した[127]。
- 2021年、東京オリンピックのスポーツクライミング競技の男子複合決勝のボルダリングステージにおいて放射状に設置された灰色の人口壁が登場した。元クライマーで韓国KBSのスポーツクライミング解説者のキム・ジャインは自身のインスタグラムアカウントで、これを旭日旗模様だとして「責任者は謝罪すべき」と主張し、VANKのソ・ギョンドクはIOCに抗議と謝罪を求める書簡を発送した[128][129]。

### 韓国の反発に批判的な反応
韓国海軍は海上自衛隊の旭日旗使用について、2016年に「韓国が他国に行った時、艦艇の前方に海軍旗、後方に太極旗をつけるように、日本も海軍旗として使用する旭日旗と日本旗をつける」と説明した。2018年10月10日-14日に韓国の海軍基地で開催された国際観艦式に14ヶ国21隻の軍艦と45ヶ国の代表団が参加する際にも韓国海軍側は同様の説明を行った。しかし、2018年には事前に批判的報道・反対運動が激化していたため、各国海軍に対して軍艦旗の掲揚を行わず所属国の国旗と韓国国旗のみを掲げるよう要請した。日本はこの要請を拒絶して観艦式に参加しなかった。また、中国はTHAAD問題などで艦艇の派遣を取り消した。更にマレーシアも不参加を通知し、フィリピン艦艇は12日のみ参加すると通知した。軍艦旗と国旗が同じアメリカを除くオーストラリア、タイ、シンガポール、カナダなど参加各国は要請に応じずに軍艦旗で参加したが、もともと日本のみを意識した要請であったため、韓国側は抗議しなかった。
朝鮮日報は、『「軍国主義の亡霊」旭日旗、日本では一般的』という記事の中で「朝日新聞の社旗にも旭日旗の模様があしらわれている」「アサヒビールが1892年発売のビールを再現した限定商品には旭日旗が描かれていた」「（コシノヒロコ氏はロンドン五輪女子体操代表のユニホームで）日の丸を配置して太陽が躍動する力強い美しさを表現した（と述べた）」などと紹介した。中央日報は、1998年と2008年に韓国で開催された国際観艦式で海上自衛隊が旭日旗を掲揚した際にはほとんどの国民が無関心だったと指摘し、一貫性がないと主張した。
産経新聞は韓国の旭日旗に対する姿勢を批判し、「第二次大戦中に日本の敵国であった米国でさえ、旭日旗に対してなんの抗議もしていないし、それどころか友軍の旗として自然に敬意を表してくれている」と主張している。皆川豪志は、韓国人は旭日旗に似た模様が描かれた朝日新聞社の社旗・社章（上述参照）を何ら問題にした事がないと主張している。ただし韓国語版ウィキペディアの記事において、多くの韓国人は朝日新聞の社旗にも否定的である旨が記載されている。
SBIサーチナの如月隼人記者は、旭日旗をナチスドイツにおけるハーケンクロイツ旗と同じであるとする韓国内の一部の主張に対し、旭日旗の起源は「太陽信仰」であり「めでたさ」や「勢いのよさ」を表すのに対し、ハーケンクロイツ旗は成立の当初から「アーリア民族の優位性」をシンボル化したもの（「赤は社会理念」、「白は国家主義理念」、「ハーケンクロイツは、アーリア人種の勝利のために戦う使命」を表す）であって、両者の持つ背景は異なる、また、ドイツでは、第二次世界大戦中に使われていた軍旗「黒十字」の意匠が戦後もドイツ連邦軍の国籍標識に使用されており、軍旗が政治性をともなうとは限らない。さらに、もし韓国が「（日本が過去において）周辺国を侵略する際に使った国家的なシンボルは、すべて使うべきではない」と主張するならば、英国国旗やフランス軍旗など欧州列強が伝統的に用いてきた旗に対してすべて異議を唱えなければならず、さらには32万5900人の兵力をベトナムに送り込んだ韓国は、ベトナムが韓国軍旗に対して「わが国侵略のシンボルだった。使用は好ましくない」と主張した場合に自らの主義主張に基づき韓国の国旗や軍旗を排除するのか、と主張している。
室谷克実は、旭日旗は近年まで批判の対象とされていなかったと述べている。水間政憲は、かつては「朝鮮独立を認めさせた“象徴旗”として称えられていた」と主張している。
崔碩栄は、朝日新聞社の社旗やヒラリー・クリントンの大統領選挙のポスターが問題視されない点について、旭日旗デザインは「形」が問題ではなく、それを使った「主体」が問題であり、韓国の左派と繋がっているか、友好的な関係にある人、団体は攻撃されていないと主張している。
2019年8月19日、米国のモデルで歌手のシャーロット・ケンプ・ミュールが旭日旗デザインのTシャツを着た写真をインスタグラムにアップすると韓国人ネットユーザーから「ナチスと同じ意味だ」などと批判のコメントが数多く付いた。ミュールは「旭日昇天旗は明治時代に日本軍が初めて使用したもので、日本植民地時代より前から存在しているためナチスの精神的理念とは本質的に異なる」「私は複数の協会から発行された関連研究を知っているため偏ったものではない」とした上で「米国、英国、フランスも国旗が存在している間に植民地支配をしたのだから、それらの国旗も禁止しなければならないの？非常に退屈で虚しい論争」と反論。さらにジョン・レノンの息子でミュールの恋人でもあるショーン・レノンも「すべての人間は、それぞれが象徴的なものを使用することに自由でなければならない」と韓国人ネットユーザーに反論した。
2020年にはフィリピン系アメリカ人のタトゥーに旭日模様が含まれているとしてネットユーザーが攻撃を行った。それには「小さい国」「貧しい国」「学ぶことができない背低い人々」などのフィリピン人に対する人種差別的発言が含まれていたとされ、これに激怒したフィリピンのネットユーザーが「＃CancelKorea」「#ApologizeKorea」などのハッシュタグ運動を行ったことが韓国のニュースなどに大きく報道された。これをきっかけに、韓国ユーザーはフィリピンの国旗を燃やし破ったり国旗につばを吐きかけ、さらにそれに対してフィリピンユーザーも韓国国旗を破ったり踏みつけるなどの応酬が続いた。

### 韓国の反発に親和的な反応
清義明は、スポーツの分野、特にサッカーにおいてはFIFAやAFCが中国や韓国など東アジア地域のクラブ・チームや代表チームと日本のチームとの対戦における旭日旗の掲出を「他国を差別・挑発する行為」と見なしているケースがあること（前述）を受け、ACL2017水原vs川崎戦を受けたAFCによる処分 や2018 FIFAワールドカップ・グループH 日本vsセネガル戦で掲げられた旭日旗に韓国メディアが反応したことに触れ、「（太平洋戦争で日本が掲げた目標である）大東亜共栄圏が日本人の選民思想だととられても仕方ないことを日本はしてきた」と述べ、旭日旗が東アジア諸国に対して「差別的な存在」であるとして、韓国のチームとの対戦に限定せず、あらゆる国際試合で旭日旗を掲げるべきでない、と主張している。

## 旭日旗に類似する意匠
国際的にも、太陽の光線が出ている類似した意匠は国旗・軍旗として頻繁に使用されている。中華人民共和国やソ連を中心に東側諸国においても、マルクス・レーニン主義や社会主義的農村主義のシンボルとしてポスターなどに良く使われた。

### アメリカ合衆国

アリゾナ州の州旗

1917年に州旗として制定。

#### アメリカ軍による使用

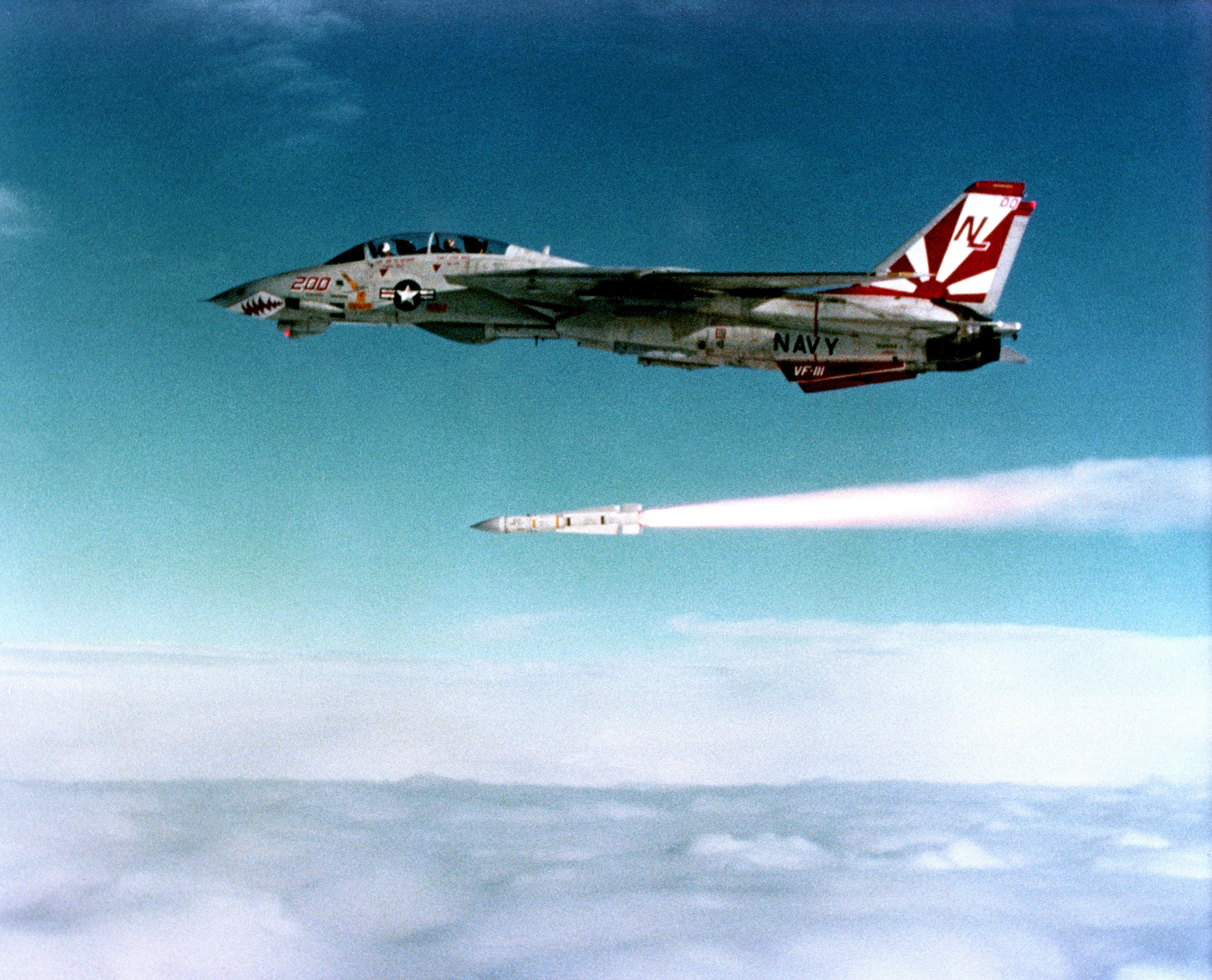
VF-111 Sundowners所属機の塗装
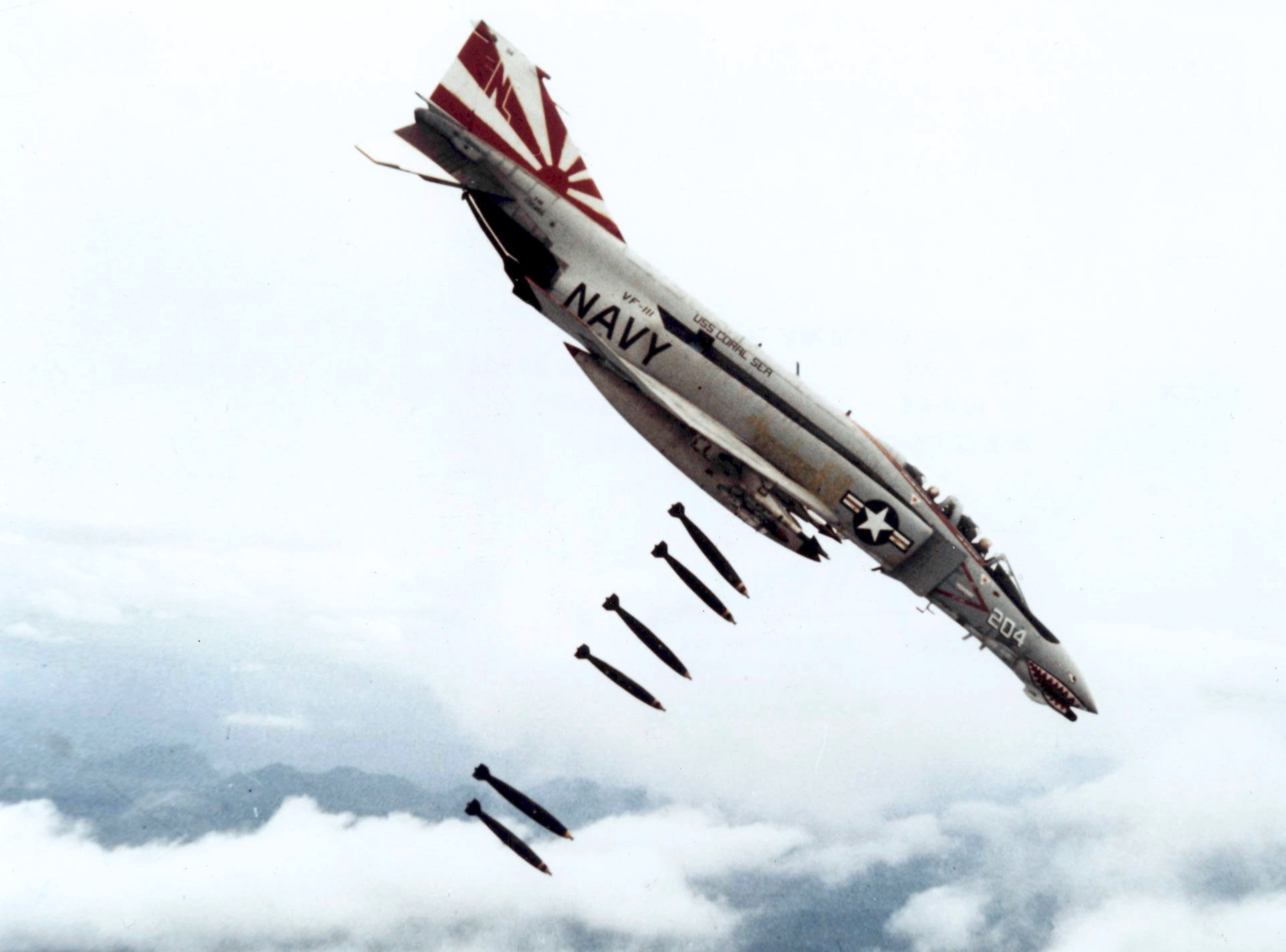
VF-111 Sundowners所属機の塗装
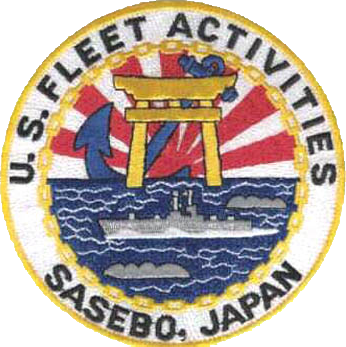
佐世保基地の紋章
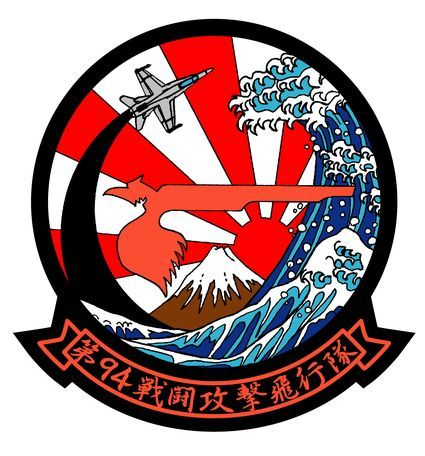
第94戦闘攻撃飛行隊 (アメリカ海軍)（英語版）の紋章
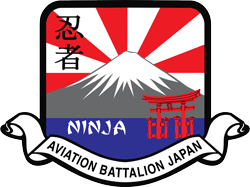
在日米陸軍航空大隊の紋章
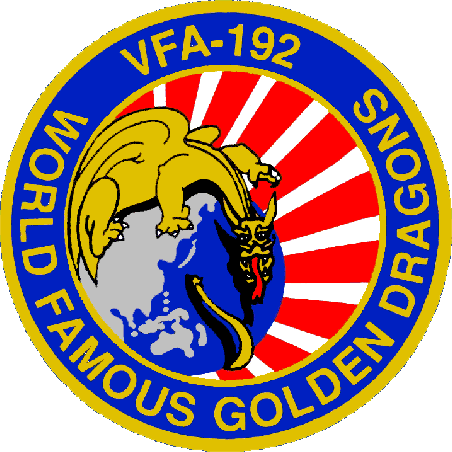
第192戦闘攻撃飛行隊 (アメリカ海軍)（英語版）の紋章
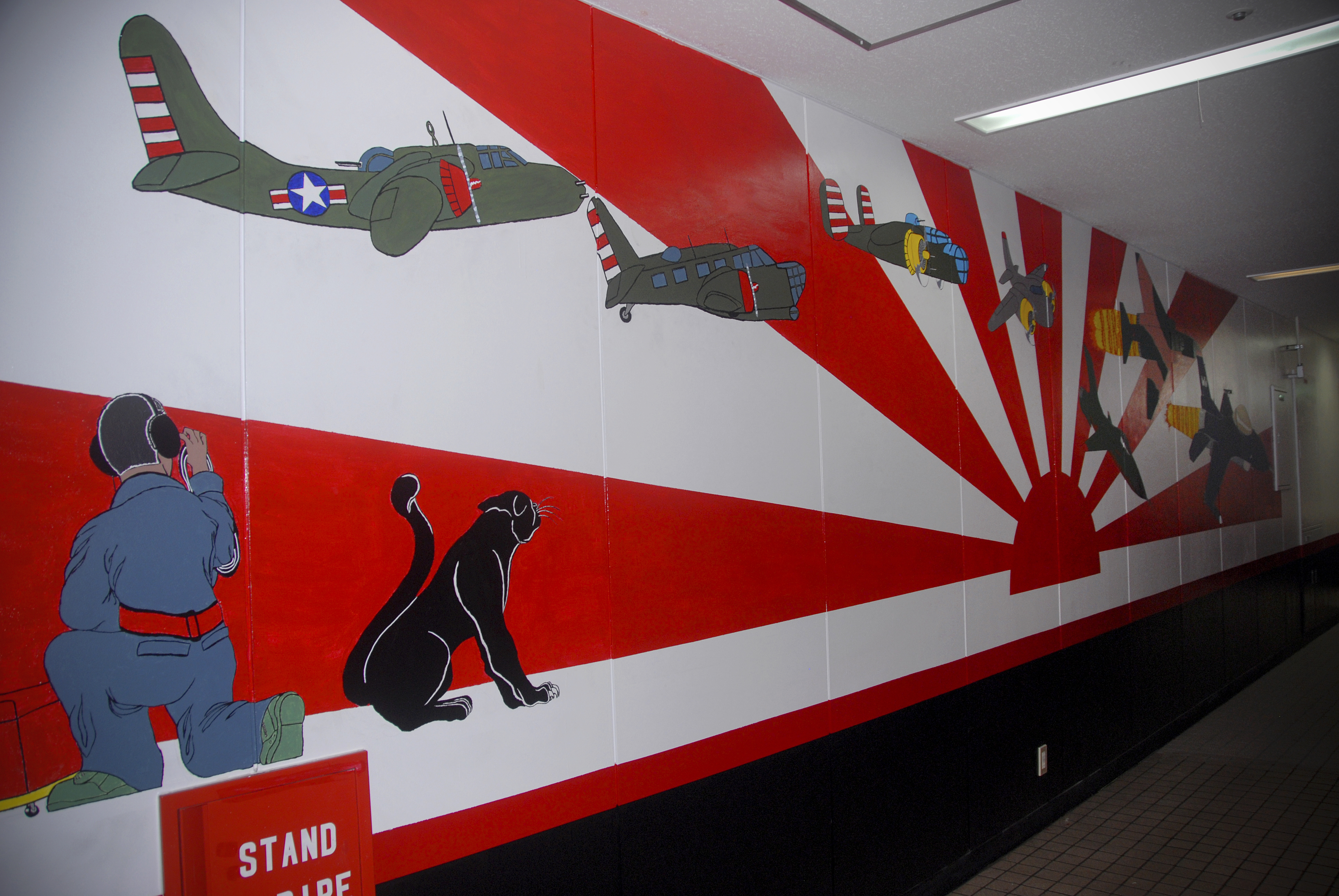
三沢基地の壁画
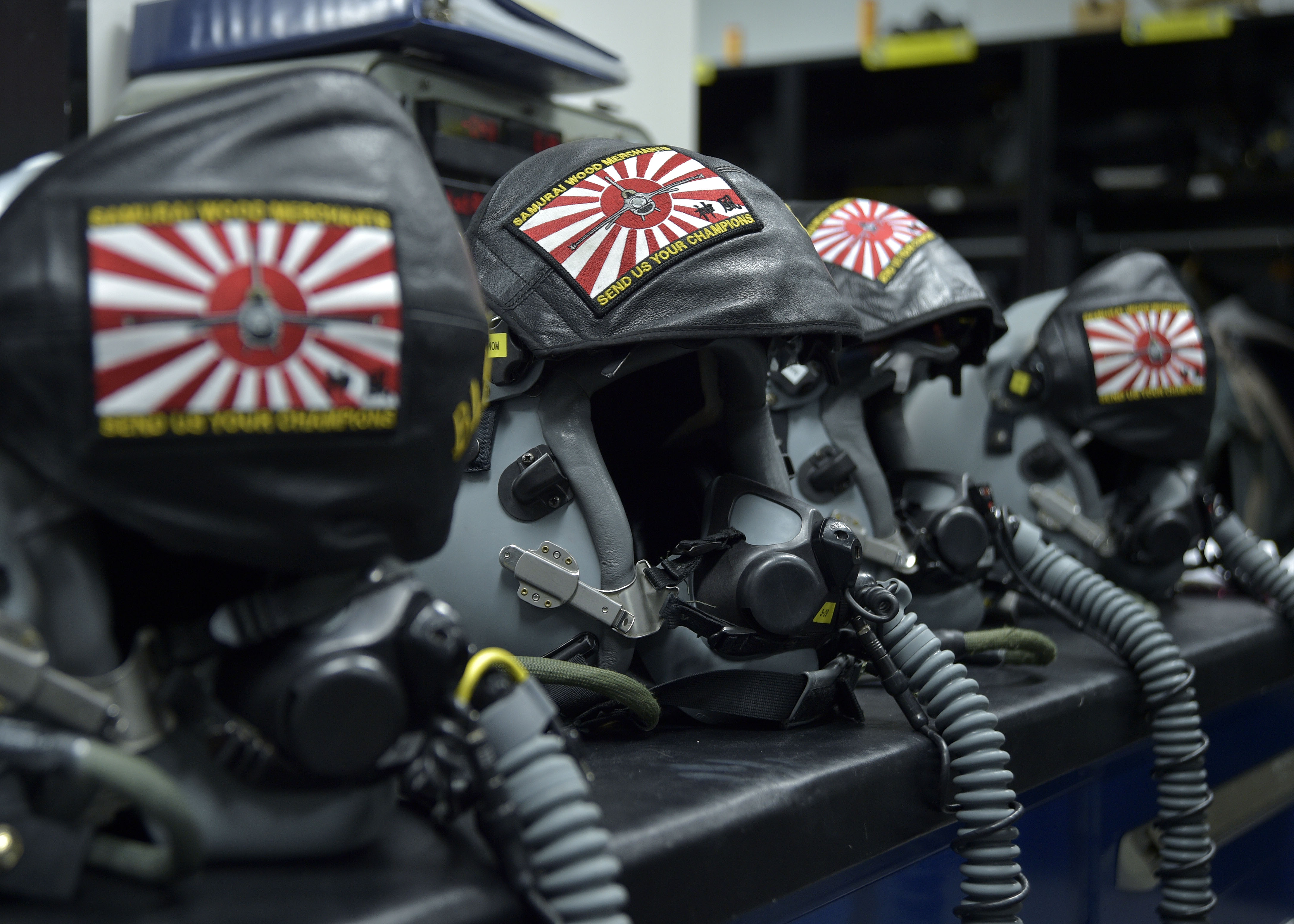
第14戦闘飛行隊 (アメリカ空軍)のヘルメットに用いられた意匠

### 中華人民共和国
毛沢東を中心とした旭日模様のプロパガンダポスターが多数製作され、国中に掲載・宣伝された。これは毛沢東が旭日模様をとても気に入っていたからとの指摘がある。中華人民共和国では旭日模様のデザインが中国共産党の下で積極的に好んで利用されてきた歴史があるため、一部の中国ネチズンが騒ぐことがあっても、中国政府が旭日旗にほとんど言及しない理由となっている。中国の観艦式でも日本の艦艇が旭日旗を掲げたが、問題なく参加し中国政府も歓待した。韓国日報は日本に対して、実益を追求して対応する中国は韓国と対照的だったと報道している。

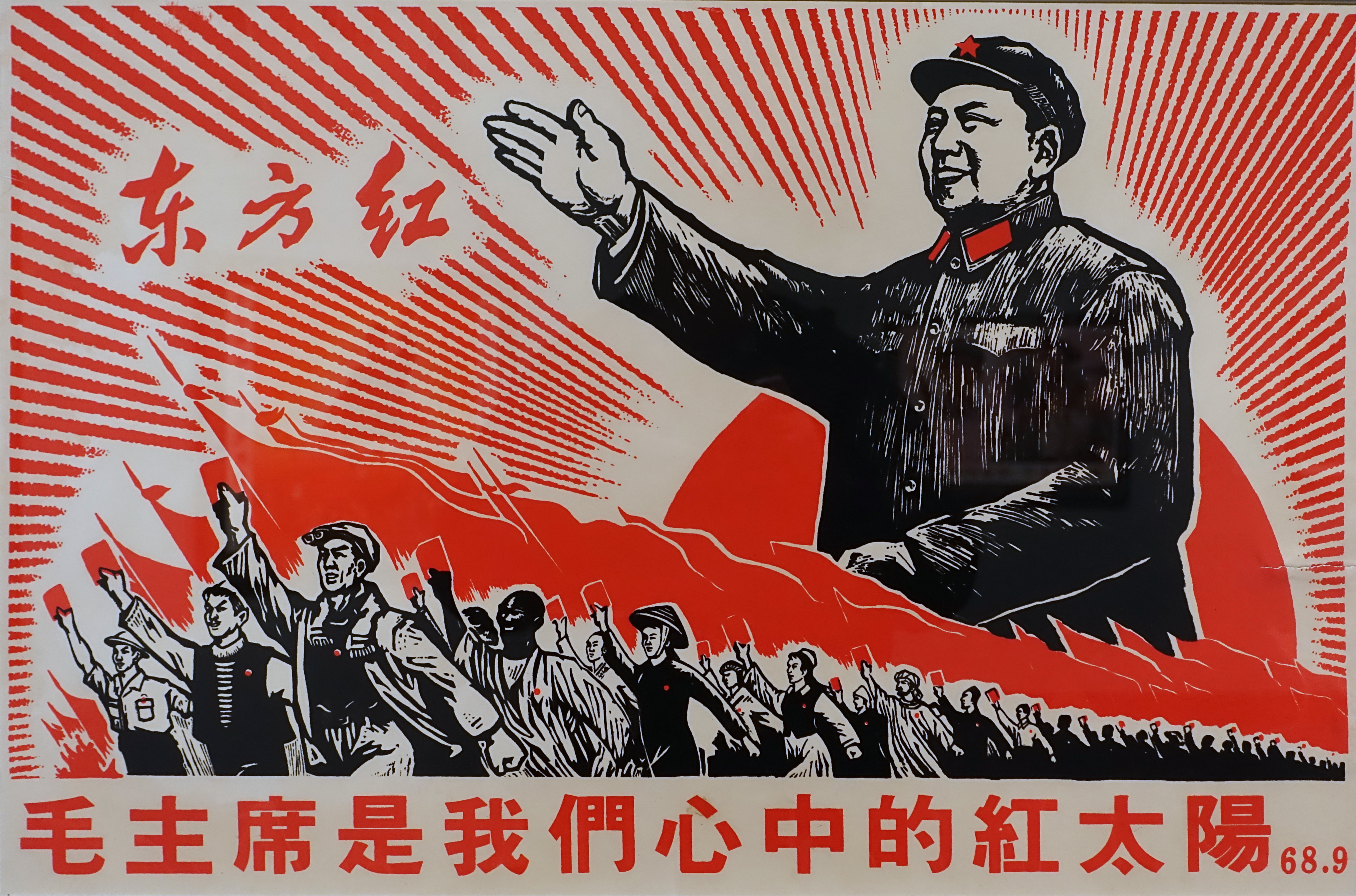
文革期のプロパガンダポスター

### 北マケドニア共和国
北マケドニア共和国の国旗は旭日旗に似た意匠となっている。もともと、ユーゴスラビア社会主義連邦共和国から独立した当初はヴェルギナの星と呼ばれる意匠を国旗に使っていたが、この意匠を自領のマケドニア地域の旗に使っていたギリシャとの間の論争に発展し、1995年（平成7年）に現在の国旗に変更した。

北マケドニア共和国の現国旗（1995～）。
マケドニア共和国の旧国旗（1991-1995）。
ギリシャ領マケドニアの旗。

### ウクライナ
ドネツィク州の州旗が旭日旗に類似した日の出の意匠である。

ドネツィク州の州旗

### ベラルーシ
空軍の軍旗は旭日模様である。

ベラルーシ空軍旗

### ベネズエラ
1901年に制定された。

ベネズエラ・ララ州の州旗

### カレン民族解放軍
ミャンマー（ビルマ）に1947年に成立したカレン民族同盟は、旗に旭日旗に類似した意匠を用いている。

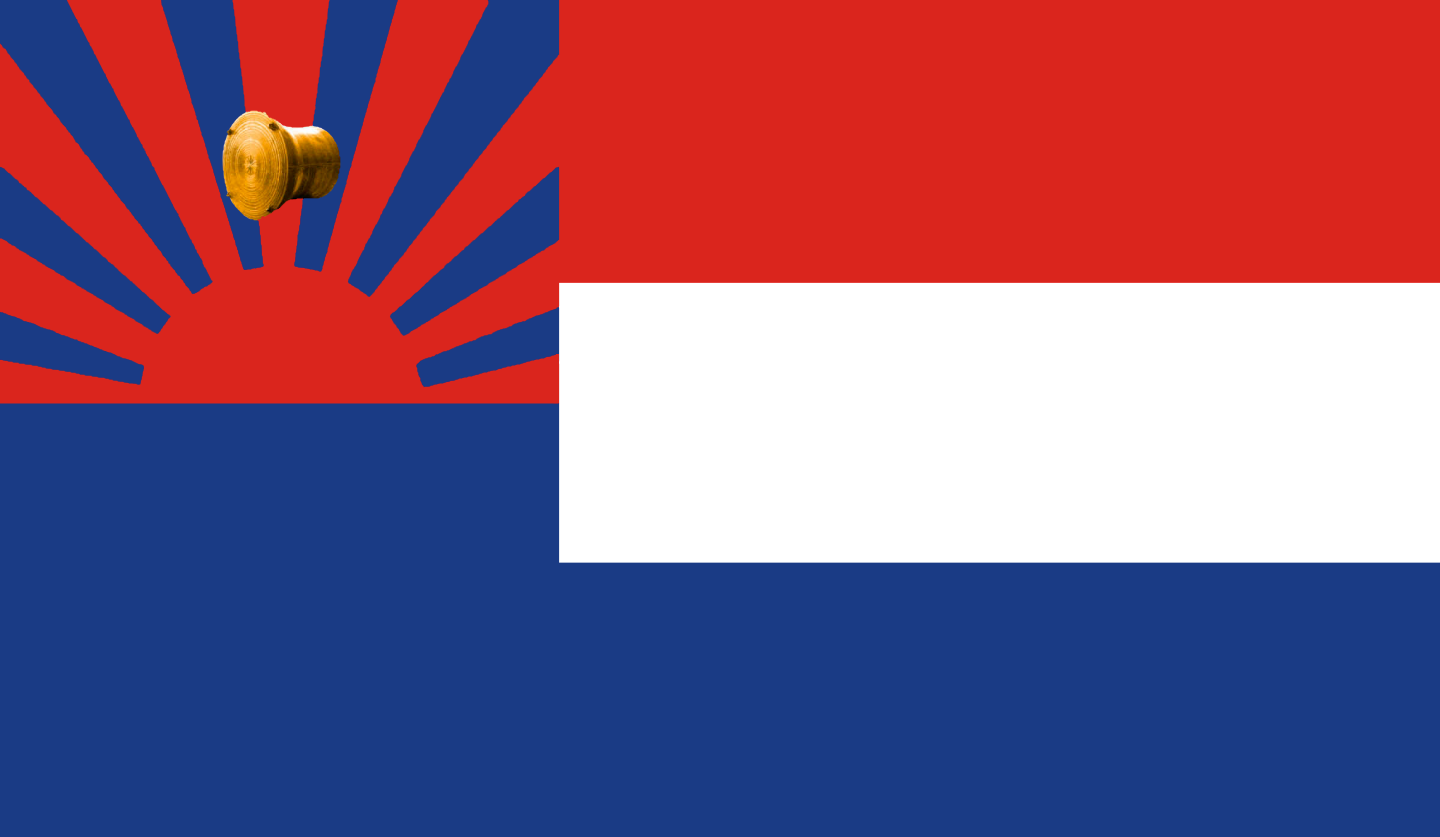
カレン民族同盟 (KNU) の旗

### チベット亡命政府
チベットの政府であるガンデンポタンが1912年（明治45年/大正元年）に国旗として制定したチベット国旗は、旭日の意匠を持っている。これは、意匠の考案に日本人研究者で僧侶であった青木文教が関与していたこともあり、間接的に「帝国陸軍の軍旗たる旭日旗」の影響を受けたとされている（「日本の軍旗の半分を冩し取つた樣な旭日を置き」「此新軍旗は時々風に飜る調子で日本の軍旗の様に見えるので、更に改定する筈であつた」）。1949年の中華人民共和国のチベット侵攻の後に中国はガンデンポタンをチベットの地方政府として位置づけ、ガンデンポタンはこの旗をチベットの旗として使い続けた。さらに1959年、ダライ・ラマ14世に率いられたガンデンポタンはチベットを脱出し、インドにおいてチベット亡命政府として再編された。チベット亡命政府は現在にいたるまで、この旗を自国の国旗として使用している。

チベット国旗

### ソビエト連邦
ソビエト連邦時代の1917年12月20日に創設されたソ連空軍の軍旗、ソビエト連邦構成共和国時代の1921年設立したグルジア共和国の国旗など、旧東側諸国（共産主義国家）でも旭日に相当ないし擬似する意匠は使用されていた。

ソ連空軍の軍旗
グルジア・ソビエト社会主義共和国の国旗。ソ連邦からの独立後は全く別の意匠の国旗に変更（グルジアの国旗）

### 統一教会
大韓民国を拠点とし、全世界で活動している新興宗教団体の世界平和統一家庭連合（旧:統一教会）は、1954年に世界基督教統一神霊協会として設立して以来、団体のマークに旭日を取り入れていた。
1997年4月10日に、世界平和統一家庭連合への改称と共に別のマークに変更されている。

世界基督教統一神霊協会時代の紋章(1954年-1997年4月10日)